# Historia miasta Wolin
Pierwsze ślady ludzi na terenie Wolina pochodzą z epoki kamienia (4200–1700 lat p.n.e.) . Wykopaliska świadczą o istnieniu osadnictwa nieustannie, we wszystkich późniejszych epokach: brązu, żelaza, okresu wpływów rzymskich oraz wędrówki ludów.
Przedstawienie historii Pomorza w pierwszych wiekach ery chrześcijańskiej wiąże się z ograniczoną dostępnością źródeł historycznych. Starsi historycy od czasu do czasu donoszą o ludach zamieszkujących południowe wybrzeże morza Bałtyckiego; jednak brak konkretnych informacji na ten temat. To czy byli oni pochodzenia germańskiego czy słowiańskiego, budzi kontrowersje. Ponad trzy wieki przed narodzeniem Chrystusa, Pyteasz z Massalii mówił o Guttonach, cztery wieki później Pliniusz Starszy wspominał o Wandalach, a kolejne 30 lat później Tytus Liwiusz o Gotach jako mieszkańcach wybrzeża. Dopiero później, po wędrówce ludów, słowiańscy Wenedowie zostali określeni jako mieszkańcy tych ziem, którzy osiedlili się zwłaszcza na wyspach rzeki Odra i z czasem podzielili się na różne plemiona. Spośród nich „Winecianie” mieli swoją siedzibę na Uznamie, a „Pomorjaueu” na wyspie Wolin. Te nazwy plemion przetrwały aż do początków drugiego tysiąclecia, około XII wieku, kiedy to nazwa Pomorza stała się powszechnie używana.
W okresie naukowej uwagi skierowanej na starożytne dzieje tj. w XVII i XVIII wieku w Wolinie odnaleziono wiele arabskich srebrnych monet, tzw. dirhemów, wybitych głównie w X wieku które nadal nosiły blask nowoczesności i udowodniono, że arabscy władcy mieli zwyczaj przebijania monet swoich poprzedników, wywnioskować można więc na podstawie tych częstych znalezisk w Wolinie o istnieniu wcześniejszego, niezależnego od duńskiej okupacji wojennej, rozkwitu handlu z Wschodem, nawet jeśli arabska waluta pozostała powszechnie w obiegu jako lokalna moneta i dopiero w późniejszych trudnościach związanych z oblężeniem przez Julinerów zostały ukryte w ziemi.
Starsi historycy opowiadają o Wenedach, że pierwotnie byli to ludzie bardzo pokojowi, zajmujący się uprawą ziemi oraz praktykujący surową uczciwość oraz cnotę gościnności. Dopiero późniejsze wojny i łupieżcze wyprawy zmieniły ich charakter, sprawiając że stali się surowi, dzicy, zachłanni, mściwi i okrutni. Pisarze chrześcijańscy opisują ich jako najbardziej surowych i dzikich barbarzyńców. To, że Wolinianie nie stanowili wyjątku, wynika ze słów zawartych przez Daniela Cramera w „Kronice Kościołów Pomorskich” (Das Grosse Pomrische Kirchen Chronicon), który określa Wolinian (pod nazwą Juliner) jako „wrednych i barbarzyńskich”. Również w późniejszych czasach ich zachowanie nie było lepsze, gdyż w tym samym dziele jest napisane o próbach nawracania przeprowadzonych przez Ottona z Bambergu:

Wynika z tego, że Wolinianie byli przebiegłymi światowymi ludźmi, którzy umieli ozdabiać swoje mowy zdradliwymi i obrzydliwymi słowami (jak zdradliwi ludzie ulicy, jakimi byli), aby zwodzić innych, ustawiać pułapki i wplątywać innych w nie.

Mimo tych osądzających opinii, Wolinianie (a właściwie Julinanie) są opisywani z uznaniem za zachowanie wierności i wiary oraz za to, że byli gościnnymi ludźmi, którzy pozostali takimi nawet w okresie zepsucia. Zauważa to także Cramer, pisząc o mieszkańcach ziemi, do której należy Wolin:

Dawni mieszkańcy tych ziem byli ludźmi zdolnymi do wojen z łukami, tarczami, dzidami i broniami, zarówno na wodzie, jak i na lądzie – to byli twardzi ludzie, którzy głównie żywili się łupami i zdobyczami, nieokiełznanym, upartym ludem, wręcz dzikim z natury...

Ale jeśli chodzi o pokój, to jest chwalone, że między nimi panowała tak duża zdyscyplinowana wspólnota, zaufanie, dobra wierność i przyjaźń, że nie doświadczyli między sobą oszustwa ani kradzieży, dlatego ich skrzynie, kufry i szafy pozostawały niezamknięte, nie znali ani zamków, ani kluczy.

...Mieli zwyczaj zawsze mieć gotowe jedzenie i picie w swoich domach, nigdy nie zdejmowali potrawy ze stołu. Gdy ktoś, czy to obcy czy domownik, miał ochotę, podchodził i jadł. Gdy było to zjedzone, zawsze znów nakładano jedzenie, aby nigdy nie zabrakło na stole. Pozostawiano je na stole z białym obrusem, a potem składano na górę. To właśnie doprowadziło do tego, że nie mieli ubogich ani żebraków w swojej ziemi...

Byli również piękni i prości pod względem budowy ciała, często podróżowali po wodzie i lądzie, uprawiali rolę, hodowlę zwierząt, łowiectwo i inne zajęcia. Byli także pełni szacunku wobec swoich wyższych władz.

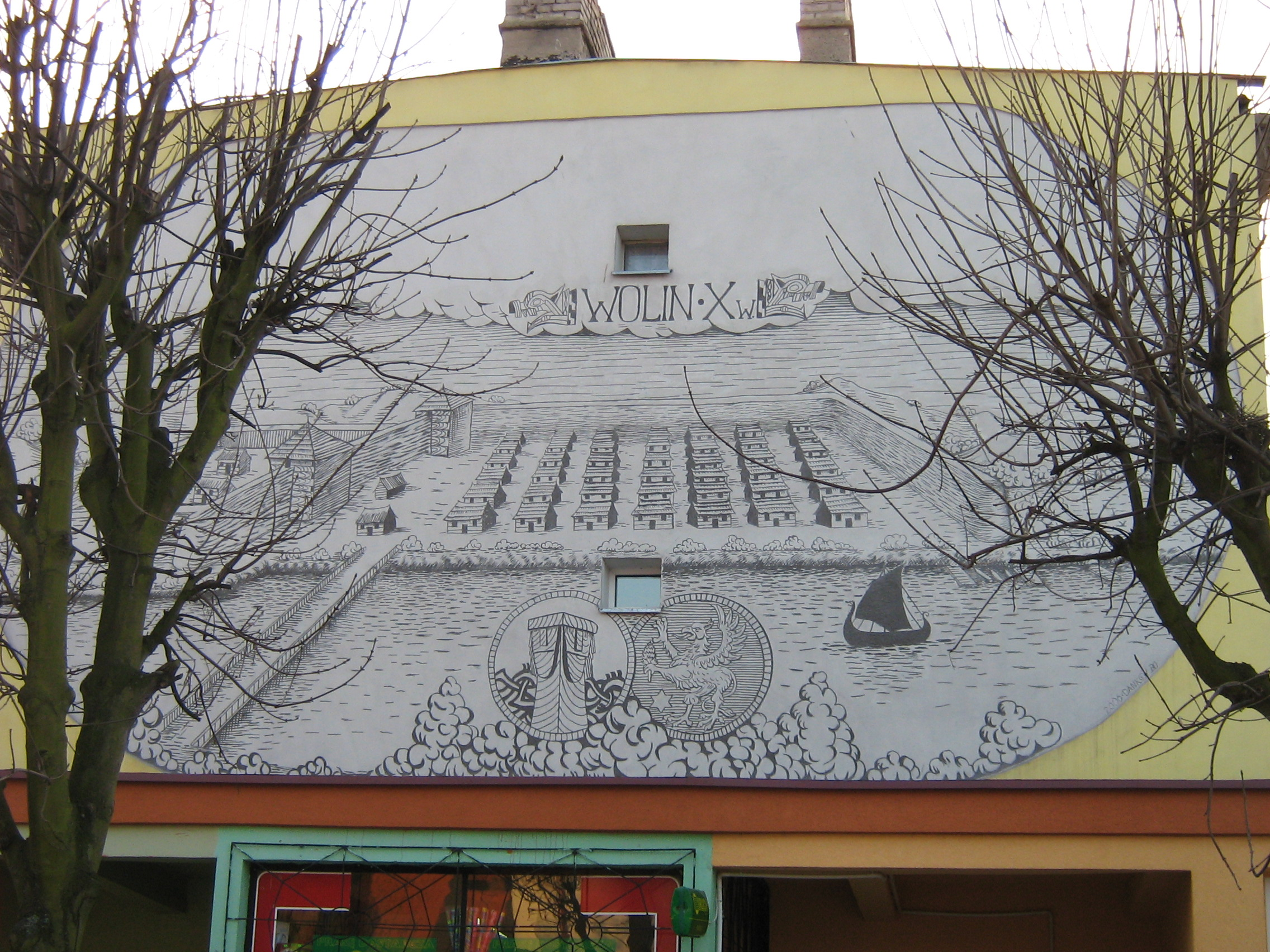
Widok Wolina w X wieku. Wizerunek umieszczony jest na jednym z bloków mieszkalnych w centrum miasta.

Osiadłe w tamtym czasie na terenie dzisiejszej gminy Wolin plemię Wolinian rozwinęło niezliczone ośrodki życia plemiennego, a według niektórych źródeł z samego Wolina – Winety w X wieku uczyniło największe miasto Europy.

## Powstanie miasta
Wraz z rozpoczęciem wielkiej wędrówki ludów (IV–VI wiek n.e.) na wyspie Wolin zaczęli pojawiać się Słowianie. Położenie nad Dziwną oraz dostęp do morza stanowiły doskonałe warunki do założenia w tym miejscu osady . Dodatkowym atutem były szlaki handlowe przebiegające przez te tereny .

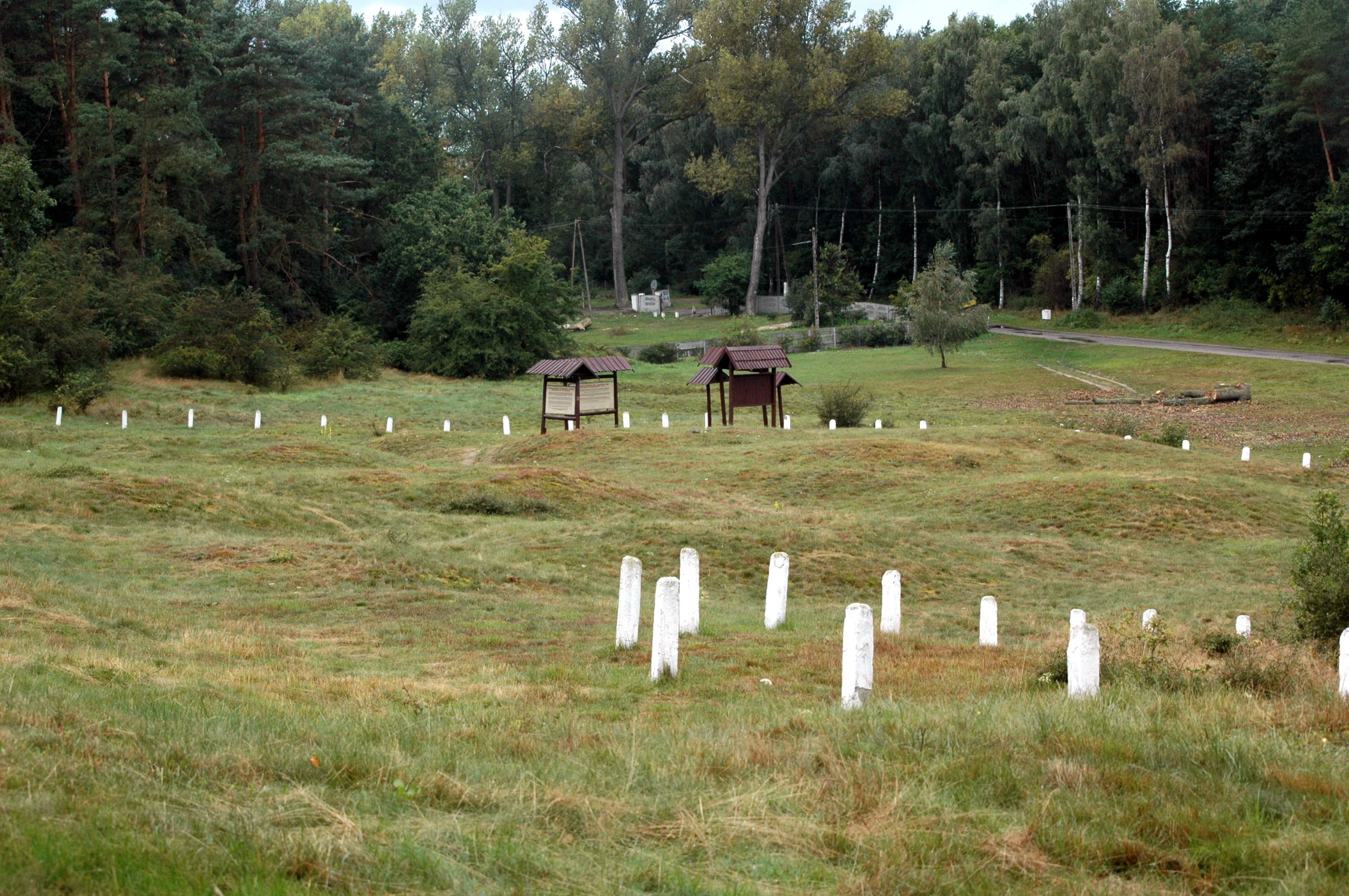
Wzgórze Wisielców

Początki tego miasta sięgają końca VIII wieku, gdy na przeprawie przez Dziwnę powstała była niewielka osada, która dzięki handlowi szybko rozbudowała przedmieścia i stała się centrum życia religijnego kultu słowiańskiego Światowida – Trygława. Ważnym czynnikiem w rozwoju miasta było strategiczne położenie na skrzyżowaniu istotnych szlaków handlowych, co przyciągało kupców z Fryzji, Skandynawii, Bizancjum, Azji Środkowej, Rusi oraz słowiańskich miast. W bezpośrednim sąsiedztwie słowiańskiego grodu powstały cmentarzyska: dzisiejsza Młynówka i Wzgórze Wisielców, gdzie widać jeszcze ślady kurhanów.
W IX wieku osada otoczona została potężnymi umocnieniami drewniano-ziemnymi, a pod koniec tego stulecia wieś nabrała cech miejskich. Stała się stolicą plemienia Wolinian. Była również ważnym ośrodkiem kulturowym. Obszar objęty władaniem Wolinian sięgał po Kamień Pomorski na północy i po Puszczę Goleniowską na południu. Obejmował powierzchnię około 1200 km². W szybkim tempie rozwijały się rzemiosła i handel. Wolin stał się ważnym ośrodkiem produkcji rzemieślniczej, wytwarzając na dużą skalę przedmioty z bursztynu, ceramikę, grzebienie rogowe i wiele innych produktów, które znajdowały nabywców zarówno lokalnych, jak i na rynkach europejskich. Analogiczne naczynia, jakie produkowano w Wolinie, odkryto na terenie Danii, Szwecji i południowej Norwegii.
Największy rozwój Wolina przypada na IX-XII wiek. W tym okresie Wolin był największym miastem na wybrzeżu Bałtyku, liczącym od 8 000 do 10 000 mieszkańców. Przewyższał pod tym względem takie ośrodki jak Hedeby na półwyspie Jutlandzkim oraz Birka w środkowej Szwecji. Liczba mieszkańców Wolina była nawet dwukrotnie większa niż obecnie. Świadectwem dawnej zamożności miasta są liczne odkryte skarby srebra, szczególnie na Srebrnym Wzgórzu położonym na północ od starego miasta. Wśród znalezisk znajdują się m.in. arabskie monety – dirhemy, które we wczesnym średniowieczu stanowiły podstawę gospodarki północnej Europy. Moenty arabskie odgrywały wówczas rolę podobną do współczesnego dolara czy euro. Odkryte przez archeologów artefakty dostarczają istotnych informacji o handlu prowadzonym przez dawnych mieszkańców Wolina. Przykłady importowanych dóbr obejmują szkockie tkaniny w kratę, jedwabie z Bizancjum, muszle kauri z Oceanu Indyjskiego, pisanki z Rusi Kijowskiej, kamienne naczynia wykonane z norweskiego słoninca, szklane paciorki z Bliskiego Wschodu oraz pierścienie zdobione koralami ze Środkowej Azji. Te znaleziska świadczą o szerokich kontaktach handlowych Wolina z różnymi regionami świata.

Wolin pojawia się w wielu starożytnych tekstach pod różnymi nazwami. Pierwsze pisemne wzmianki o Wolinie pochodzą z połowy IX wieku. W relacji pisanej przez tzw. Geografa Bawarskiego wynika, że plemię Uelunzani lub Velunzani posiadało siedemdziesiąt grodów . Badacze identyfikują to plemię z wolinianami. Kolejna wzmianka z około 870 roku znalazła się w Żywocie Świętego Ansgara spisanym przez mnicha Rymbarta, który wymienia miasto jako jedno z największych w Europie . Późniejsze badania archeologiczne potwierdziły te słowa . Wzmianki o grodzie znalazły się także w opisach Ibrahima ibn Jakuba – żydowskiego kupca i podróżnika oraz kronikarza pochodzącego prawdopodobnie z Tortosy w Hiszpanii, który w latach 965-966 odbył podróż do krajów słowiańskich. W swoim dziele wspomina o Wolinie, określając go jako gród plemienia Ubaba. W kronikach z 966 roku pisał on :

Posiadają oni [Wolinianie] potężne miasto nad oceanem mające dwanaście bram. Ma ono przystań do której używają przepołowionych pni. Wojują oni z Mieszkiem, a ich siła bojowa jest wielka. Nie mają króla i nie dają się prowadzić jednemu władcy, a sprawującymi władzę wśród nich są ich starsi...

Thietmar w roku 1000 określił gród jako civitas magna Livilni, a Adam z Bremy (znany też jako Adam Bremeński) w 1074 roku określił nazwę i położenie Wolina – Jumne (Iumne) u ujścia Odry na ziemi Słowian:

Za Lucicami, których inaczej zwą Wieleci, biegnie rzeka Odra, najobfitsza z rzek Słowiańszczyzny. W jej ujściu, którym zasila scytyjskie bagna, przesławne miasto Jumme zapewnia nader uczęszczany punkt postoju dla barbarzyńców i Greków, którzy mieszkają naokoło. Ponieważ na chwałę tego miasta wypowiada się rzeczy wiele i zaledwie godne wiary, chętnie dorzucę kilka słów godnych opowiedzenia. Jest to rzeczywiście największe z miast, jakie są w Europie. Zamieszkują je Słowianie łącznie z innymi narodami, Grekami i barbarzyńcami; także i sascy przybysze otrzymują prawo zamieszkania, byleby tylko nie występowali z oznakami swego chrześcijaństwa. Wszyscy bowiem mieszkańcy jeszcze dotąd podlegają błędom pogaństwa; zresztą pod względem obyczajów i gościnności nie znajdzie się lud bardziej uczciwy i przychylny... Jest tam latarnia morska, którą mieszkańcy nazywają ogniem greckim...

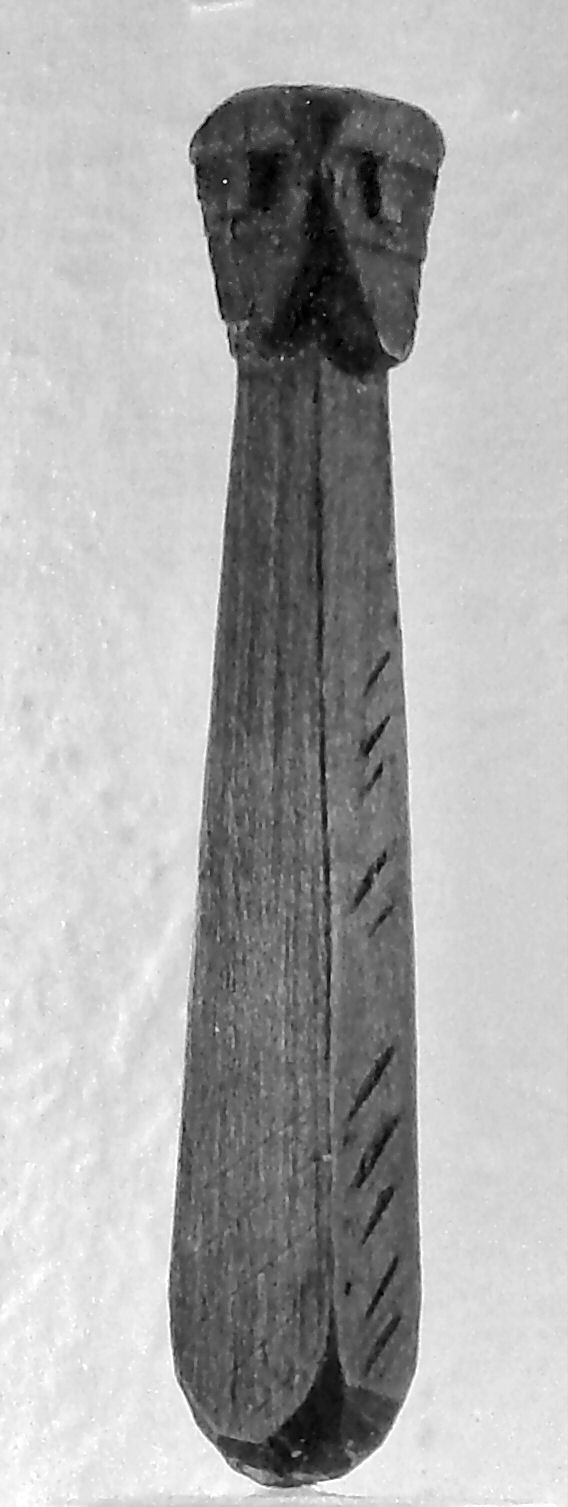
Świętowit woliński czczony w czasach średniowiecznych

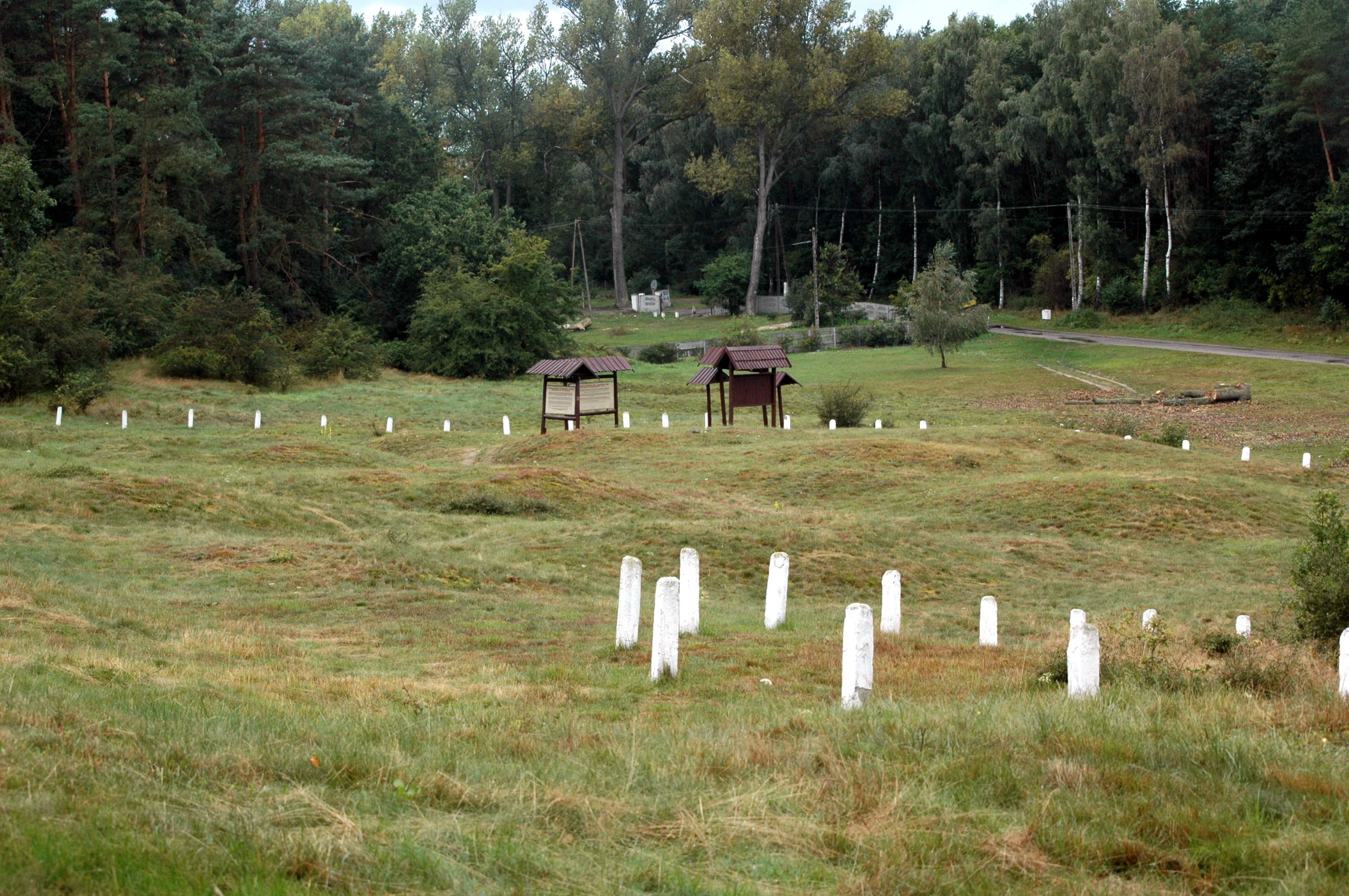
Wzgórze Wisielców

O bujnej historii tego miasta mówią kroniki niemieckie i sagi skandynawskie. Występuje w nich pod nazwą Jom i Jomsborg. Według Jomswikingasagi jarl Palnatoki zbudował w X wieku ufortyfikowane miasto dotykające otwartego morza. Ogromny, mogący pomieścić 300 statków port zamknięty był żelazną bramą, nad którą w kamiennej wieży czuwały straże. Drużyna wikingów stąd miała organizować śmiałe wyprawy. O Jomsborgu wspominają także Żywoty Olafa Tryggvasona, spisane dopiero w XIII wieku.
Mieszkańcami Wolina w tym okresie byli w przeważającej mierze Słowianami, choć według kronik Adama z Bremy, w mieście przebywali również Sasowie oraz Grecy, określający wówczas mieszkańców Rusi. Wolin był wówczas opisywany jako jedno z najwspanialszych miast Słowian. Przed wprowadzeniem chrześcijaństwa przez biskupa bamberskiego Ottona w latach 1124 i 1128, Wolin był miejscem czci dla słowiańskich bogów pogańskich. Wśród czczonych bóstw znajdował się Światowit – bóstwo o czterech twarzach, oraz Trigław – bóstwo trzygłowe. Praktyki pogrzebowe odbywały się na Wzgórzu Wisielców, położonym na południe od miasta. Pochówki obejmowały zarówno kremację, jak i złożenie ciała bezpośrednio do grobu, który przykrywano kurhanem. Dalsze miejsca pochówku, takie jak Wzgórze Młynówka, ujawniły tysiące grobów, zarówno z nietkniętymi szkieletami, jak i z palonymi szczątkami, a w niektórych przypadkach także skromne dary grobowe.
Wolin funkcjonował w specyficznym ustroju, który można określić jako republikę kupiecką, podobną do późniejszych struktur w Genui czy Wenecji. Mieszkańcy Wolina byli aktywnymi uczestnikami dalekosiężnego handlu, który stanowił podstawę dobrobytu i znaczenia miasta. Oprócz handlu, w grodzie rozwijało się rzemiosło, hodowla oraz rybołówstwo, które były kluczowe dla wyżywienia.
Mieszkańcy Wolina, byli znani z umiejętności budowy statków. Wytwarzali zarówno małe łodzie drążone w pniu drzewa do lokalnej żeglugi, jak i łodzie klepkowe przeznaczone do podróży po Bałtyku. Konstrukcje te były podobne do tych używanych przez współczesnych Skandynawów. Dzięki umiejętnościom żeglarskim, Wolinianie aktywnie uczestniczyli w handlu bałtyckim oraz angażowali się w działania korsarskie, podobnie jak ich skandynawscy sąsiedzi.

## Zwycięstwo Mieszka I

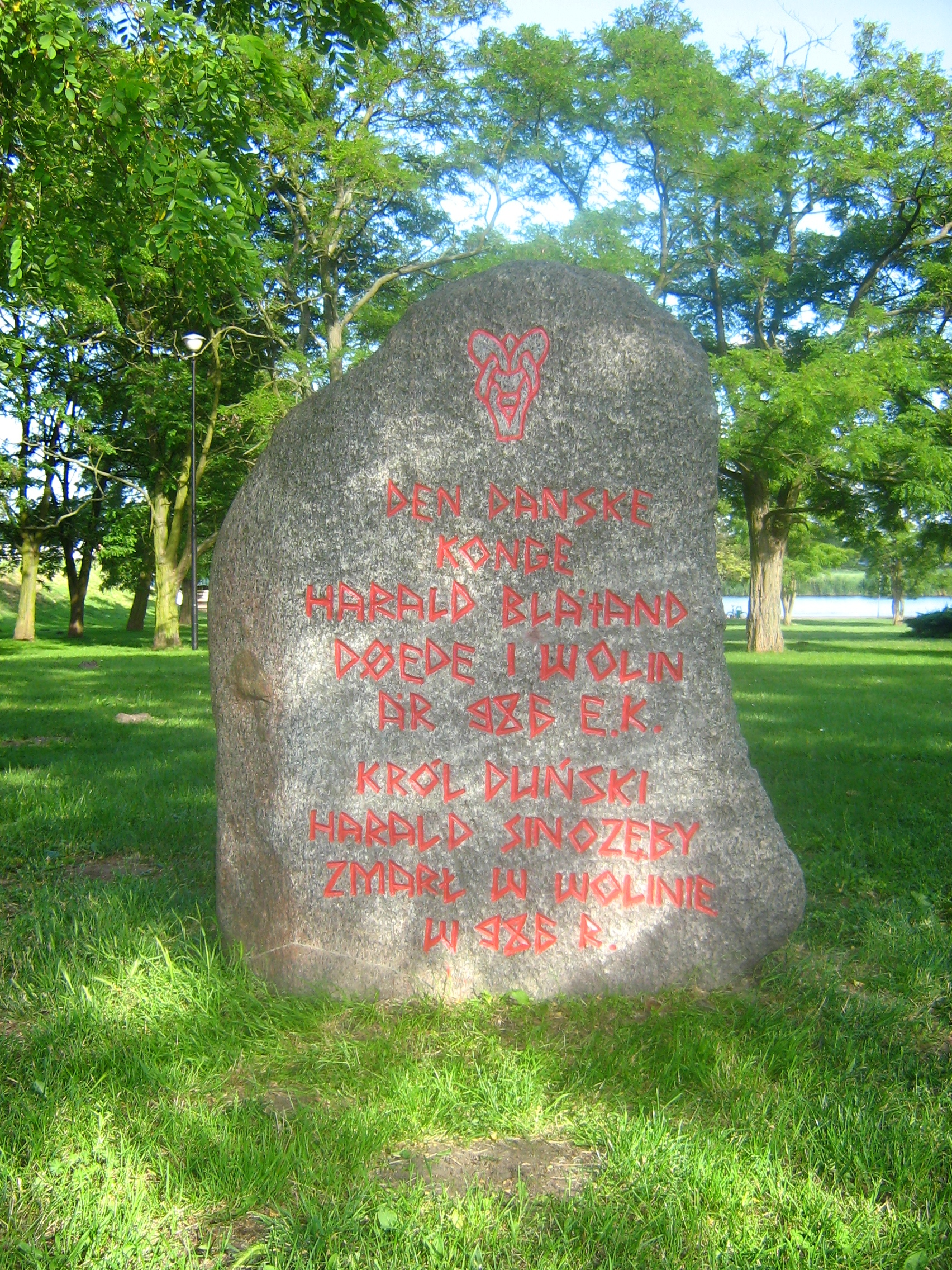
Głaz pamiątkowy w Wolinie. Napis na nim w językach polskim i duńskim: KRÓL DUŃSKI HARALD SINOZĘBY ZMARŁ W WOLINIE W 986 R.

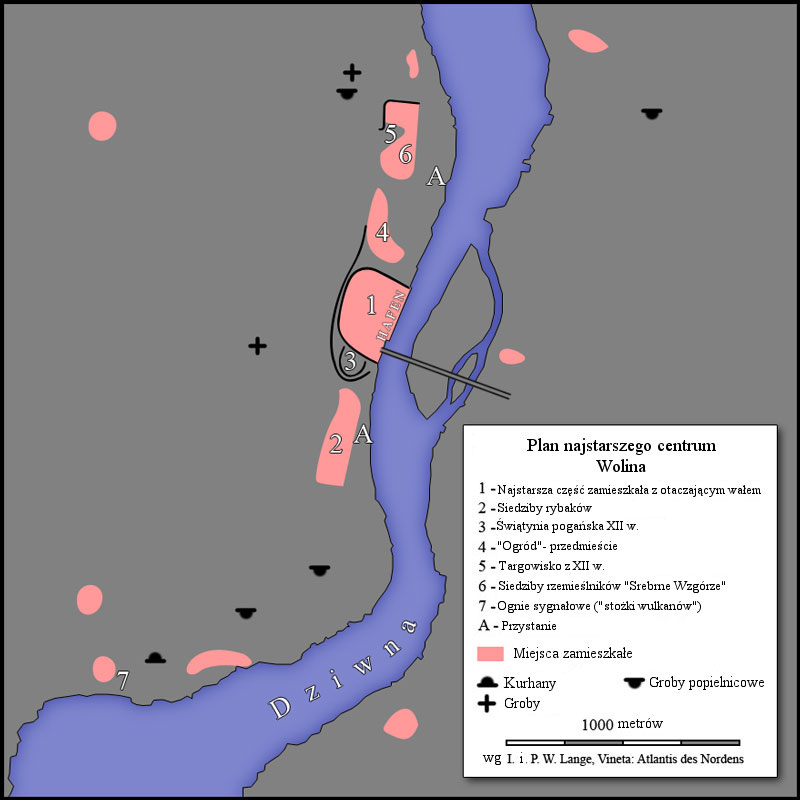
Plan najstarszego osadnictwa w Wolinie

Od początku swojego istnienia państwo-miasto prowadziło samodzielną politykę. 21 września 967 roku po zwycięstwie Mieszka I nad Wolinianami miasto zostało podbite. Istnieje przekonanie, że w rezultacie tej bitwy obszary Pomorza wraz z ujściem Odry i Wolinem mogły być na pewien czas włączone do państwa pierwszych Piastów. Istnieje również przekonanie, że po roku 967 Wolin był silnie narażony na wpływy skandynawskie, a w 983 roku został podporządkowany Danii. Jednakże ten okres był krótkotrwały i zakończył się po śmierci Haralda Sinozębego. W efekcie tych wydarzeń miasto szybko stało się jednym z największych miast w Europie. Mieszko I otoczył je wałem obronnym o konstrukcji hakowej, stosowanej szeroko w państwie polskim. Wolin stał się pierwszym polskim portem nad Bałtykiem i jednym z najważniejszych ośrodków handlowych. Około 300-metrowej długości nabrzeże wysunęło go na czołowe miejsce wśród portów w basenie Morza Bałtyckiego. 1 listopada 987 roku w Wolinie zmarł król duński Harald Sinozęby. W roku 1007 Wolinianie wysłali własnych posłów na dwór władcy Niemiec Henryka II .

## Wolin ponownie samodzielny
Po niespełna stu latach od podboju przez Mieszka I – w X wieku – gród ponownie uniezależnił się i osiągnął szczyt swego rozwoju. Liczbę mieszkańców szacowano na około 9000 osób (Gniezno i Poznań nie przekraczały wówczas 4000 osób) . Pod koniec X wieku i na początku XI wieku nastąpił dalszy rozwój urbanistyczny miasta w kierunku północnym. W rejonie dzielnicy Ogrody powstało nabrzeże portowe oraz budynki przemysłowe, takie jak warsztat skórniczy i warsztat obróbki drewna, piece do wypieku chleba oraz garbarnia. To miejsce odgrywało istotną rolę w handlu międzynarodowym, czego dowodem są liczne znaleziska importowanych towarów. Na Srebrnym Wzgórzu również działały wówczas warsztaty rzemieślnicze oraz miały miejsce targi.

## Ataki duńskie i upadek miasta
Od początku drugiego tysiąclecia mieszkańcy oprócz handlu zaczęli trudnić się też korsarstwem. W 1043 roku (inne źródła mówią o roku 1042) król duński Magnus Dobry w odwecie za spustoszenie wybrzeży duńskich najechał na Wolin. Miasto zostało zdobyte i częściowo zniszczone. Był to punkt zwrotny w rozwoju miasta, zamykając okres jego świetności. Zniszczenia przedmieść Wolina, które były jego konsekwencją, spowodowały całkowity regres we wszystkich dziedzinach życia. To doprowadziło do załamania się lokalnej produkcji, a miasto zostało w dużym stopniu wyeliminowane z udziału w handlu dalekosiężnym. Od tamtej chwili zaczęło następować powolne upadanie miasta. Inne źródła mówią, że miasto szybko odzyskało się po tym ciosie i rozkwitło na nowo, niezakłócone przez Magnusa i jego następcę, króla Swena II Estrydsena, który objął rządy w 1047 roku. Skłonność do wojny i piractwa morskiego pozostała wśród mieszkańców Julina, więc po dostatecznym wzmocnieniu, gorliwie kontynuowali tę działalność. Nawet podczas panowania synów Swena Estrydsena, Julinianie nieustannie nękali duńskie wyspy rabunkami, a morze między Fehmarn a Rugią stało się areną bezwzględnych działań słowiańskich piratów. Według Bartholda niezadowoleni wasale duńscy znaleźli w Julinie schronienie oraz środki do niepokojenia swojej ojczyzny. Kulminacją wrogości Julina wobec ziemi duńskiej było objęcie tronu duńskiego przez Eryka I w 1095 roku.
W roku 1098 pod miasto podeszły duńskie wojska króla Eryka I i zdobyły podgrodzie i tyle bogactw, że o miasto już nie walczyły . Miasto zostało całkowicie zniszczone.
Około roku 1100 król Eryk I wysłał silną flotę przeciwko Julinowi, aby ukarać gniazdo rabusiów. Julin, oblężone przez wojska, musiał wydać rabusiów, którzy zostali straceni w okrutny sposób, a odjazd Duńczyków wykupiono sumą pieniędzy.
Podczas gdy Duńczycy podejmowali wszelkie wysiłki, aby stłumić niepokorny Julin, we wschodniej części Pomorza toczyły się nieustanne walki między pogańskimi mieszkańcami regionu a już nawróconymi na chrześcijaństwo Polakami. W roku 1091 książę Polski Władysław I Herman podporządkował sobie Pomorze Wschodnie i ustanowił kasztelanów, którzy mieli utrzymać kraj w posłuszeństwie wobec panowania polskiego. W roku 1092 mieszkańcy zbuntowali się, zamordowali kasztelanów i ruszyli przeciwko Polsce, lecz już w 1093 zostali ponownie pokonani przez Władysława. Ten nieszczęsny los Pomorza Wschodniego wzbudził obawy wśród Pomorza Zachodniego. Wspólnie z pokonanymi pobratymcami na wschodzie powstali więc w roku 1094, zostali jednak odparci przez Polaków w 1095 roku i po kolejnych powstaniach zostali zmuszeni przez Władysława do ucieczki w 1096 roku oraz przez Bolesława III (syna księcia Polski) w 1099 roku. Ta sama niefortunna sytuacja spotkała ich w kolejnej próbie uniknięcia panowania polskiego w roku 1100.

## Wolin pod polskim panowaniem
W czasie tych walk w Pomorzu panował książę Warcisław, który w starszych kronikach jest wymieniany jako następca księcia pomorskiego Świętobora, podczas gdy w nowszych pracach literackich jest uważany za pierwszego historycznie potwierdzonego księcia Pomorza i przodka dynastii książąt pomorskich. W czasie jego panowania książę Polski Bolesław, który w roku 1106 ponownie podporządkował sobie wschodnią część Pomorza, w roku 1107 dokonał wyprawy na zachód i opanował miasta Białogard, Kołobrzeg, Kamień, Wolin, Uznam, Szczecin oraz zamki na tych terenach, stając się władcą całego Pomorza. Mieszkańcy tego obszaru, przyzwyczajeni do swobodnego trybu życia, szybko jednak odstąpili od Polski, aż w roku 1120 zostali pokonani w wspólnej krucjacie wszystkich sąsiednich narodów chrześcijańskich i zmuszeni do przyjęcia chrześcijaństwa. W tej kampanii Dania były sojusznikiem Polski. Flota duńska pod wodzą Nielsa stanęła pod Wolinem i przetransportowała polskiego księcia wraz z jego silnym wojskiem przez cieśninę Dziwnę. Flota i armia zdobyły Wolin, ale zwycięzcy nie zniszczyli miasta, tylko zmusili je do przyjęcia chrześcijaństwa i zapłacenia sumy pieniędzy w zamian za pokój.W ten sposób Wolin utracił niezależność i Wolinianie podporządkowani zostali pomorskiemu księciu Warcisławowi, który stał się wasalem Bolesława Krzywoustego, a Pomorze było w sferze lennych wpływów polskich za czasów Bolesława Krzywoustego .

### Pierwsza próba nawrócenia
Po tym jak misje chrystianizacyjne ukończyły swoją triumfalną podróż przez znaczną część Niemiec i przyciągnęły do chrześcijaństwa niezliczone rzesze ludzi, jego blask miał również jaśnieć nad Pomorzem, które było trzymane w nieustannej niepewności przez ciągłe działania wojenne. Mieszkańcy tego obszaru tkwili jeszcze głęboko w mrokach pogaństwa. Liczba czczonych przez nich bożków była bardzo duża.
Około 1120 roku polscy biskupi otrzymali wezwanie od księcia Polski, aby podporządkować Pomorze chrześcijaństwu. Jednak biskupi odrzucili to wezwanie, przedstawiając wiele wymówek. W roku 1121 hiszpański urodzony biskup Bernard, dobrowolnie zaoferował się przynieść chrześcijaństwo Pomorzanom. Udał się na dwór księcia Bolesława Krzywoustego, który sprawował zwierzchnictwo nad Pomorzem i został przez niego szanownie przyjęty. Kiedy Bolesław dowiedział się o celu podróży Bernharda, był zadowolony z tego zamiaru, ale zauważył, że upór Pomorzan sięga daleko i prawdopodobnie raczej zabili by go niż przyjęli wiarę chrześcijańską. Bernard jednak odpowiedział, że ma zamiar, jeśli to konieczne, umrzeć z miłości do Chrystusa. Książę spełnił prośbę biskupa, dał mu wskazówki i tłumacza oraz wysłał go z najlepszymi życzeniami do Pomorza. Bernard, który osiągnął renomę świętości poprzez wstrzemięźliwość, umartwienie ciała i życie pustelnicze, przybył do Julina w skromnym stroju, pokonując trudną podróż bosą stopą. Rozpoczął kazania w Julinie, a mieszkańcy, zwracając uwagę na jego ubogą odzież, pytali, kim jest i kto go wysłał. Bernhard odpowiedział, że jest sługą prawdziwego Boga, Stworzyciela nieba i ziemi, wysłanym, aby prowadzić ludzi z Julina z błędu bałwochwalstwa na drogę prawdy. Odpowiedź ta wydała się Julinerom bardzo niezrozumiała; nie chcieli uwierzyć, że Bóg, który sam jest pełen chwały i bogactwa, miałby wybrać tak niepozornego posłańca. Wyśmiali go więc, uważając za głupca i żebraka, który chce ich okraść, i poradzili mu, żeby, jeśli kocha życie, jak najszybciej wrócił tam, skąd przybył. Biskup jednak pozostał pośród nich nieustraszony. „Jeśli nie wierzycie moim słowom,” zawołał, „to wierzcie moim uczynkom”. I doradził mieszkańcom Wolina, aby umieścili go, biskupa, w starym, nieużywanym domu, a następnie go podpalili. Jeśli pozostałby nietknięty w płomieniach, Wolinianie mieliby poznać, że został wysłany przez tego, któremu wszystkie elementy, także ogień, są poddane.
Jednak mieszkańcy Juleńscy byli oburzeni tym pomysłem, który wydawał się im stworzony tylko po to, aby im zaszkodzić, gdyż pożar jednego domu mógł łatwo spowodować pożar całego miasta. Naradzili się, co zrobić z biednym biskupem i postanowili usunąć go z Julina bez uszkodzenia ciała, umieszczając go w łodzi i pozostawiając mu wybór, dokąd chce podróżować. Ten plan nie spodobał się biskupowi. Pragnął męczeńskiej śmierci, dlatego też sięgnął po topór z zamiarem obalenia świętej kolumny św. Julii. To spowodowało duże oburzenie mieszkańców miasta; zaatakowali biskupa, bezlitośnie go pobili i zostawili go na pół umarłego. Mimo to, Bernard, gdy odzyskał przytomność, kontynuował próby nawracania, po czym kapłani pogańscy wyrwali go i jego towarzyszy siłą z tłumu, wsadzili ich do łodzi i krzyknęli do biskupa: „Jeśli tak bardzo pragniesz głosić kazania, to głosząc je rybom morza i ptakom, ale strzeż się dotykania naszych ziem”. Tak zakończyła się podróż nawrócenia Bernarda; biskup jednak nie podejmował już dalszych prób szerzenia chrześcijaństwa w Pomorzu. W głębokim smutku udał się z powrotem do Polski i złożył księciu sprawozdanie ze swoich doświadczeń. Bolesław poradził mu teraz, by zrezygnował z nawracania Pomorzan; nie powinien dalej „próbować z głupotą tych psów”, są to „bezlitosni ludzie” i nie warci są nauk zbawienia. Bernard przypisał niechęć Julinian wobec chrześcijaństwa swojemu skromnemu strojowi, dlatego doradził księciu, aby spróbował raz z efektownym i potężnym głosicielem zbawienia, a następnie udał się do Bambergu, gdzie przybył w roku 1122. Dzięki swojej ciężkiej pracy i pobożności szybko zaprzyjaźnił się z biskupem Ottonem z Bambergu, który dobrze znał podróże Bernharda na Pomorze.

### Biskup Otton w Wolinie
Doniesienia Bernarda o próbach nawrócenia ludności ludzi z Julina (Wolina) na chrześcijaństwo skłoniły biskupa Ottona do odbycia misji chrystianizacyjnej na Pomorze, zwłaszcza że zachęcał go do tego książę Polski Bolesław. Księża błagali go, aby zrezygnował z podróży, ale on w to nie wierzył; poprosił i uzyskał zgodę papieża Kaliksta II.
Wybrał najzdolniejszych ze swego duchowieństwa, aby mu towarzyszyli i przygotował wszystko do podróży. Postarał się nie powtórzyć błędu swojego poprzednika Bernarda, który pieszo przybył na misję w ubogich szatach i boso i z tego powodu został wyśmiany, a wkrótce i pobity. Przeciwnie niż swój poprzednik Bernard, Otto starał się jak najpiękniej zaprezentować na Pomorzu. Kupił błyszczące szaty kapłańskie, ozdoby ołtarzowe, kielichy i inne sprzęty kościelne, a także dużą liczbę wspaniałych szat, pięknych chust i innych kosztowności, które nadawały się na prezenty dla szlachetnych mieszkańców Pomorza. Chciał poprzez hojność przekonać pogańskich ludzi, że nie głosi chrześcijańskiej nauki z chciwości.
W 1124, na zaproszenie Bolesława Krzywoustego Otton wyruszył z misją chrystianizacyjną na Pomorze Zachodnie. Otton przyjechał na misję w asyście duchownych niemieckich i polskiego oddziału zbrojnego dowodzonego przez kasztelana santockiego Pawlika. Po udanej wizycie w Kamieniu udał się statkiem do Wolina. Już w drodze Otton został ostrzeżony przez swoich towarzyszy podróży, że mieszkańcy Wolina są oporni i agresywni. Za radą towarzysza podróży, Domisława, mieszkańca Kamienia, Otton wkroczył do miasta nocą i pod osłoną ciemności wkroczył do zamku książęcego. Na terenie zamku książęcego Otton wraz ze swoimi towarzyszami oczekiwał ochrony i schronienia, przekonany, że w enklawie dworu książęcego będą bezpieczni przed wrogo nastawionymi, pogańskimi mieszkańcami miasta. To potajemne wprowadzenie okazało się wielkim błędem. Nadzwyczaj dumni mieszkańcy Wolina poczuli się przez to dotknięci w swojej godności. Rano po przybyciu Otto do zamku, spotkał się z niechętnym i nieufnym przyjęciem. Lud zgromadził się przed zamkiem i groził biskupowi pewną śmiercią, jeśli nie opuści natychmiast obszaru miasta. Biskup wraz z orszakiem został wyrzucony z Wolina. Przez kilka dni pozostali przed miastem gotowi wrócić, gdy tylko uparci mieszkańcy zmienią zdanie. Jednak gdy biskup próbował ponownie wejść do miasta, nie udawało mu się to. Jednak pod wpływem niektórych wpływowych obywateli, którzy obawiali się gniewu polskiego księcia, obywatele uspokoili się i pozwolili im pozostać w kontakcie z biskupem. Dostojnicy miejscy również stawili się przed Ottonem i przeprosili za to, co się stało, zrzucając winę na niższe warstwy społeczne. Unikali jednak odpowiedzi na uporczywe ostrzeżenia Ottona, by podążać za Bolesławem i nawrócić się na chrześcijaństwo. Wolinianie twierdzili, że nie mogą zrobić tak ważnego kroku bez swoich sojuszników, mieszkańców Szczecina. Dlatego biskupi musieli podjąć pierwsze kroki w Szczecinie. Gdyby biskupom udało się wprowadzić tam wiarę chrześcijańska, nie stawialiby już oporu i poszliby w ślady najważniejszego miasta w kraju. Biskupowi udało się wydobyć od mieszkańców Wolina obietnicę, że przyjmą chrzest, o ile mieszkańcy Szczecina, z którego właśnie wyjechali misjonarze, zgodzą się wcześniej przyjąć chrzest.
Podczas pobytu biskupa Ottona w Szczecinie w Wolinie doszło do szeregu wydarzeń, tak by biskup otrzymał bardziej przyjazne przyjęcie podczas kolejnej wizyty. Na polecenie księcia władze miasta ukarały prowodyrów zamieszek przeciwko biskupowi, niektórzy z nich zostali wydaleni z miasta i przysięgli księciu, że poświęcą się nowej doktrynie. Wolinianie wysłali również zaufaną osobę do Szczecina, która miała dostarczyć im pewne informacje na temat tamtejszych wydarzeń. Dzięki zdobytym tam informacjom podjęli kroki, aby po cichu wpłynąć na mieszkańców, aby przyjęli Ottona tak poważnie, jak to tylko możliwe. Mieszkańcy Wolina zaprosili biskupa do jak najszybszego powrotu do miasta. Po zakończeniu wizyty w Szczecinie Otto wyruszył poprzez Garz, Lubin do Wolina, gdzie tym razem już nie napotkał oporu. Tym razem został przyjęty przez rzeczywiście skruszonych mieszkańców jak „anioł niebios”. Natychmiast rozpoczął głoszenie nauk chrześcijańskich, a wielu ludzi z miasta i okolic przybyło, aby uczyć się od niego i jego pomocników oraz zostać ochrzczonych. Liczba ochrzczonych podczas obecności Ottona w Wolin miała wynieść 22 156 osób. Biskup wybaczył także tym, którzy źle się z nim zachowali podczas jego pierwszej wizyty i interweniował za przywódcami zamieszek wydalonymi z miasta. Ci mogli wrócić i zostali również ochrzczeni przez Ottona. Poważnie zajął się pogańskimi świątyniami i posągami; podczas tych działań słynna Kolumna Juliusa została zniszczona. Biskup Otto podczas swojego pobytu w Wolinie położył fundamenty dwóch kościołów, ale tylko ołtarze i prezbiterium zostały przez niego poświęcone, ponieważ nie mógł doczekać się ukończenia budynków, natomiast konsekracji ukończonych budowli dokonał później biskup Adalbert. Jedna z tych świątyń była dedykowana św. Wojciechowi, druga św. Wacławowi. W kościele św. Wojciecha, podpalonym podczas pogańskich obchodów julowych po śmierci Adalberta złożono ciało pierwszego pomorskiego biskupa. Obie świątynie uległy poważnym zniszczeniom w kolejnych pożarach miasta i ostatecznie nie przetrwały do czasów nowożytnych. Również trzeci kościół, pod wezwaniem św. Michała, zbudowany poza dawnym obszarem miejskim, nie zachował się. Czas jego wzniesienia nie jest znany, wiadomo jednak, że istniał jeszcze w okresie budowy kościołów św. Mikołaja i św. Jerzego w Wolinie.
Religia pogańska utrzymywała się w Wolinie aż do podboju przez Bolesława Krzywoustego w XII wieku, choć i po wprowadzeniu chrześcijaństwa wybuchały wśród Wolinian bunty. Jeden z nich miał miejsce w 1125 roku, gdy zniszczono kościoły i wracano do starej wiary . Wolin trwale schrystianizowany został po drugiej misji Ottona z Bambergu w 1128 roku.

### Biskupstwo wolińskie
Po tym, jak chrześcijańska nauka zyskała wpływ w wielu miastach Pomorza i można było spodziewać się jej dalszego rozprzestrzeniania, książę pomorski Warcisław podjął decyzję o założeniu w Wolinie diecezji pomorskiej i podporządkowaniu jej swojej kontroli. Jako siedzibę wybrano Wolin, ponieważ spodziewano się, że będzie miało to pozytywny wpływ na jeszcze dość dzikie i nieposkromione tereny wokół Wolina oraz na ich lojalność wobec nowej nauki. Biskup Otton wyraził na to zgodę, a co do obsady stanowiska biskupa, nie mógł podjąć decyzji, ponieważ to było prawo lennika, czyli księcia Polski. Jednakże polecił swojego kapelana Wojciecha, który wykazał się szczególną zaangażowaniem podczas nawracania Pomorzan. Książę Bolesław zgodził się na tę rekomendację, a książę pomorski Warcisław uznał powołanie Wojciecha na biskupa. Potwierdzenie nowej diecezji nastąpiło dopiero 14 października 1140 roku przez papieża Innocentego II, który zatwierdził pierwsze biskupstwo na Pomorzu – biskupstwo wolińskie z katedrą św. Wojciecha w Wolinie nie określając jednak wydaną bullą Ex commisa nobis jego przynależności metropolitarnej. Pierwszym biskupem został Polak, kapelan Bolesława Krzywoustego – Wojciech . Miasto było siedzibą biskupstwa do roku 1175 .

### Powrót Wolinian do pogaństwa
Kiedy biskup Otton opuścił Wolin, ludność przez pewien czas szanowała nową wiarę. Jednak w tajemnicy, ludzie wyznający wierzenia pogańskie starali się odwieść mieszkańców od chrześcijaństwa. Święto, które corocznie obchodzono w Wolinie po przyjęciu nauk chrześcijańskich, zwane Jul, stało się pretekstem do otwartego odstępstwa. Kiedy wszyscy oddawali się zwyczajnym rozrywkom, nagle wydobyto ukryte dotąd wizerunki bożków i pokazano je podnieconemu ludowi. Te potężne wspomnienia z czasów pogańskich wpłynęły tak mocno na chwiejną ludność, że znaczna część z nich wróciła do służby dla starych, dawno odrzuconych bożków. Odstępstwo mieszkańców Wolina nie trwało długo i wkrótce wrócili oni na łono chrześcijańskiego Kościoła.
W tym czasie w mieście wybuchł straszny pożar. Pożar zniszczył większość miasta, ale oszczędził kościół św. Wojciecha wybudowany przez Ottona, chociaż i ten był zbudowany tylko z drewna. Wolinianie stwierdzili, że musi być to sprawką bożą, że uchronił kościół drewniany kryty strzechą.

### Druga wizyta Ottona
Nawrócenie Pomorza na chrześcijaństwo odbyło się szybko, bez większych przygotowań i było niestabilne nie tylko w Wolinie, ale też w Szczecinie i w wielu innych miejscach. Co więcej, lata po wyjeździe Ottona z Pomorza były pełne niepokojów politycznych, więc książę pomorski Warcisław, biskup Wojciech i pozostali lojalni chrześcijanie wspólnie apelowali o szybki powrót Ottona na Pomorze. Entuzjastycznie nastawiony do rozwoju diecezji pomorskiej, biskup zgodził się i przygotował do drugiej podróży na Pomorze wiosną 1128 roku. Podczas tej podróży Otton przekroczył Saksonię i przybył na Pomorze. Otton najpierw odpoczął w Demminie, na południowy zachód od posiadłości księcia Warcisława. Mieszkańcy tego obszaru byli w konflikcie z plemionami łużyckimi żyjącymi na przeciwległych brzegach rzek Peene i Tollense i poprosili księcia Warcisława o pomoc. Książę Warcisław odpowiedział na wezwanie i natychmiast stawił czoła najeźdźcom swojej granicy, pokonując ich w zaciętej bitwie. Książę spotkał się z biskupem Ottonem w Demminie i postanowili zwołać wielką naradę wszystkich znaczących osób z tego kraju na wyspie Uznam, aby przekonać ich do jednomyślnego przyjęcia nowej wiary. Ten zjazd na wyspie Uznam odbył się w dzień Zielonych Świątek 1128 roku. Na nim pojawił się również wysłannik miasta Wolin, który prosił o przebaczenie za „błąd” swoich rodaków. Wynikiem rozmów było to, że wszyscy obecni okazali gotowość do przyjęcia chrześcijaństwa, a nieochrzczeni dotąd rycerze i wysłannicy wraz ze swoimi zwolennikami przyjęli sakrament chrztu.
Podczas drugiej misji w Wolinie biskup nie napotkał żadnego oporu. Ludzie cierpliwie znosili nagany biskupa za odstępstwa od wiary i inne nieprawidłowości. Okazali gotowość do naprawienia błędów i ściśle podporządkowania się jego wskazaniom. Biskup pojednał ich z kościołem rzymskim poprzez nałożenie rąk, udzielił chrztu chłopcom i wszystkim dorosłym, którzy jeszcze nie zostali ochrzczeni sakramentem, i przywrócił wszystko do poprzedniego stanu.

### Ataki duńskie i upadek miasta
Od XI do XVII wieku ziemia wolińska wchodziła w skład księstwa pomorskiego. W drugiej połowie XII wieku upadła rola handlu dalekosiężnego, będącego podstawą bogactwa mieszkańców. W XII wieku miasto kilkukrotnie było niszczone przez piratów duńskich. Najwięcej owych ataków było w latach 1170–1184. W roku 1170, za czasów panowania pomorskich książąt Bogusława I i Kazimierza I, król Waldemar z Danii przedsięwziął wyprawę wojenną na Zalew i stamtąd przeciwko  miastom Wolin i Kamień. W towarzystwie biskupa Absalona, Waldemar przepłynął przez Świnę i Zalew do Wolina, niszcząc okoliczne ziemie, jednak samego miasta nie mógł zdobyć z powodu dzielnej obrony jego mieszkańców oraz służby dworskiej, która się w nim znajdowali. Król chciał wrócić przez Dziwnów, ale częściowo wiele rybackich przeszkód w nurcie utrudniało podróż, częściowo zaś bardzo długa most w Wolinie. Król wydał rozkaz, aby zburzyć most i zniszczyć rybackie przeszkody, ale Wolinianie, którzy wyszli z ukrytych bram mostu, starali się ich powstrzymać. Jednak Absalon przebił się, z wielką siłą zniszczył część mostu i otworzył drogę flocie. Płynęli na wyspę Christov (obecnie Wyspa Chrząszczewska) koło Kamienia, gdzie wypuścili konie na pastwisko, a następnie dotarli pod sam Kamień (gdzie wówczas przebywali książęta pomorscy), aby przeprowadzić oblężenie. Kilka szczęśliwych wypadów i zdobycie kilku statków przez kamienian zmusiło króla do zakończenia oblężenia. Biskup Absalon wyrządził szczególnie wielkie zniszczenia. Po powrocie na wyspę Chrząszczewską postanowiono wrócić na Bałtyk najkrótszą trasą przez ujście w Dziwnowie. Jednak ujście okazało się tak zabłocone i płytkie, że żaden statek nie mógł przez nie przejść; próbowano przeciągnąć statki przez umieszczone pod nimi belkami, ale tylko sześć małych rugańskich jednostek udało się w ten sposób wprowadzić do morza. Z tego powodu wrócono do Wolina. Książęta wykorzystali tę okazję, aby zaatakować Duńczyków. Kazimierz czekał na nich z 50 statkami, na których znajdowało się wielu bardzo dobrych łuczników, a Bogusław prowadził piechotę i jazdę w okolice Wolina. Oboje tak zaniepokoili Duńczyków, że ci stracili wszelką odwagę, ponieważ, a sam król uważał swoją flotę za straconą. Kazimierz tymczasem wylądował, rozbił namioty na brzegu i pił z złotych i srebrnych pucharów, na przekór Duńczykom w ich obecności. Duńczycy w końcu podjęli decyzję, aby wyładować konie i wszelką ciężką broń, zaatakować flotę Kazimierza lekkimi okrętami i otworzyć wyjście dla duńskiej floty. Gdy kawaleria wylądowała, Kazimierz szybko udał się na swoją flotę i wycofał się przed flotą duńską. Bogusław, który starał się odbudować most uciekł, gdy król Danii z kawalerią zbliżył się do miasta. Co prawda Absalon utknął z jednostką na mieliźnie i tylko z trudnością udało mu się wydostać; Pomorzanie zostali jednak tak bardzo przestraszeni, że nie podjęli dalszego ataku. Zwycięska i obciążona łupami, duńska flota wróciła przez Swinę. W roku 1171 Waldemar wyruszył na nową wyprawę wojenną na Pomorze, oblegał Szczecin, jednak nie przystąpił do szturmu, a podczas powrotu zdobył zamek w Lubiniu na południowym krańcu wyspy Wolin, gdzie w międzyczasie również zbudowano kościół. Wyprawy wojenne Waldemara powtarzały się kilkakrotnie. W roku 1174, podczas wyprawy do Wołogoszczy, ponownie dotarł przed Wolin, lecz zastał miasto, które podniosło się po wcześniejszych zniszczeniach, opuszczone przez obrońców. Ponownie spalił miasto i zdewastował jego okolice aż po Kamień. W roku 1176 nieszczęście spadło na Pomorze, a tym samym również na Wolin ze wszystkich stron. Otto z Brandenburgii, książę Henryk Lew i król Danii najechali na kraj osłabiony przez ciągłe rabunkowe wyprawy. Duńczycy ponownie, jak dotychczas, przeszli przez Świnę na Wolin, spalili wszystko, co zostało odbudowane w opuszczonym mieście, i zdobyli również Kamień. Książę Bogusław, który przebywał w Kamieniu, uznał zwierzchnictwo Duńczyków nad Wołogoszczą i wszedł z nimi w stosunek wasalny. Furia Duńczyków wobec biskupiego Wolina tak zagroziła temu miastu, leżącemu bezbronnie blisko Zalewu Szczecińskiego, że duchowieństwo biskupie, uciekło do twierdzy Kamień, gdzie również mieszkańcy Wolina wielokrotnie szukali schronienia. To skłoniło władze do rozważenia przeniesienia biskupstwa z Wolina do bezpieczniejszego Kamienia. Kolejne ataki duńskie były w latach 1173, 1177 i 1184 ) . W 1173 i 1177 roku był dwukrotnie zdobywany i niszczony przez Duńczyków. Najazdy były główną przyczyną upadku Wolina, ale problemem dla niego była też bliskość Kamienia Pomorskiego, który próbował podporządkować sobie Wolin i konkurencja niedalekiego Szczecina, który posiadał lepsze warunki rozwoju . Wolin już nie był w stanie powrócić do dawnej świetności. Poza zniszczeniem grodu w dużej mierze przyczyniło się do jego upadku także zapiaszczenie i zamulenie Dziwny, co przypieczętowało upadek handlu. Przeniesienie biskupstwa do Kamienia w 1175  było dopełnieniem upadku miasta. Bogusław musiał uznać zwierzchnictwo duńskie i zrzec się godności księcia. W roku 1185 król Kanut VI przyjął go podczas gwałtownej burzy na swoim królewskim okręcie, ozdobionym pozłacanym dziobem, który zakotwiczył niedaleko Wolina na Zalewie Szczecińskim. W tym miejscu Bogusław złożył obietnicę poddaństwa i trybutu. W roku 1186 wziął nawet udział w duńskim zgromadzeniu narodowym w Roskilde, gdzie jako wasal duński wręczył królowi Kanutowi miecz królestwa. Wkrótce po powrocie z Danii, w roku 1187, zginął nagle podczas polowania w lesie koło Usedomu. Jego następcami zostali jego dwaj małoletni synowie, Bogusław II i Kazimierz II, którzy początkowo rządzili pod opieką Warcisława II, syna Racibora. Po śmierci Warcisława król Danii wyznaczył im na opiekuna księcia Jaromira z Rugii, a później podzielił pomorskie terytorium między obu książąt. Cesarz Henryk IV, aby zapobiec pozostawieniu Pomorza bez sprzeciwu pod duńską kontrolą, przyznał margrabiemu Ottonowi II z Brandenburgii zwierzchność lenną nad Pomorzem, co stało się przyczyną serii wojen między Brandenburgią a Danią. Około roku 1200 obaj książęta pomorscy przejęli samodzielnie władzę nad Pomorzem a więc i nad Wolinem. W roku 1212 dokument księżnej Anastazji z Pomorza wspomina dwóch mieszkańców Wolina, „Subisława i Dobisława z Molyna”, jako świadków; podobnie czyni dokument księżnej Ingardis z roku 1220, który wymienia Usemara i Ubisława z Wolina. Dobisław i Ubisław byli, jak również wspomniano w innym miejscu, kasztelanami na książęcym zamku w Wolinie. Książę Kazimierz II zmarł w roku 1219, po bardzo burzliwym okresie rządów, wracając z wyprawy krzyżowej do Ziemi Świętej, a Bogusław II sprawował rządy wraz z wdową po Kazimierzu, Ingardą (Ingardis), w imieniu ich małoletniego syna, aż do swojej śmierci w roku 1222. Następcami zostali pod opieką ich matki jego dwaj synowie, Barnim I i Bogusław III, który zmarł już w 1224. Opiekę nad dziedzictwem sprawowała nadal jego matka Ingarda, zaś władzę objęli wspólnie jego bracia – Barnim I Dobry oraz Warcisław III. Wspólne rządy Barnima I i Warcisława III trwały aż do roku 1264, kiedy to zmarł ten drugi.
Dowodem funkcjonowania struktur kościelnych w Wolinie w pierwszej połowie XIII wieku jest dokument wystawiony przez biskupa kamieńskiego w 1241, w którym pojawia się wzmianka o duchownym imieniem Arnoldus, pełniącym urząd plebana w Wolinie (Arnoldus plebanus de Wolin). W 1243 roku, przebywając w Wolinie, książęta Barnim I i Warcisław III wystawili dokument odnawiający darowiznę Lubina na rzecz kapituły katedralnej w  Kamieniu, pierwotnie dokonaną w 1186 roku. Utrzymywana przez pewien czas zwierzchność duńska nad Pomorzem Zachodnim ustała po porażce wojsk duńskich poniesionej w 1227 roku w bitwie z Niemcami pod Bornhöved.

## Wolin pod panowaniem Gryfitów
W XII i XIII wieku Wolin, podobnie jak wiele innych miast pomorskich, znajdował się pod administracją tzw. kasztelanów. Najstarszym znanym z imienia urzędnikiem tego typu był Wacław (Wenzeslaus), wzmiankowany w 1178 roku, który rezydował w zamku w Wolinie. W kolejnych dekadach urząd ten pełnili m.in. Suli Strip (1209–1213), Dobeslav de Wolyn, Ubizlaus in Wollyn (1220), Wizlaus (1226) oraz Zlauko de Wolin (1234). Wszyscy ci kasztelanowie działali niewątpliwie jako urzędnicy książąt pomorskich, ponieważ zwierzchnictwo polskie, które wiązało się niegdyś z mianowaniem kasztelanów w miastach, nie obowiązywało już w czasie działalności pierwszego z nich, Wacława.
Od roku 1227 Gryfici podporządkowani byli zwierzchności margrabiów brandenburskich. Na miejscu dumnego grodu aż do połowy XII wieku istniała jedynie osada słowiańska, która z czasem została odbudowywana i otoczona nowymi umocnieniami. W 1261 roku Barnim I przekazał Wolin pozbawionemu własnych posiadłości księciu Przybysławowi  z Reichenbergu z dynastii meklemburskiej. Według przekazów, jego syn miał przebywać w mieście aż do 1276 roku. Po śmierci Warcisława III, który zmarł w 1264 roku bez męskiego potomka, Barnim I objął samodzielne rządy nad całym Pomorzem i sprawował władzę do 1278 i to właśnie jemu przypisuje się podniesienie Wolina ją do rangi miasta na niemieckim prawie lubeckim . W roku 1277 roku wydał dokument, w którym zwalniał wszystkich mieszkańców swoich ziem i miast przybywających do Wolina drogą morską z obowiązku uiszczania cła. Przywilej ten datowany jest na 26 kwietnia 1277 i został wystawiony w Bredow, a w roku 1278 książę Barnim I podniósł ją do rangi miasta, na prawie lubeckim  (niektóre  źródła mówią o roku 1277).
Po śmierci Barnima I w 1278 roku władzę objęli jego trzej synowie: Bogusław IV, Barnim II i Otton I. Bogusław IV potwierdził 5 marca 1279 roku wszystkie nadane wcześniej przez ojca prawa miejskie Wolina, a także jego własność ziemską – pola, łąki i inne grunty. W kolejnym dokumencie z 14 listopada 1280, wystawionym w Żarnowo, Bogusław IV objął miasto swoją szczególną opieką i zobowiązał się do jego obrony w przypadku zagrożenia naruszeniem praw miejskich. Jednak z czasem relacje między księciem a miastem uległy pogorszeniu – choć źródła nie precyzują, co dokładnie wywołało gniew władcy, to dokument z 4 czerwca 1283, wystawiony w Wolinie, mówi o pojednaniu między księciem a miastem. Bogusław IV oświadczył w nim, że nie żywi do mieszkańców urazy oraz ponownie potwierdził wszystkie ich prawa i przywileje. W 1286 roku książę odnowił wcześniejsze przywileje i rozszerzył je, nadając mieszkańcom prawo własności aż po Zalew Szczeciński oraz uprawnienie do budowy wiatraków, co miało na celu złagodzenie trudnej sytuacji ekonomicznej ludności. W roku 1288 został w Wolinie ufundowany klasztor cysterek. Z kolei dokument z 16 sierpnia 1291, wystawiony przez księcia Bogusława IV, wyrażał uznanie dla zasług miasta Wolin i przyznawał mu dalsze przywileje. Na jego mocy mieszkańcy wsi Wenkenhagen (znanej również jako Reezenhagen) oraz Mechowo zostali zobowiązani do posłuszeństwa wobec władz miejskich Wolina. Wspólne rządy trzech książąt – Bogusława IV, Barnima II oraz Ottona I – trwały do roku 1294. Wówczas Barnim II został zamordowany podczas polowania w lasach Ückermünde przez rycerza Vidantego von Muckerwig, którego żonę miał wcześniej uwieść. Po tym wydarzeniu stosunki między Bogusławem a Ottonem uległy znacznemu pogorszeniu i przybrały wrogi charakter, co doprowadziło do interwencji stanów krajowych, obejmujących szlachtę i miasta. W wyniku ich mediacji książęta zostali zmuszeni do dokonania podziału ziem. Na mocy układu zawartego 12 lipca 1295 roku Bogusław IV objął władanie nad księstwem pomorskim z siedzibą w Wolgaście, do którego przyłączono wyspy na Odrze – Uznam i Wolin. Otton I otrzymał natomiast księstwo szczecińskie. Podział ten dotyczył jedynie sfery administracyjnej – kraj pozostał wspólną własnością obu linii dynastycznych, a wasale składali hołd zarówno Bogusławowi, jak i Ottonowi.

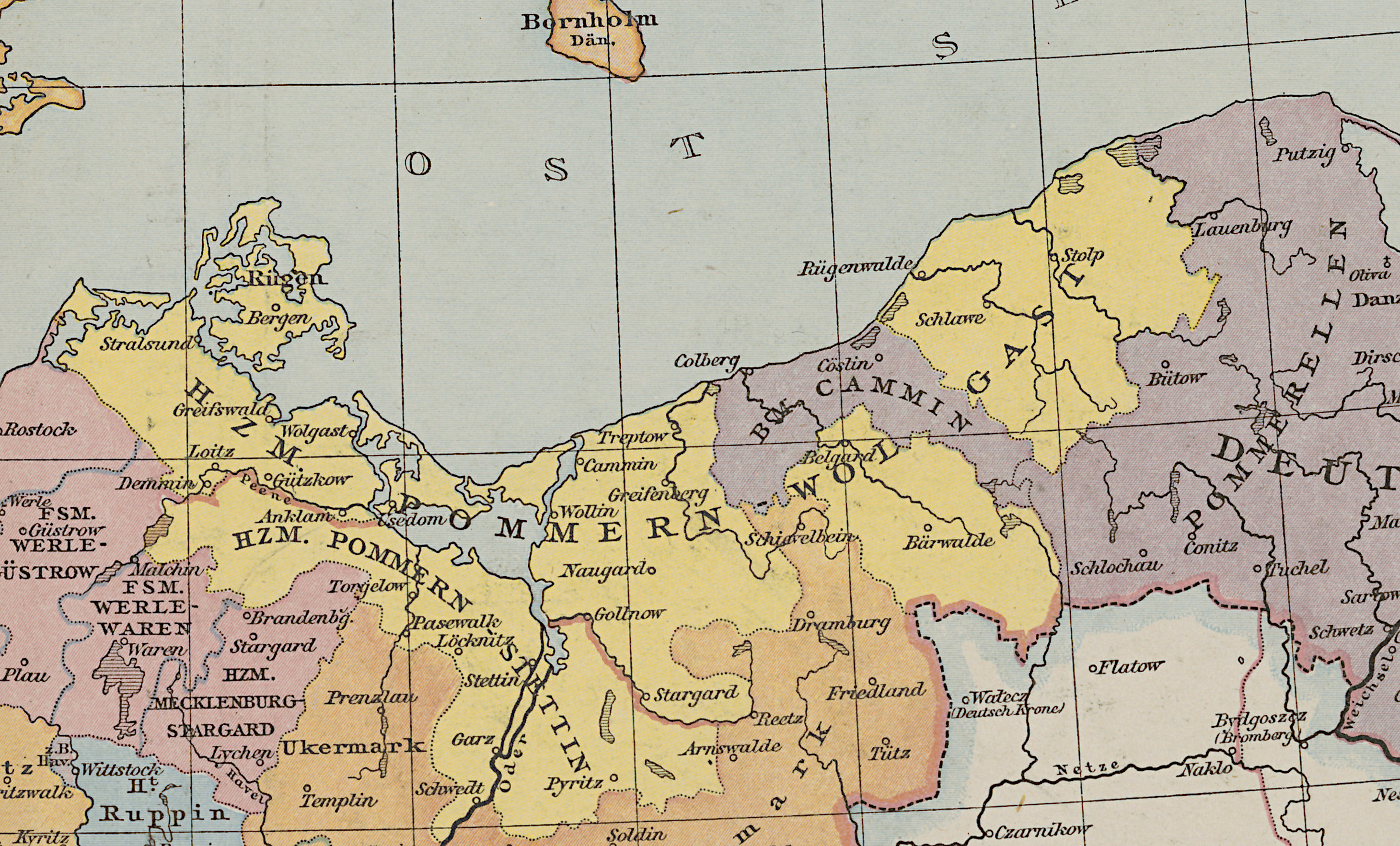
księstwo wołogoskie z Wolinem na jasnożółto oddzielone czerwoną granicą od księstwa szczecińskiego

Książę Bogusław IV, który po podziale kraju objął władzę w księstwie wołogoskim, znajdował się w owym czasie w trudnej sytuacji finansowej. Z dokumentu przechowywanego w archiwum szczecińskim wynika, że był winien miastu Wolin dwie sumy pieniędzy – 150 i 163 marki – których prawdopodobnie nie był w stanie spłacić gotówką. W związku z tym 10 czerwca 1301 roku przekazał miastu jako formę spłaty długi wsie Wielką- i Małą Mokrzycę oraz Darzowice. 28 marca 1305 roku Bogusław IV wystawił kolejny dokument, w którym potwierdzał jurysdykcję cywilną miasta Wolin oraz jego wolne od danin prawo własności do pól położonych pomiędzy miastem a wsią Recław. Gwarantował również mieszkańcom nieograniczone prawo połowu ryb w wyznaczonych granicach terytorialnych. Bogusław IV zmarł 24 lutego 1309 roku. W roku poprzedzającym śmierć, po wyprawie zbrojnej margrabiego brandenburskiego Waldemara na Pomorze, uznał jego zwierzchność nad swoim terytorium.
Zasługą zmarłego księcia było znaczne wsparcie rozwoju miast, natomiast wobec duchowieństwa pozostawał znacznie mniej hojny. Wyjątek stanowiło jedynie założone przez niego w 1288 roku żeńskie klasztor w Wolinie, któremu przewodziła jego córka Juta jako ksieni. Klasztor ten cieszył się wieloma dowodami hojności ze strony fundatora.

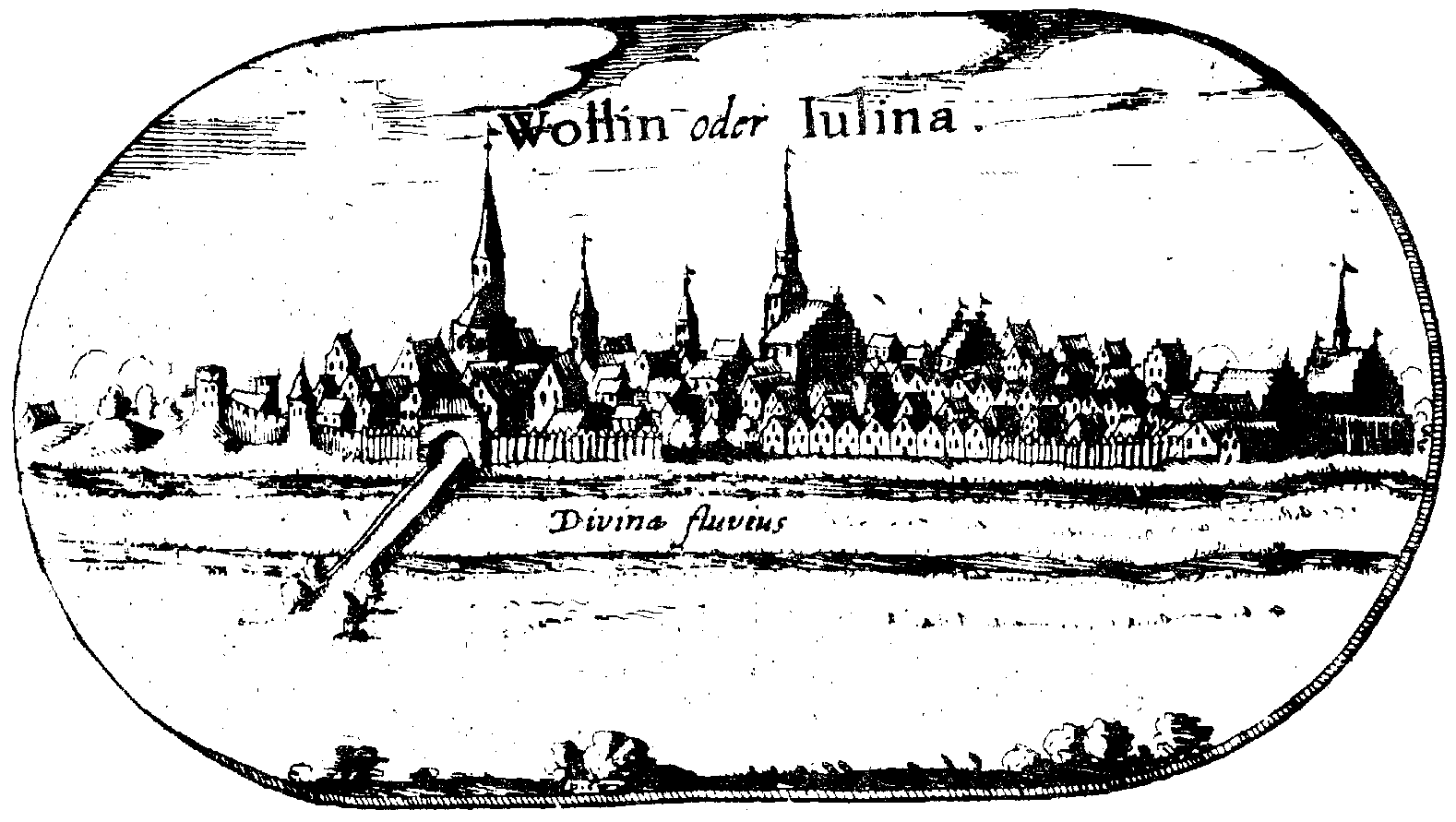
Wolin w roku 1618

W roku 1317 założono w Wolinie szkołę. Mówi się, że była to pierwsza szkoła na Pomorzu. Syn Bogusława IV i jego następca, Warcisław IV, potwierdził wszystkie wcześniejsze przywileje nadane Wolinowi. Dodatkowo, w związku z trudną sytuacją ekonomiczną miasta, 29 maja 1319 roku udzielił mu przywileju, na mocy którego zobowiązywał się nie pobierać przez kolejne dziesięć lat więcej ani mniej niż 200 marek rocznie. Z 1324 roku pochodzi dokument dotyczący rozwiązania sporu o prawo do połowów między Wolinem a rodziną von Muckerwitz. Rolę mediatorów w tym konflikcie pełnili członkowie rady miejskiej Szczecina. W 1326 roku Warcisław IV udał się do Stralsundu, aby uczestniczyć w negocjacjach dotyczących sukcesji po księstwie rugijskim. Tam poważnie zachorował. Przeczuwając nadchodzącą śmierć, wezwał do siebie żonę i najstarszego syna, którzy przebywali wówczas w Ognicy koło Wolina. Książę zmarł jednak przed ich przybyciem – 1 sierpnia 1326 roku, w sile wieku. Został pochowany w katedrze kamieńskiej przed wielkim ołtarzem. Po jego śmierci księstwo wołogoskie przypadło jego trzem synom: Bogusławowi V, Barnimowi IV oraz Warcisławowi V – ostatni z nich urodził się już po śmierci ojca. W okresie licznych napięć politycznych władzę w ich imieniu sprawowali opiekunowie z linii szczecińskiej, książęta Otton I i Barnim III, aż do roku 1338. Pierwszy z nich w roku 1330 zawarł w Wolinie sojusz z biskupem kamieńskim. Gdy papież Jan XXII w 1331 roku nadał księciu lenno w Pomorzu – wbrew roszczeniom margrabiów brandenburskich – miasto Wolin zostało wymienione w dokumencie lennym jako jedna z kluczowych warowni regionu. Po osiągnięciu pełnoletniości w 1338 roku, Bogusław V objął samodzielną władzę nad księstwem, również w imieniu swoich młodszych braci. W kolejnym roku (1339) w Wolinie odbyło się spotkanie przedstawicieli nadodrzańskich miast, podczas którego książęta zagwarantowali im zwolnienie z ceł na cieśninach Świna i Piana.
Z okresu wspólnych rządów trzech książąt – Bogusława V, Barnima IV i Warcisława V – zachował się dokument zawierający postanowienia ugody pomiędzy miastem Wolinem a klasztorem żeńskim w Wolinie. Dotyczył on odprawiania mszy porannych w kościele św. Mikołaja oraz prawa patronatu nad kilkoma ołtarzami. Ponadto uregulowano w nim sprawę grodziska położonego pomiędzy Wolinem a wsią Płocin, które w wyniku ugody przeszło na własność miasta (1343). 31 marca 1356 roku książęta Bogusław, Barnim i Warcisław wspólnie potwierdzili wszystkie dotychczasowe przywileje miasta Wolin. Po śmierci Barnima w 1365 roku władzę objęli jego dwaj synowie: Warcisław VI i Bogusław VI, którzy aż do 1372 roku współrządzili z dwoma swoimi stryjami. Na ich żądanie doszło następnie do podziału księstwa wołogoskiego. Młodsi książęta – Warcisław VI i Bogusław VI – otrzymali ziemie leżące na zachód od Świny, natomiast Bogusław V objął część wschodnią z Wyspą Wolin (tzw. „księstwo pomorskie”), a Warcisław V – Szczecinek (Neustettin) jako osobne dominium. Ten ostatni zmarł w 1390 roku w klasztorze Pudagli.

### Wolin jako miasto hanzeatyckie
W XIV wieku pomorskie miasta weszły w struktury Hanzy – związku handlowego, którego głównymi i najbardziej wpływowymi członkami były Lubeka i Stralsund. Do Hanzy przyłączyły się m.in. Szczecin, Greifswald, Anklam, Wolgast, Demmin, Kołobrzeg, Stargard, Słupsk, Darłowo, Trzebiatów, Gryfice, Koszalin, Białogard, Goleniów, Kamień Pomorski, Wolin i inne miasta, licząc na zwiększenie swojego znaczenia w handlu oraz wzrost zamożności. Dokładna data przystąpienia Wolina do Hanzy nie jest znana, ale przyjmuje się roku 1365. Potwierdza to m.in. dokument opublikowany przez Sartoriusa-Lappenberga w pracy Urkundliche Geschichte der Hanse. Dokument ten świadczy jednocześnie o wykluczeniu Wolina z Hanzy – powodem tej decyzji miało być uporczywe prowadzenie przez nie zakazanego handlu z Skanią w czasie wojny z Danią. Pomimo tego incydentu, Wolin aktywnie uczestniczył w późniejszych działaniach wojennych Hanzy. W 1386 roku brał udział w zbrojnej kampanii miast hanzeatyckich przeciwko duńskim piratom morskim, a w 1394 roku w wojnie przeciwko tzw. Braciom Witalijskim – organizacji korsarskiej powstałej z inicjatywy Rostocku i Wismaru, której początkowym celem było dostarczanie żywności do oblężonego Sztokholmu. Z czasem Bracia Witalijscy stali się jednak postrachem całego Bałtyku, co zmusiło Hanzę do wystawienia w 1394 roku floty liczącej 35 okrętów z załogą około 3000 ludzi. Do tej ekspedycji Wolin, wspólnie z miastami jak Kołobrzeg, Darłowo, Słupsk, Trzebiatów i Gryfice, wystawił dwie koggi z łączną załogą 180 zbrojnych. Hanzeatycka rada wystosowała przy tym do pięciu miast podporządkowanych Kołobrzegowi (w tym do Wolina) pismo z ostrzeżeniem, że w razie odmowy udzielenia wsparcia, ich mieszkańcy zostaną na dziesięć lat wykluczeni z Hanzy. Taka groźba mogła być skierowana wyłącznie wobec członków związku, co sugeruje, że po wykluczeniu w 1365 roku, Wolin został ponownie przyjęty do Hanzy. Po przystąpieniu do związku wokół miasta wzniesiony został mur obronny. Niedługo po tym ludność miejska została wyprowadzona poza mury miasta i zasiedliła osady podmiejskie.
Po objęciu rządów w Księstwie Pomorza-Wolgast Bogusław V dążył do pozyskania lojalności swoich poddanych poprzez zatwierdzanie ich przywilejów. Dotyczyło to niewątpliwie także Wolina, chociaż brak zachowanego dokumentu potwierdzającego to nadanie. Bogusław V zmarł jednak już w 1374 roku, a rządy w imieniu jego małoletnich braci – Warcisława VII, Bogusława VIII i Barnima V – objął jego syn Kazimierz IV. Kazimierz IV zatwierdził przywileje Wolina 11 czerwca 1374 roku. Zaledwie dwa i pół roku później, 2 stycznia 1377, zmarł w wyniku śmiertelnej rany odniesionej podczas oblężenia warowni Złotoria pod Toruniem. Uczestniczył w tej kampanii z powodu sympatii wobec księcia polskiego Władysława Opolczyka, ponosząc w jej trakcie śmierć bohatera.
W 1394 roku Wolin odwiedził Warcisław VII, który w tym samym roku został prawdopodobnie zamordowany przez mściwych wasali. Wówczas władzę w imieniu swego młodszego brata Barnima oraz siostrzeńca Eryka (syna Warcisława), wychowywanego na dworze duńskim jako podopieczny królowej Małgorzaty I, objął Bogusław VIII. Bogusław VIII rozstrzygnął 2 września 1395 roku spór pomiędzy miastem Wolinem a braćmi Henningiem i Mateuszem Steinwere (Steinwehr) o prawo do rybołówstwa na Haffie, orzekając na korzyść miasta. Następnie, 19 października 1404, ten sam książę potwierdził sprzedaż jednej czwartej wsi Sibin przez Henninga Steinwehra, jego dzieci i braci na rzecz rady miejskiej Wolina i tamtejszego klasztoru żeńskiego. Bogusław VIII zmarł w 1417 roku, pozostawiając władzę swemu jedynemu synowi, Bogusławowi IX. W tym samym czasie Wolin należał do związku rycerstwa i miast leżących na obszarze pomiędzy Kamieniem, Odrą i Iną – obszaru określanego jako „kraj położony na wschód od Świny” – który zacieśnił więzi z sojuszem miasta Słupsk i rycerstwa ziemi słupskiej.
Po śmierci królowej Małgorzaty Eryk objął tron duński, który sprawował do 1438 roku. Po tym, jak duńskie stany pozbawiły go praw do korony, Eryk, mimo wielokrotnych nieudanych prób odzyskania władzy w Danii, musiał ostatecznie ograniczyć się do rządów w swym rodzinnym księstwie pomorskim. Bogusław IX zmarł w 1447 roku, a Eryk przeżył go o dwanaście lat, umierając wiosną 1459 roku w Darłowie. W 1457 roku Eryk II, książę szczeciński, który często przebywał na zamku w Przytorze, zawarł ugodę z miastami Wolin i Kamień. Jednak już w 1458 roku szczecinianie zaatakowali zamek Przytór z pokładów swych statków i spalili go. Po śmierci Eryka I, książę Eryk II – syn Warcisława IX z linii wołogoskiej – objął ziemie „na wschód od Świny” jako spadek po swej żonie Zofii, córce Bogusława IX. Terytorium to zostało mu jednak zakwestionowane przez Ottona III ze Szczecina. Na mocy orzeczenia arbitrażowego z 1461 roku, które wykonano dopiero 2 maja 1464, całe terytorium położone między stolicą biskupią w Kamieniu, Odrą i Iną, w tym także Wolin, zostało przekazane księciu Ottonowi III. Już 4 maja tego samego roku, przebywając w Wolinie, Otto potwierdził dotychczasowe przywileje miasta. Wkrótce potem zmarł, a wraz z nim wygasła linia książąt szczecińskich, przez co Księstwo szczecińskie wraz z Wolinem powróciło do Eryka II, który władał nim do 1474 roku. Po nim władzę objął jego syn Bogusław X, który początkowo rządził wspólnie ze swym stryjem Warcisławem X. Po jego śmierci 13 września 1478 roku, Bogusław X przejął pełnię władzy nad całym Pomorzem. W czasie jego panowania, w 1481 roku, Wolin uczestniczył w związku miast pomorskich i kościelnych, którego celem było utrzymanie pokoju publicznego (Landfrieden). Na mocy umowy, miasto zobowiązało się wystawić w razie potrzeby co najmniej dziesięciu uzbrojonych mężczyzn. Z dokumentów wynika, że w tym czasie sytuacja finansowa księżnej Zofii była trudna, gdyż zaciągnęła w Wolinie pożyczkę. 10 maja 1483 roku wystawiła zarządcom kościoła św. Mikołaja w Wolinie list dłużny na kwotę 100 marek Finkenaugen, w którym określiła również terminy spłaty zobowiązania.
W 1491 roku do Wolina przeniesiono sąd ziemski Gryfickiego urzędu landwójta (Landvogteigericht). W 1520 roku miasto powiększyło swój majątek ziemski przez zakup części wsi Troszyn, należącej dotąd do rodzin Flemming, Güntersberg i Paulsdorf. Według spisu wojskowego z 1523 roku Wolin był zobowiązany do wystawienia 40 pieszych (25 uzbrojonych w piki, 8 z halabardami, 7 z bronią palną) oraz 7 jeźdźców. W tym samym roku, 23 września, po niemal pięćdziesięcioletnim panowaniu zmarł Bogusław X, jeden z najwybitniejszych książąt pomorskich. Okres jego rządów zbiegł się z początkiem reformacji na Pomorzu.

### Reformacja w Wolinie
W roku 1485 w mieście urodził się późniejszy bliski współpracownik Marcina Lutra – Jan Bugenhagen. W przeciwieństwie do trudności, jakie napotkało niegdyś w Pomorzu wprowadzanie chrześcijaństwa, reformacja zapoczątkowana przez Marcina Lutra rozprzestrzeniła się na tym obszarze stosunkowo łatwo i bez istotnego oporu. Proces ten rozpoczął się w miastach, które jako pierwsze podjęły działania na rzecz wprowadzenia nowych porządków wyznaniowych. Wkrótce również część szlachty przystąpiła do reformacji, dostrzegając potrzebę zmian w Kościele zachodnim. Wybór duchownych o odpowiednich kwalifikacjach i autorytecie społecznym sprzyjał pokojowemu przebiegowi przemian, przy czym nie odnotowano konfliktów o znaczącym charakterze. Po wprowadzeniu reformacji w 1534 roku dawne dobra kościelne i zakonne włączone zostały do dóbr książęcych, a po wygaśnięciu dynastii przejęte przez domeny państwowe . Ostatecznie miasto na protestantyzm przeszło w roku 1535.
W połowie XVI wieku rezydowała tutaj księżniczka Zofia, a w początkach XVI wieku – księżna Anna Brunszwicka.
Po śmierci Bogusława X władzę na Pomorzu objęli jego dwaj synowie: Jerzy I i Barnim IX. Wspólnie sprawowali rządy w latach 1523–1531. 6 czerwca 1526 roku mieszkańcy Wolina złożyli hołd dziedziczny książętom Jerzemu I i Barnimowi IX. Władcy ci potwierdzili wszystkie dotychczasowe przywileje i prawa miasta, a także jego stan posiadania. Zobowiązali się ponadto, że nie będą nakładać na Wolin wyższych ceł niż na inne miasta, oraz zarządzili nowe uregulowanie granic miejskiego prawa rybołówstwa. Również w tym roku w Wolinie odbył się sejmik ziemski, którego przedmiotem było uregulowanie spraw kościelnych. Książę Jerzy I zmarł w 1531 roku, pozostawiając swojego syna Filipa jako spadkobiercę. Filip, jako książę Filip I, sprawował rządy wspólnie ze swoim stryjem Barnimem IX do roku 1540. W 1536 roku książę Filip zwołał stany oraz przedstawicieli miast na sejmik ziemski do Szczecina. W obradach tego zgromadzenia uczestniczyli również reprezentanci Wolina:  Elaus Betke i Jacob Block z Wolina.
W wyniku podziałów terytorialnych Pomorza przeprowadzonych w latach 1532–1540 Wolin został przyporządkowany do Księstwa Szczecińskiego pod rządami Filipa I. 8 sierpnia 1540 roku książę Filip I potwierdził Wolinowi wszystkie dotychczasowe przywileje. Sytuacja majątkowa miasta w tym okresie wydaje się jednak niekorzystna, na co wskazują zachowane dokumenty dłużne. Jednym z nich jest list z 11 listopada 1541 roku, potwierdzający zobowiązanie na kwotę 200 guldenów wobec Clausa Kunthe z Wiejkówka z tytułem rocznej renty w wysokości 8 guldenów. Drugi dokument z 6 grudnia 1568 roku potwierdza pożyczkę 100 guldenów od Jochima Plötzego ze Świńca, również zabezpieczoną roczną rentą. W roku 1546 Wolin ponownie stał się miejscem obrad sejmiku ziemskiego, zwołanego przez książąt Filipa I i Barnima IX. Celem zgromadzenia było zasięgnięcie ich opinii w sprawach dotyczących związku szmalkaldzkiego. Książęta musieli wysłuchać surowych zarzutów ze strony przedstawicieli stanów. Uczestnicy zgromadzenia krytykowali książąt za to, że – wbrew przyjętemu zwyczajowi – przystąpili do Związku Szmalkaldzkiego bez wcześniejszej konsultacji i zgody stanów.
Na mocy dokumentu z 27 lutego 1546 roku książę Barnim IX nadał miastu Wolin prawo do organizowania dwóch dorocznych, wolnych targów końskich – 6 maja i 27 września. Z kolei dokument z roku 1551 poświadcza, że mieszczanie wolińscy uwięzili Jochima Voßberga z Chynowa oskarżonego o podpalenie. Oskarżony został zobowiązany do złożenia wobec miasta przysięgi pokoju (tzw. Urfehde).
W 1554 roku książę Filip odwiedził Wolin celem rozstrzygnięcia sporu między wsią Recław, klasztorem panien oraz rodziną von Flemming. Uczestniczył także w rozpatrywaniu procesu z udziałem dziekana kapituły katedralnej, hrabiego von Eberstein, i grupy chłopów oskarżonych o zabójstwo książęcego zarządcy. Filip polecił dokonanie przeglądu granic klasztoru oraz pobliskich wsi Kołczewa i Łaka, a także linii granicznej spornej między Wolinem a rodziną von Zastrow. Przyjął również skargi wolińskich mieszczan przeciwko radzie miejskiej.
W 1556 roku w Wolinie odbyło się spotkanie przedstawicieli rad miejskich Szczecina i Wolina, które miało na celu uzgodnienie zasad połowów ryb na Zalewie Szczecińskim. W 1560 roku książę Filip zmarł na suchoty. Opiekę nad jego pięcioma niepełnoletnimi synami – Janem Fryderykiem, Ernstem Ludwikiem, Bogusławem XIII, Barnimem X i Kazimierzem VII – oraz tymczasową władzę sprawował jego brat, książę Barnim IX. W tym samym roku polecił on rozpoczęcie poszukiwań rud metali i srebra na Wyspie Wolin, w rejonie Lubina oraz przy wybrzeżu w okolicach Międzyzdrojów. Sprowadzeni w tym celu górnicy saskiego pochodzenia nie osiągnęli jednak rezultatów. W roku 1560 książę Barnim zarządził również inspekcję starostwa wolińskiego.
W 1566 roku w Wolinie odbył się kolejny sejmik ziemski, podczas którego uregulowano stosunki prawne dotyczące dóbr lennych. Urząd Amtshauptmanna sprawował wówczas Wedigo von der Osten, a stanowisko rentmistrza  [sic!] piastował Dionisius Mewes. W dniach od 15 do 23 maja 1569 roku zwołano kolejny sejm krajowy, podczas którego przeprowadzono nowy podział księstwa. Stary książę Barnim IX zrzekł się władzy na rzecz swoich pięciu bratanków. Uchwała sejmowa z dnia 23 maja, poprzedzona losowaniem, określiła, które części kraju przypadły poszczególnym książętom. Dokument ten zawierał ponadto postanowienia dotyczące mennicy oraz uprawnień kobiet i panien szlacheckiego pochodzenia do użytkowania dóbr lennych. Zdecydowano, że powołanych zostanie pięć instytucji edukacyjno-opiekuńczych dla córek ze stanu szlacheckiego, nadzorowanych przez księcia i obsadzanych każdorazowo dwudziestoma pannami nieskazitelnych obyczajów. Nie dostrzeżono jeszcze potrzeby ujednoliconego porządku policyjnego, natomiast uznano za konieczne uregulowanie spraw krajowych i chłopskich w języku dolnoniemieckim. Przepisy te wymierzone były przede wszystkim w ucztowanie, obżarstwo, przesadne strojenie się i inne przejawy zbytku. W wyniku tego podziału Wolin przypadł księciu Janowi Fryderykowi ze Szczecina, który sprawował władzę w latach 1569–1600.
Zamek woliński, jak wynika z inspekcji przeprowadzonej z polecenia księcia Barnima IX w 1560 roku, był  nadal otoczony wałami ziemnymi i fosami, lecz nie spełniał już funkcji obronnej. Uznawano go raczej za reprezentacyjną rezydencję o charakterze rekreacyjnym. Powyżej zamku znajdowały się budynki gospodarcze: Hofrentei (zarząd dworu), browar i spichlerz zbożowy (Brau- und Kornhaus), stajnie oraz inne zabudowania pomocnicze. W samym zamku oraz w budynkach przyległych mieszkali urzędnicy urzędu książęcego: starosta (Amtshauptmann) (wówczas Otto von Flemming), rentmistrz, Pflugvogt pełniący funkcję głównego nadzorcy gospodarki rolnej, karczmarz (Krüger) odpowiedzialny również za nadzór nad rybołówstwem na zalewie, a także browarnik, piekarz i odźwierny (Torwart). Na polach należących do urzędu wolińskiego, położonych tuż za miastem, wysiano 1812 miar żyta, a zebrano 150 wozów siana. W tamtym okresie nie wykorzystywano jeszcze koni pociągowych – wszelkie prace wykonywano przy pomocy wołów zaprzęgowych. Pod koniec XVI wieku miasto cieszyło się stosunkowo dobrą kondycją ekonomiczną, pełniąc funkcję lokalnego rynku dla całej wyspy. Kwitły zarówno rolnictwo, jak i rzemiosło, a miejskie browary zapewniały znaczące dochody do budżetu.

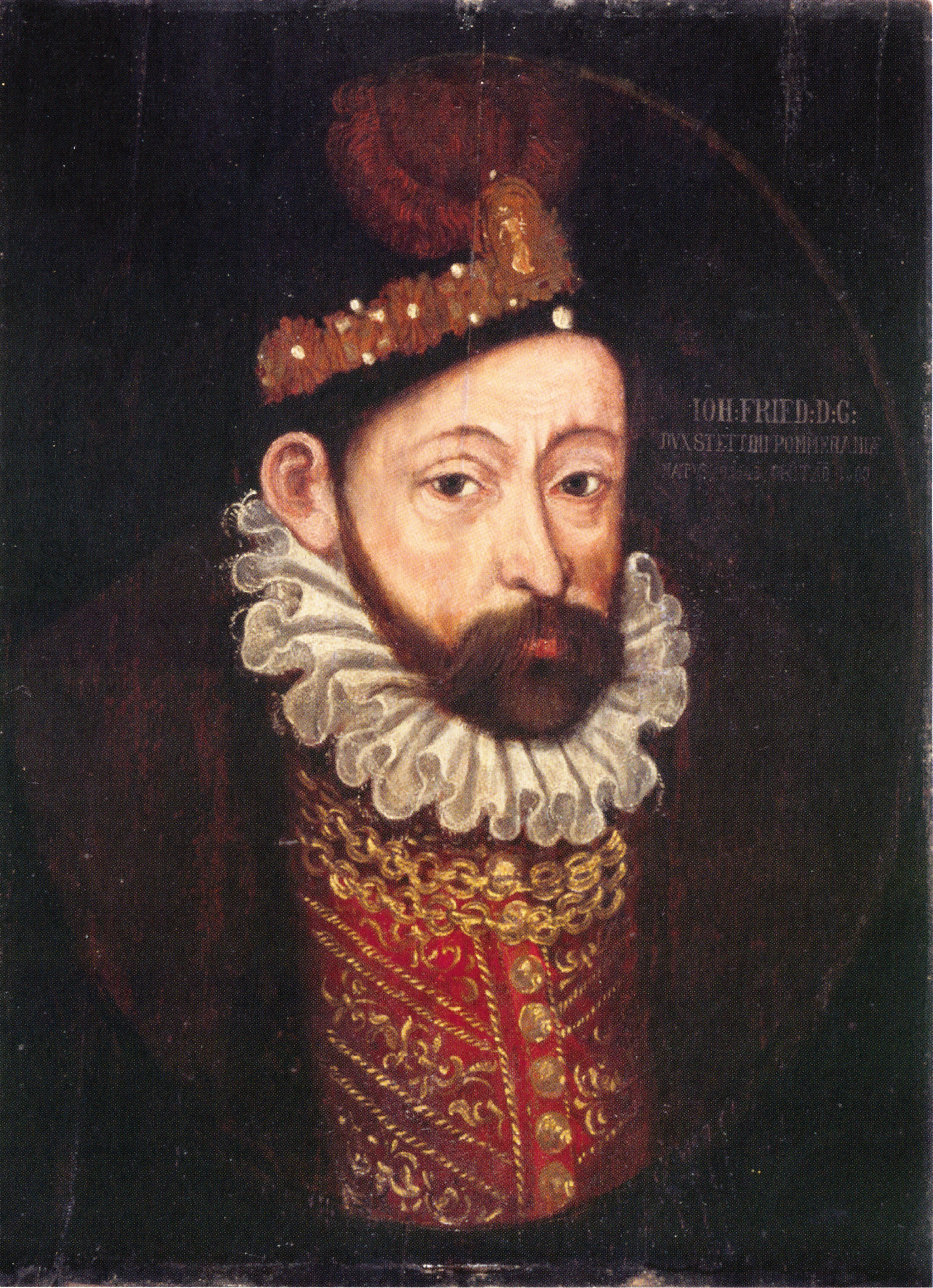
Jan Fryderyk

W 1575 roku ponownie obradowano na sejmie krajowym w Wolinie. Zwołano go w celu zaradzenia trudnościom finansowym księcia, jednak przyznano jedynie ograniczoną pomoc. W 1579 roku wieś Lubin przeszła z rąk kapituły katedralnej w Kamieniu Pomorskim w posiadanie książęce, w zamian za Kudło. W 1580 roku książę Jan Fryderyk, który już w 1575 roku potwierdził prawa miasta, spędził kolejną noc w Wolinie. W 1581 zwołał on tam sejm krajowy. Wcześniej, z jego polecenia, mieszkańcy zostali wezwani do przygotowania się na spodziewany napływ ludności, poprzez zgromadzenie zapasów żywności, naczyń i innych niezbędnych towarów. Sejmy krajowe przynosiły mieszkańcom Wolina zazwyczaj znaczne dochody; szczególnie chętnie spożywano wówczas wysoko cenione, miejscowe piwo. Do 1581 roku urząd namiestnika okręgowego sprawowali kolejno Eustachius Manteuffel i Hans von Bröcker.
W latach 1584 i 1585 Wolin nawiedziła zaraza, która pochłonęła wiele ofiar.
Książę Jan Fryderyk przebywał podczas swego trzydziestojednoletniego panowania często w Wolinie i z dużym zaangażowaniem interesował się sprawami tamtejszego urzędu. W 1588 roku planował budowę dużego portu w pobliżu miasta, jednak zrezygnował z realizacji tego zamiaru. Przeszkodą była Wolińska Mielizna na Zalewie u ujścia Dziwny, która utrudniała żeglugę większym jednostkom. W 1589 roku rentmistrz urzędu w Wolinie, niejaki Zülow, został śmiertelnie ugodzony przez ówczesnego namiestnika von Jazkowa (urzędującego w latach 1588–1599). Zdarzenie miało miejsce po tym, jak Zülow znieważył Jazkowa w stanie nietrzeźwości. Sprawcę aresztowano, lecz ostatecznie odzyskał wolność, gdy wykazano, iż Zülow sam nadział się na broń, a Jazkow działał w obronie koniecznej.
W 1594 roku książę osobiście rozstrzygał w Wolinie liczne spory dotyczące rybołówstwa. W tym samym roku przeprowadzono wizytację kościołów na wyspie Wolin. Patronat nad świątyniami, po likwidacji klasztoru panien, przeszedł na własność. W 1596 roku krawiec z Wolina, który szył odzież dla miejscowej szlachty i został objęty podatkiem zwanym Landschoß (odpowiednik podatku powiatowego), złożył na tę decyzję skargę do księcia. Nie wiadomo jednak, czy jego roszczenie zostało uwzględnione. W 1598 roku Jan Fryderyk zwołał do Wolina sejm krajowy, którego głównym tematem były jego długi dworskie. W 1600 roku książę Jan Fryderyk zmarł. Jego następcą został Barnim X (panował w latach 1600–1603). Już w pierwszym roku jego rządów na wyspie Wolin po raz pierwszy pojawili się Cyganie. Ich przywódca przedstawiał się jako Caspar von Rosenberg. Zgodnie z poleceniem władz, Cyganie zostali usunięci z miasta i z wyspy przez namiestnika okręgowego, który polecił ich przeprawienie przez most na Dziwnie.

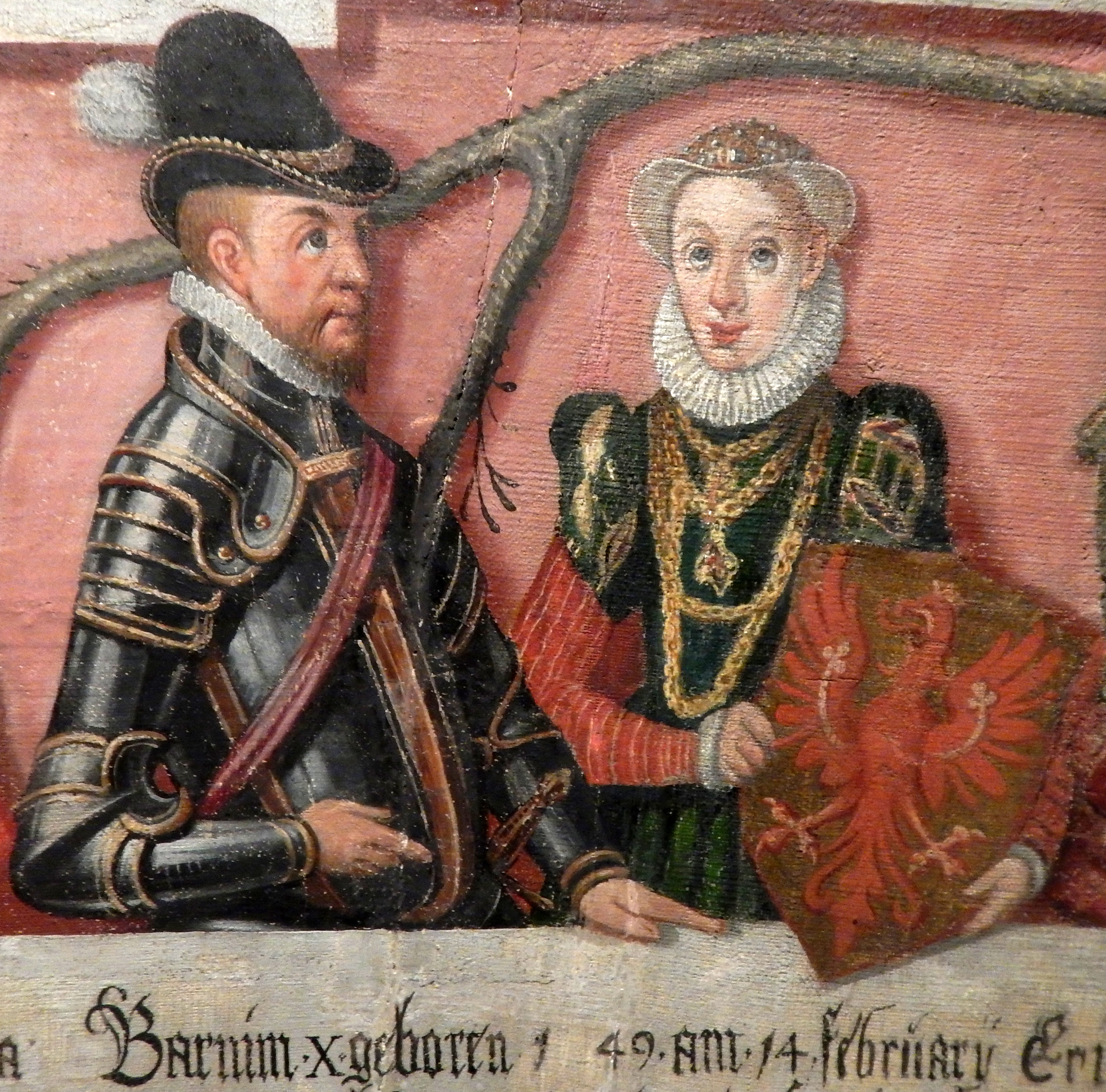
Barnim X i Anna Maria brandenburska

Po śmierci Barnima X jego małżonka, Anna Maria brandenburska, objęła swoje wiano wdowie w Wolinie, gdzie zmarła w roku 1618.

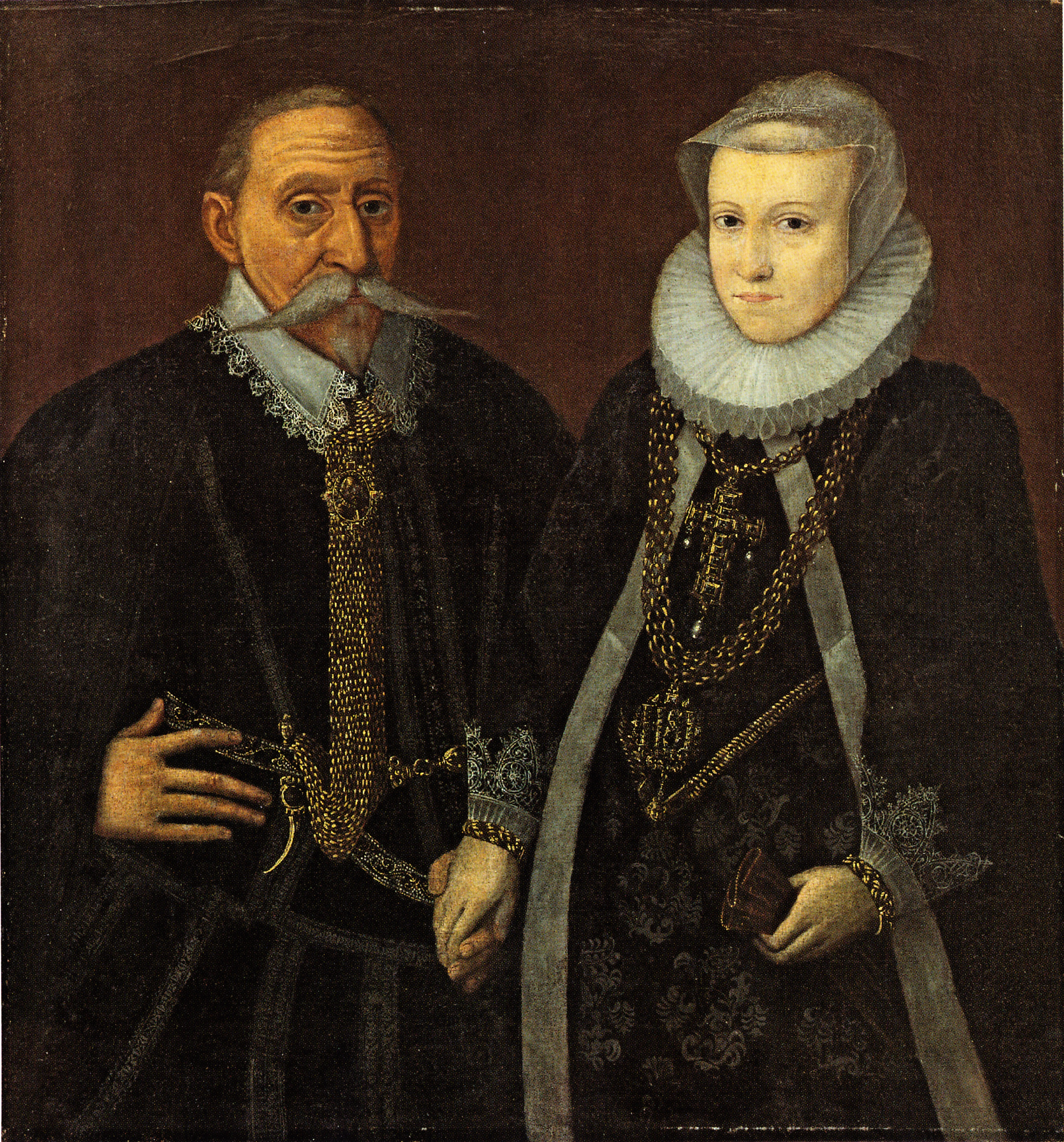
Bogusław XIII z Anną szlezwicko-holsztyńską

Książę Bogusław XIII (pan. 1603–1606) potwierdził 13 kwietnia 1605 roku dotychczasowe prawa miasta Wolina. W lutym tegoż roku rozpoczął on podróż po kraju, mając na celu odebranie hołdu wierności od stanów i miast. Miasta Wolin i Kamień nie zostały jednak przez księcia odwiedzone, jako że – jak odnotowano – „rozważył on niedostatek obu miast”. Zezwolono więc, aby kilku ich obywateli złożyło hołd w Goleniowie, co też się dokonało.
W celu przyjęcia hołdu od całej społeczności miejskiej książę wysłał do Wolina i Kamienia zarządcę sądu dworskiego Christopha Mildeniza oraz radcę dworu, doktora Heinricha Schwalenberga. Mieszkańcom Wolina nakazano stawić się o godzinie 7 rano na rynku w celu złożenia przysięgi wierności. Wysłannicy książęcy oczekiwali do godziny 8. Gdy o tej porze obecnych było jedynie kilku obywateli, odebrano od nich przysięgę. Złożyli ją z podniesionymi palcami, odkrytymi głowami, pod gołym niebem i donośnym głosem. Nieobecnym zagrożono surowymi karami. Miasto Wolin otrzymało ponowne potwierdzenia swoich przywilejów także od kolejnych książąt: Filipa II (1606–1618) – 29 kwietnia 1608 roku, Franciszka I (1618–1620) – 28 września 1618 roku oraz Bogusława XIV (1620–1637) – 1 października 1621 roku.
W roku 1618 w miejscowości Rzystnowo koło Wolina spalono na stosie kobietę oskarżoną o czary. Żona chłopa o nazwisku Bugdan, która przed śmiercią została wskazana przez skazaną jako współwinną, została ujęta i poddana torturom, w wyniku których zmarła. Do ostatnich chwil życia zapewniała o swojej niewinności. W 1619 roku w Wolinie jeden z domokrążców handlujących tabakiem (tzw. Tabulettkrämer) uzyskał przywilej umożliwiający mu sprzedaż towarów na terenie całego Pomorza, mimo że kilku konkurencyjnych handlarzy próbowało udaremnić mu to uprawnienie. W tym samym roku odbyło się w Wolinie posiedzenie pomorskich radców dworskich i krajowych poświęcone zagadnieniom organizacji systemu podatkowego księstwa.

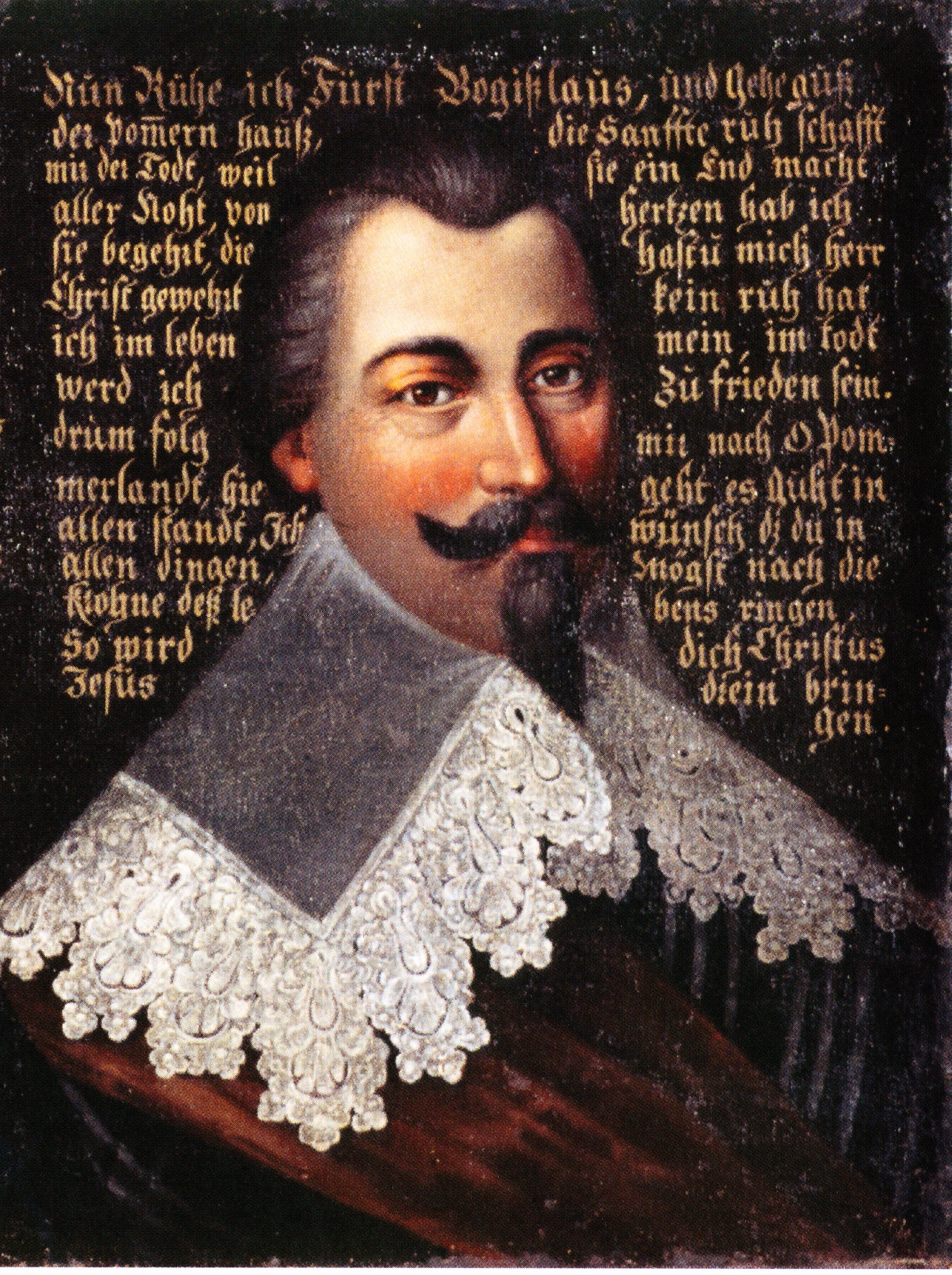
Bogusław XIV

W 1625 roku wymarła linia wołogoska dynastii Gryfitów, co doprowadziło do ponownego zjednoczenia całego Pomorza pod panowaniem księcia Bogusława XIV. W 1627 roku zwołano w Wolinie sejm krajowy, na którym podjęto decyzje dotyczące utrzymania wojska przez poszczególne pomorskie rządy terytorialne. W latach 1626–1632 trwał spór między miastem, urzędem książęcym a dworem o prawo do polowania na obszarze miejskim i wiejskim. Spór zakończył się zakazem polowań wydanym mieszkańcom Wolina, mimo że rada miejska energicznie występowała w obronie interesów obywateli. Jak relacjonuje Raumer w pracy Die Insel Wollin, rada złożyła w tej sprawie petycję do księcia. Pisała w niej m.in.: W obecnych czasach — argumentowano — trzeba Bogu dziękować, jeśli ma się jeszcze takich obywateli, którzy potrafią choć trochę strzelać; wolinianie ćwiczą się w tym, i przy tej okazji niejeden strzela do ptaka, co przecież nigdy dotąd nie było zabronione. Zakaz polowań dotknął zresztą także szlachtę, której również nie pozwolono polować na wyspie.

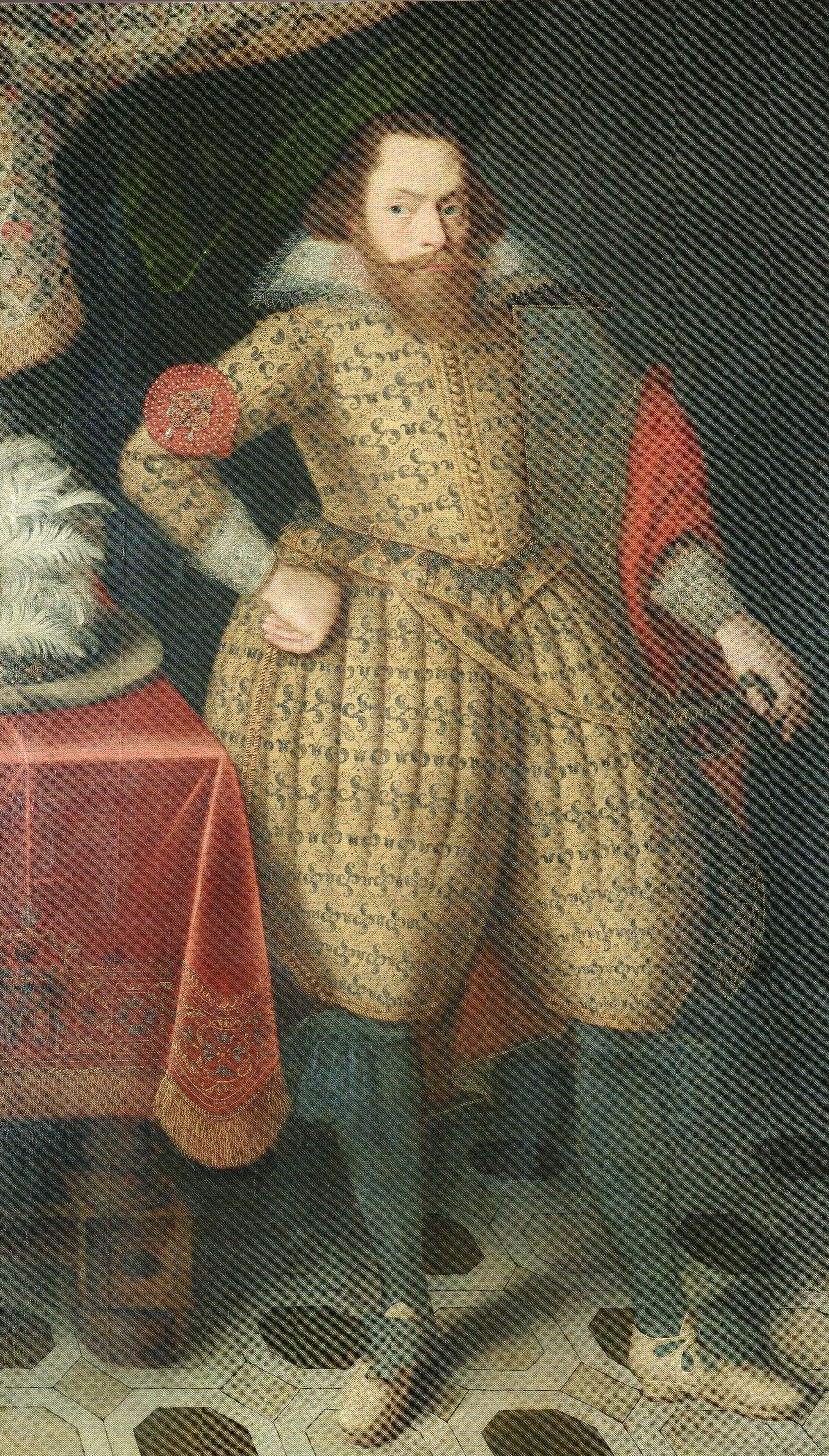
Franciszek I

Zgodnie z wcześniejszym ustaleniem, w latach 1603–1618 urząd Wolin był uposażeniem wdowim Anny Marii, wdowy po Barnimie X. Po jej śmierci Wolin przeszedł na własność księcia Franciszka I ze Szczecina, który ponownie przeznaczył go jako wiano wdowie dla swej żony Zofii (niem. Sophia von Sachsen), z domu księżniczki saskiej, która w okresie jego posiadania doświadczyła na miejscu skutków wojny trzydziestoletniej.

## Wolin w czasie wojny 30-letniej

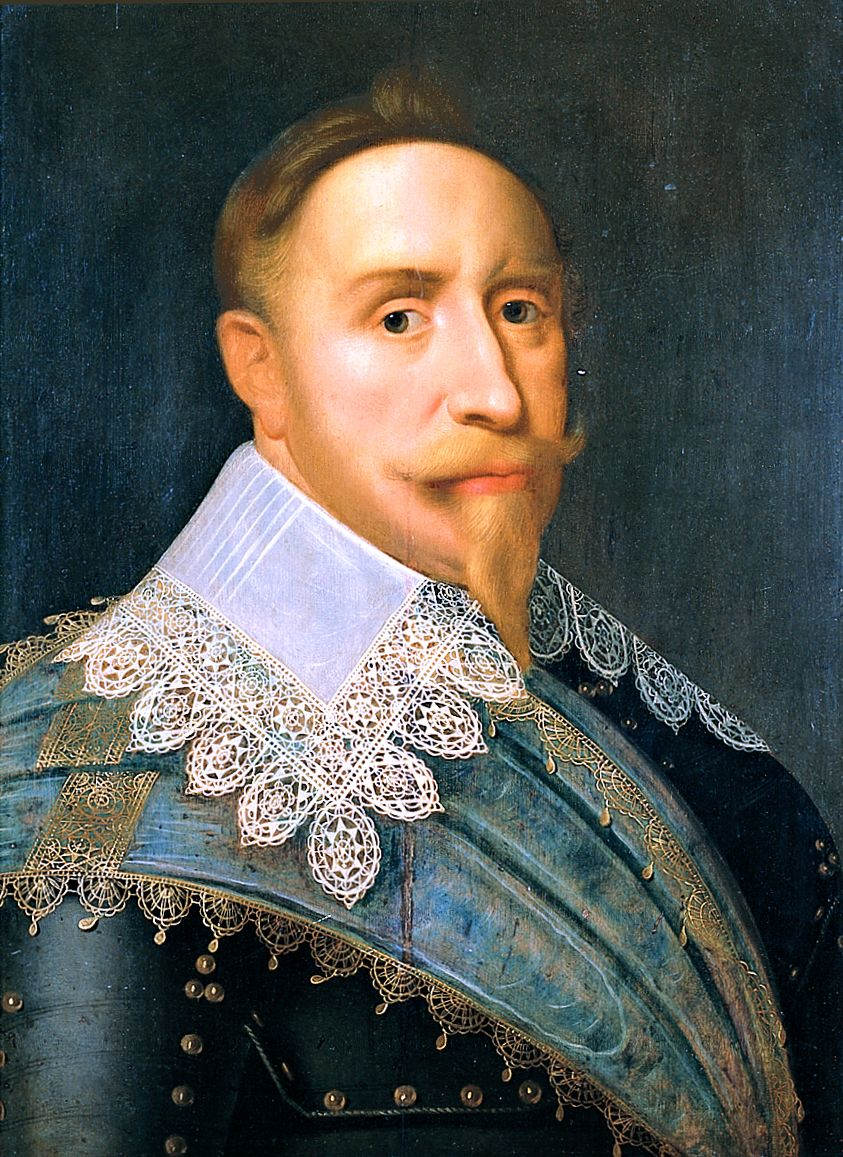
Gustaw II Adolf

W XVII wieku miała miejsce wojna trzydziestoletnia – konflikt zbrojny o podłożu religijnym i politycznym, który objął znaczną część terytorium Rzeszy Niemieckiej i doprowadził do poważnych zniszczeń. Według relacji Cramera wydarzenia te miały zostać zapowiedziane przez dwa „wielkie znaki” zaobserwowane na Pomorzu: w 1618 roku dostrzeżono wielką kometę, natomiast w 1620 roku w pobliżu Wolina, na wodach Dziwny, osiadł i zmarł duży wieloryb. Zwierzę miało długość 25 i pół łokcia szczecińskiego (czyli 28 i pół łokcia lubeckiego), przy średnicy 13 łokci szczecińskich (15 lubeckich). Oko opisywano jako wielkości kurzego jaja, ogon mierzył 7 stóp szerokości, a wysokość grzbietu była porównywana do wysokości, jaką mógł sięgnąć dorosły mężczyzna z wyciągniętym ramieniem i włócznią. Z uwagi na silny odór powstający w wyniku rozkładu, na polecenie księcia pomorskiego dokonano rozbioru szczątków. Część kości została przetransportowana do Starego Szczecina i umieszczona w zamku książęcym jako pamiątka – jak relacjonowano, były one tam jeszcze długo widoczne. Pojawienie się martwego wieloryba stało się dla Cramera impulsem do sformułowania „obszernej refleksji”, w której uznał to zdarzenie za złowieszczy omen. W jego opinii takie „przybysze” stanowiły zapowiedź nieszczęścia i powinny skłaniać ludzi do pokuty.

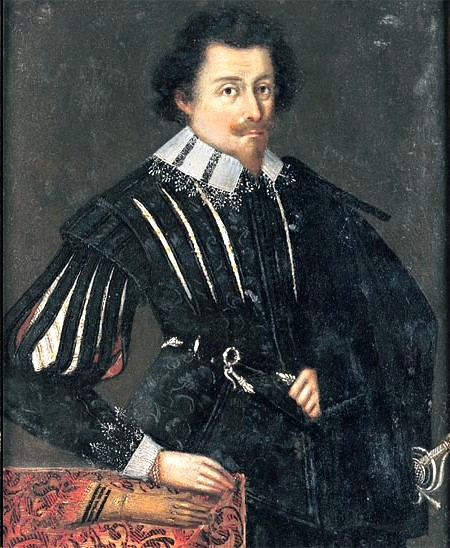
Albrecht von Wallenstein

Pomorze zostało dotkliwie doświadczone przez wojnę trzydziestoletnią, a także Wolin przeżył trudne chwile. Zaangażowanie Szwecji w walki na terytorium Rzeszy i jej dążenie do trwałego osadzenia się na wybrzeżu pomorskim miały szczególnie negatywne skutki dla Uznamu i Wolina. Książę Bogusław XIV pozostawał wobec Szwedów bezsilny i zmuszony był tolerować ich wkroczenie na podległe sobie tereny. W celu przeciwdziałania tym działaniom, naczelny dowódca wojsk cesarskich, Albrecht von Wallenstein, podjął decyzję o wkroczeniu na Pomorze, by odebrać Szwedom kontrolę nad krajem i wyspami. Książę Bogusław został zmuszony do zawarcia porozumienia z wojskami cesarskimi, w którym zagwarantowano im prawo stacjonowania i utrzymania się na ziemi pomorskiej. W listopadzie 1627 roku Bogusław mianował pułkownika Nicolausa von Brockhusena komisarzem tzw. „kwartieru wolińskiego”, obejmującego nie tylko samą wyspę, lecz także obszary położone na prawym brzegu Dziwny. Pod koniec miesiąca do Wolina wkroczyły pierwsze oddziały cesarskie – około półtorej kompanii jazdy – które pozostały w mieście przez kilka miesięcy. Ich obecność wiązała się z ciężkimi represjami i licznymi wymuszeniami na ludności cywilnej. Zgodnie z relacją Raumera w pracy Die Insel Wollin, m.in. rotmistrz pobrał od 24 mieszczan 1097 guldenów, porucznik od 5 osób 224 guldeny, chorąży 541 guldenów, wachmistrz 416 guldenów, a dwóch kaprali łącznie 302 guldeny. Dodatkowe sumy przypadły również innym członkom oddziału: chorążemu, pisarzowi, stajennemu, krawcowi sztandarowemu, felczerowi, trębaczowi, markietance oraz poszczególnym żołnierzom.
Zgodnie z zachowanym wykazem personalnym oddziałów cesarskich stacjonujących w Wolinie, ich skład tworzyli najemnicy i awanturnicy pochodzący z różnych krajów. Wśród wymienionych nazwisk znajdują się m.in. Kesselmat, Friz, Cobert, Cleri, Burginon, Guberno, Dännemärker, Vertrages Schmalenzky oraz Dost. Odnotowano przypadki wymuszania wysokich opłat na mieszkańcach – jeden z żołnierzy zażądał od obywatela miasta, poza zapewnieniem wyżywienia, także 100 guldenów. Utrzymanie stacjonujących wojsk generowało znaczne koszty. Jedna kompania jazdy pod dowództwem rotmistrza Schackena (Jacques von der Ghust) obciążyła miasto na kwotę 6815 guldenów, 20 szelągów lubeckich i 8 fenigów. Połowa kompanii rotmistrza Schirstädta kosztowała 3250 guldenów, z czego sam dowódca otrzymał 840 guldenów, a chorąży (Cornet) – 920 guldenów. Schirstädt przebywał w Wolinie z towarzyszącymi mu czternastoma osobami, w tym kobietami, i zajął na własne potrzeby cały dom.
Wiosną 1628 roku, ze środków tzw. kwartieru wołyńskiego, przystąpiono do budowy szańca nad Świną, którego realizacja pochłonęła już na wstępnym etapie 1000 talarów w gotówce. Miasto nadal ponosiło konsekwencje nieustannych przemarszów wojsk. W okresie od grudnia 1627 do lipca 1628, 1654 łanów przypisanych do tego okręgu musiało łącznie dostarczyć 17 295 guldenów w gotówce, mięso o wartości 4128 florenów, 7756 korców żyta i 2739 korców zboża paszowego. Latem 1628 roku na wyspach ujścia Odry ponownie pojawiły się oddziały duńskie, które przez kilka dni oblegały wspomniany szaniec nad Świną. Niektóre duńskie okręty wpłynęły na Zalew Szczeciński, a jeden z nich dotarł pod Wolin i zakotwiczył w pobliżu miejscowości Gaulih. W odpowiedzi na te działania zwiększono liczebność garnizonu cesarskiego na wyspie, co doprowadziło do wycofania się Duńczyków.

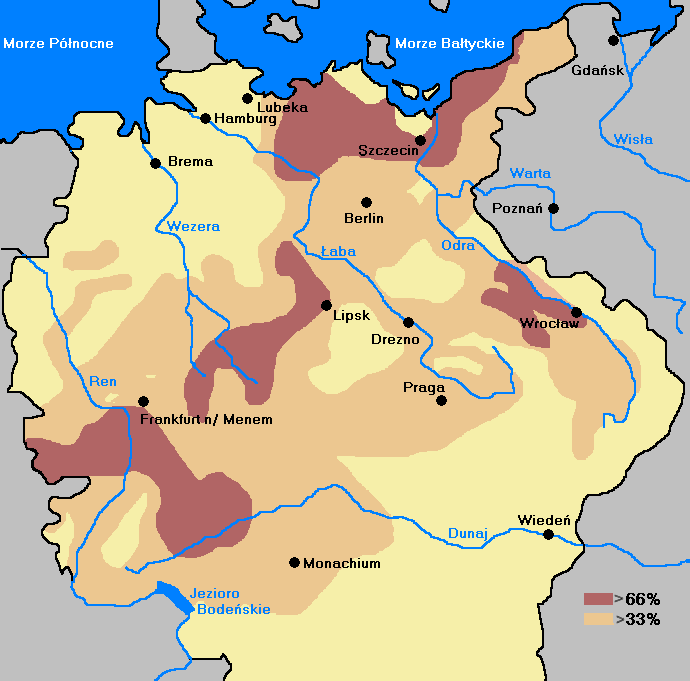
Straty ludnościowe w Rzeszy na skutek wojny

Pomimo chwilowej stabilizacji, sytuacja miasta pozostała dramatyczna. Wolin ponownie został obciążony obowiązkiem zakwaterowania żołnierzy, co skutkowało masowym opuszczaniem domostw przez mieszkańców, pragnących ocalić choćby część swojego mienia.
Dodatkowym nieszczęściem był pożar w 1628 roku, który wybuchł w domu burmistrza Vanselowa, gdzie zakwaterowany był podpułkownik Reichardt. Z powodu niedbalstwa kucharza ogień szybko się rozprzestrzenił i po około 14 godzinach strawił znaczną część miasta, w tym dwie świątynie, ratusz, plebanię, szkołę, łącznie 68 domów mieszkalnych oraz 106 kramów. Zniszczeniu uległa również część zamku, w tym niemal wszystkie budynki pomocnicze, które mieściły siedziby książęcych urzędników.
W czasie wojny trzydziestoletniej miasto początkowo okupowane było przez wojska cesarza Ferdynanda II. W tym czasie zamek – posiadający wieżę pokrytą miedzianą blachą – stał się zbyt zniszczony, od 1622 roku rozpoczęto budowę nowej rezydencji, którą ukończono w 1626.
Skala zniszczeń oraz panujące w mieście ubóstwo były tak wielkie, że książę Bogusław XIV ogłosił zbiórkę środków w całym kraju. W dniu 4 września 1628 roku wystosował list do monarchów i książąt Rzeszy, opisując nieszczęście, które dotknęło Wolin, i apelując o pomoc finansową. Rada miejska, reprezentująca mieszkańców, zażądała również zniesienia podatków. Jak podano, „obywatele znajdują się w takiej niedoli, że i kamień by się wzruszył, wielu popadło w rozpacz, a nadchodzi zima – proszą więc o wolne drewno na odbudowę domów”. Władca przychylił się częściowo do tej prośby, przyznając odbudowującym swoje mienie sześć lat zwolnienia z podatków.
Po pożarze część wojsk cesarskich została rozlokowana w okolicznych wsiach, jednak już we wrześniu 1628 roku miasto musiało ponownie przyjąć nowe oddziały. Kolejne zwiększenie garnizonu miało miejsce w listopadzie tego samego roku. W tym okresie mieszkańcy Wolina zostali także zobowiązani do odbudowy zniszczonych umocnień nad Świną oraz przy ujściu Dziwny.
W roku 1629 do miasta przybyły dwie kompanie regimentu Dohna, które pozostawały tam do kwietnia. Według relacji Raumera, żołnierze tego oddziału zrabowali mieszkańcom wszelkie dobra, które udało się wcześniej ocalić z pożaru. Próby usunięcia garnizonu przez władze miejskie nie powiodły się z powodu obaw Wallensteina, który postrzegał Wolin jako „szlachetny punkt strategiczny”, zagrożony przejęciem przez Szwedów. W kwietniu 1629 roku oddziały regimentu Dohna zostały zastąpione przez dwie kompanie dowodzone przez kapitanów Pecci oraz Lamperta. Przebywały one w Wolinie przez dłuższy czas, a po ich odejściu miasto musiało każdorazowo przyjmować nowe formacje wojskowe, których postępowanie nie różniło się od poprzedników. W kwietniu 1629 roku oddziały regimentu Dohna zostały zastąpione przez dwie kompanie dowodzone przez kapitanów Pecci oraz Lamperta. Przebywały one w Wolinie przez dłuższy czas, a po ich odejściu miasto musiało każdorazowo przyjmować nowe formacje wojskowe, których postępowanie nie różniło się od poprzedników.
Latem 1630 roku cesarski feldmarszałek Torquato Conti zlecił budowę szańca przy moście wolińskim, jednak fortyfikacja nie została ukończona przed zajęciem Pomorza przez Szwedów. Pod koniec czerwca tego roku w rejon Świny przybył król Gustaw II Adolf, co skłoniło siły cesarskie do nagłego wzmocnienia garnizonu w Wolinie. Mimo to cesarzanie nie zdecydowali się na bezpośrednie starcie – spalili palisady przy szańcach nad Świną i Dziwną, po czym wycofali się do miasta.
Przed opuszczeniem Wolina cesarski dowódca próbował jeszcze wymusić od miasta okup w wysokości 1000 talarów. Gdy nie uzyskał żądanych środków, dopuścił do grabieży miasta przez własnych żołnierzy. Zniszczenia były znaczne – wiele budynków zostało zdewastowanych, a część majątku mieszkańców skonfiskowano. Wycofując się, wojska cesarskie podpaliły most na Dziwnie. Według relacji Raumera, burmistrz Vanselow usiłował ocalić przynajmniej żelazne elementy konstrukcji, lecz gdy przemówił do żołnierzy, został uderzony w głowę tak silnie, że zmarł – co, biorąc pod uwagę datę jego śmierci w 1630 roku, można wiązać bezpośrednio z tym zajściem.
Ostatecznie cesarskie oddziały opuściły Wolin 3 lipca 1630 roku. Przed odejściem podpalono wartownię na szańcu między dwoma mostami, splądrowano wieś Hagen i zrabowane dobra zabrano w kierunku Gollnow. W liście z 4 lipca 1630 roku rada miejska pisała do księcia: „Niech skarga nasza dosięgnie nieba – oto nasz ostateczny rozbrat z wojskami cesarskimi, przez których bezprawie nasze miasto obrócone zostało w dym, a wszystko stracone”.
Na początku roku 1630 do wojny przystąpił Gustaw II Adolf, który latem tego samego roku opanował wyspy Uznam i Wolin a później całe Pomorze .
Już 6 lipca, po prowizorycznej odbudowie mostu na Dziwnej przez mieszkańców, do Wolina wkroczyła kompania szwedzka pod dowództwem podpułkownika von Heidena. Wkrótce potem sam król Gustaw II Adolf pojawił się w mieście wraz z dużą częścią swojego wojska. Według relacji rady miejskiej, cytowanej przez Raumera, król ze współczuciem obserwował zniszczenia miasta i wydał dokument zakazujący żołnierzom wymuszania danin i grabieży.
9 lipca Gustaw II Adolf opuścił miasto, kierując się wraz z flotą liczącą ponad sto żaglowców w stronę Szczecina. Część jego oddziałów pozostała jednak w Wolinie, a później do miasta zostały zakwaterowane kolejne kompanie. Mieszkańcy protestowali przeciwko nadmiernemu obciążeniu miasta, wskazując, że spośród 1628 zniszczonych domów zaledwie dwadzieścia zostało odbudowanych. Odciążenie w trudnych warunkach wojny i przymusowego zakwaterowania nastąpiło dopiero w miarę przesuwania się działań wojennych w głąb Rzeszy.
W grudniu 1631 roku przez Wolin przejechał szwedzki kanclerz państwa, Axel Oxenstierna, kierując się następnie przez Trzebiatów i Gryfice do głównej kwatery króla Gustaw II Adolfa.
Rok 1632 przyniósł Wolinowi względny spokój i pozwolił na częściową odbudowę po zniszczeniach wojennych. Jak informuje Raumer, przeprowadzona kontrola zdolności podatkowej miasta wykazała postępy w odbudowie, w tym restaurację kościoła św. Jerzego (Georgenkirche), na którą fundusze przekazała wdowa po księciu – Steine i Kalf. Pozostało jedynie uzupełnić ołtarz, ambonę oraz wykończenie wnętrza. W związku z tym admirał i dowódca z Kołobrzegu, pułkownik von Wulffparr, skierował kompanię muszkieterów do Wolina.
W 1633 roku mieszkańcy musieli znosić przede wszystkim obciążenia finansowe, związane z utrzymaniem szwedzkich wojsk w Niemczech. Gustaw II Adolf poległ 6 listopada 1632 roku w bitwie pod Lützen, lecz jego armia pozostała w kraju. Część wojsk, wygnanych przez siły cesarskie ze Śląska, przybyła do Pomorza. Generał Duwald zajął kwaterę w Wolinie, a pułkownik Claus von Wopersnow został mianowany komendantem miasta. Okres jego dowództwa przyniósł nowe trudności dla mieszkańców. Według relacji Raumera, Wopersnow sprawował funkcję komendanta aż do 1686 roku, domagając się tygodniowego utrzymania w wysokości 12 talarów oraz zajmując wraz z oficerami 15 domów. Twierdził on, że miasto jest w pełni zaopatrzone w żywność, podobnie jak inne miejscowości pomorskie, oraz że czerpie znaczne dochody od chłopów na obrzeżach, co umożliwia mu pobieranie należności. Magistrat Wolina jednak całkowicie zaprzeczał temu obrazowi dobrobytu.
W grudniu 1633 roku w mieście przebywały także inne jednostki: podpułkownik Berce z szwadronem kawalerii przez cztery tygodnie oraz podpułkownik Twister z oficerami i kompanią piechoty przez sześć tygodni. W tym samym czasie w pobliżu miasta zimowała galera z grupą oficerów. Na początku 1634 roku większość tych oddziałów przeniosła się do Stargardu. W dalszym ciągu Wolin był obciążany przymusową kwaterą oraz znacznymi wydatkami na budowę fortyfikacji przy ujściach Dziwny i Świny.
Jesienią 1635 roku zarówno miasto, jak i wyspa Wolin stały się areną działań wojennych. Jak podaje Raumer, już we wrześniu dla ochrony morskiego podejścia do Wolina rozmieszczono sześć kompanii dragonów, które regularnie wykonywały patrolowe rajdy rozpoznawcze. W październiku, gdy otrzymano wiadomość o zamiarze ataku cesarskiej armii na Wolin, błyskawicznie sformowano armię generała Torstensona na wybrzeżu. Z powodu nagłości działań nie udało się odpowiednio zorganizować zaopatrzenia, co spowodowało znaczne cierpienia mieszkańców wyspy oraz okolicznych terenów pomiędzy Kamieniem, Wolinem i Gryficami.
Pierwszym na miejscu był generał brygady Lilie ze swoim regimentem, z którego sześć kompanii i wielu oficerów zmuszono do zakwaterowania w mieście. Na terenie wyspy łącznie stacjonowało koło 4000 żołnierzy – kawaleria rozmieszczona była w Rzystanowie oraz Skoszewie, artyleria w Recławiu koło Wolina, a dowództwo przebywało na wyspie, czerpiąc znaczne korzyści z jej zasobów. Liczne dwory domenalne (Amtsvorwerke) musiały dostarczać znaczne ilości zboża, owsa i siana.
W połowie października 1635 roku cesarski generał Rudolf Morzin rozpoczął marsz w celu zaatakowania Szwedów. W odpowiedzi szwedzcy dowódcy skoncentrowali swoje siły wokół Wolina. Do bitwy doszło 17 października – wojska cesarskie, mimo przewagi liczebnej, zostały odparte przez Szwedów. W tym czasie żołnierze prowadzili intensywną rekwizycję żywności i zasobów na całym obszarze wyspy. Większość armii szwedzkiej opuściła Wolin 1 listopada, jednak zarówno miasto, jak i wyspa jeszcze przez cały 1636 rok cierpiały wskutek działań wojennych.
W 1636 roku Wolin nawiedziła po raz drugi zaraza. Ponownie zmarła znaczna liczba mieszkańców. Na początku 1636 roku zmarła księżna Zofia. Wkrótce po jej śmierci szwedzki pułkownik von Wopersnow, pełniący komendę w Wolinie, zajął zamek pod pretekstem, iż wyposażenie wnętrz należało do rodu saskiego, z którym Szwecja pozostawała w stanie wojny. Ponadto wszelkie zapasy zboża – uznane przez Szwedów za ruchomy majątek zmarłej księżnej – musiały zostać przekazane do szwedzkich magazynów wojennych. Stan urzędu był wówczas opłakany: cały zapas zboża, w tym groch, len, konopie, słód i piwo, został zarekwirowany przez szwedzkiego prowiantmajstra. Wiele wsi zostało całkowicie opuszczonych, a lasy poważnie zdewastowane. Słowem, urząd Wolin, jaki objął książę Bogusław, przedstawiał jedynie niewielką wartość. Sam książę nie zdołał już niczego uczynić dla odbudowy gospodarstwa. Już po upływie roku zmarł – jako ostatni z pomorskich książąt z rodu Gryfitów. Wkrótce potem przed Wolinem pojawiła się flota szwedzka, dowodzona przez feldmarszałka Johan Banéra. Zajął on zamek książęcy w imieniu własnym, a nie Korony Szwedzkiej, i utrzymywał go przez kolejnych dziesięć lat.
W trzeciej dekadzie wojny trzydziestoletniej wyspa Wolin była już w znacznej mierze wolna od działań wojennych, co pozwoliło mieszkańcom miasta częściowo odbudować lokalną społeczność i gospodarkę.
Pokój westfalski z 1648 roku zakończył trwający trzy dekady konflikt, który przyniósł Niemcom i Pomorzu ogromne zniszczenia. Na mocy postanowień pokojowych wyspa Wolin została przyznana Szwecji. Spadkobiercy feldmarszałka Banéra przekazali zamek i domena wolinska Marii Eleonorze, wdowie po Gustawie II Adolfie. Jeszcze przed swoją śmiercią w 1654 roku przekazała ona te dobra swojej córce, królowej Krystynie, która sprzedała je za 160 000 talarów szwedzkiemu hrabiemu Clasowi Tottowi.
Po przejęciu dóbr przez hrabiego Totta sporządzono inwentarz zamku i budynków przynależnych, porównujący ich stan z okresem, gdy dobra te objęła Maria Eleonora. Wyciąg z tego dokumentu zamieścił dr G. von Bülow w artykule Beiträge zur Geschichte des Schlosses von Wollin, opublikowanym w „Baltische Studien”, t. 35, 1885, s. 165. Zamek wzniesiono z kamienia i cegły na planie czworoboku, z wysoką wieżą bramną w południowo-zachodnim narożniku. Całość otoczona była murem obronnym oraz nawodnioną fosą. Wokół dziedzińca rozmieszczono budynki mieszkalne i gospodarcze. Wjazd prowadził przez most i przedbramie, a samą bramę wyposażono w opuszczaną kratę.
W 1657 roku majątek i urząd woliński przeszedł na własność szwedzkiego generała, hrabiego Schlippenbacha, za sumę 110 000 talarów; pozostał w jego posiadaniu do 1659 roku, kiedy został z niego wyparty. W 1663 roku król Karol XI jako władca wysp ujścia Odry potwierdził przywileje miasta Wolina, nadane jeszcze przez książąt pomorskich. Do zachowanych z tego okresu dokumentów miejskich należy m.in. testament Ewy Maurißen, wdowy po Joachimiе Wolterze, jedwabniku i obywatelu Wolina. Dokument ten, sporządzony 19 października 1670 roku, ustanawiał fundację stypendialną o kapitale 3000 guldenów, przeznaczoną dla niezamożnych studentów wywodzących się z rodziny fundatorki lub z Wolina. Małżeństwo Wolterów było również fundatorami jednego z ołtarzy w kościele św. Mikołaja w Wolinie.
W 1640 roku władzę w Brandenburgii objął Fryderyk Wilhelm, późniejszy „wielki elektor”.  Jego panowanie przypadło na okres licznych konfliktów zbrojnych, w których zmuszony był bronić brandenbursko-pruskiego stanu posiadania oraz roszczeń do ziem pomorskich. Szczególną uwagę kierował na Pomorze, traktując jego przejęcie jako jedno z głównych celów polityki dynastycznej i terytorialnej. Głównym konkurentem Fryderyka Wilhelma w rywalizacji o Pomorze była Szwecja, która od czasów wojny trzydziestoletniej utrzymywała swoje pozycje na wybrzeżu pomorskim oraz na wyspie Rugii. Królestwo Szwecji, nie poprzestając na tym stanie posiadania, dążyło także do przejęcia pruskich portów, co prowadziło do dalszej eskalacji napięć pomiędzy oboma państwami. Fryderyk Wilhelm, dążąc do przejęcia Pomorza, zawarł sojusz z cesarzem Leopoldem I, a także z Danią i Polską.

## Wolin pod panowaniem szwedzkim
Po wymarciu dynastii Gryfitów i zakończeniu wojny, na podstawie postanowień pokoju westfalskiego w 1648 roku Pomorze Zachodnie podzielone zostało między Szwecję i Brandenburgię, a tereny leżące u ujścia Odry dostały się pod panowanie szwedzkie  . Do urzędu Wolin należały dobra Domysłów i Kodrąb, a także wsie: Warnowo, Rekowo, Kołczewo,  Wolmirstedt, Wisełka, Wartowo, Świętouść, Jarszewko, Międzyzdroje (częściowo), Przytór, Ognica, Płocin, Lubin i inne. Mokrzyca Wielka była już wówczas własnością rodziny von Apenborg. W ramach wspólnej kampanii militarnej przeciwko Szwecji w roku 1653 cesarskie oddziały zdobyły dla elektora wyspę Wolin.

Wolin na Pomorzu oblężony i zdobyty szturmem, na rozkaz Jego Ekscelencji, generała artylerii cesarskiej mości cesarza rzymskiego, barona de Souches, przez generała wachmistrza hrabiego Joana Reicharta von Starnberga, dnia 6 września 1659 r

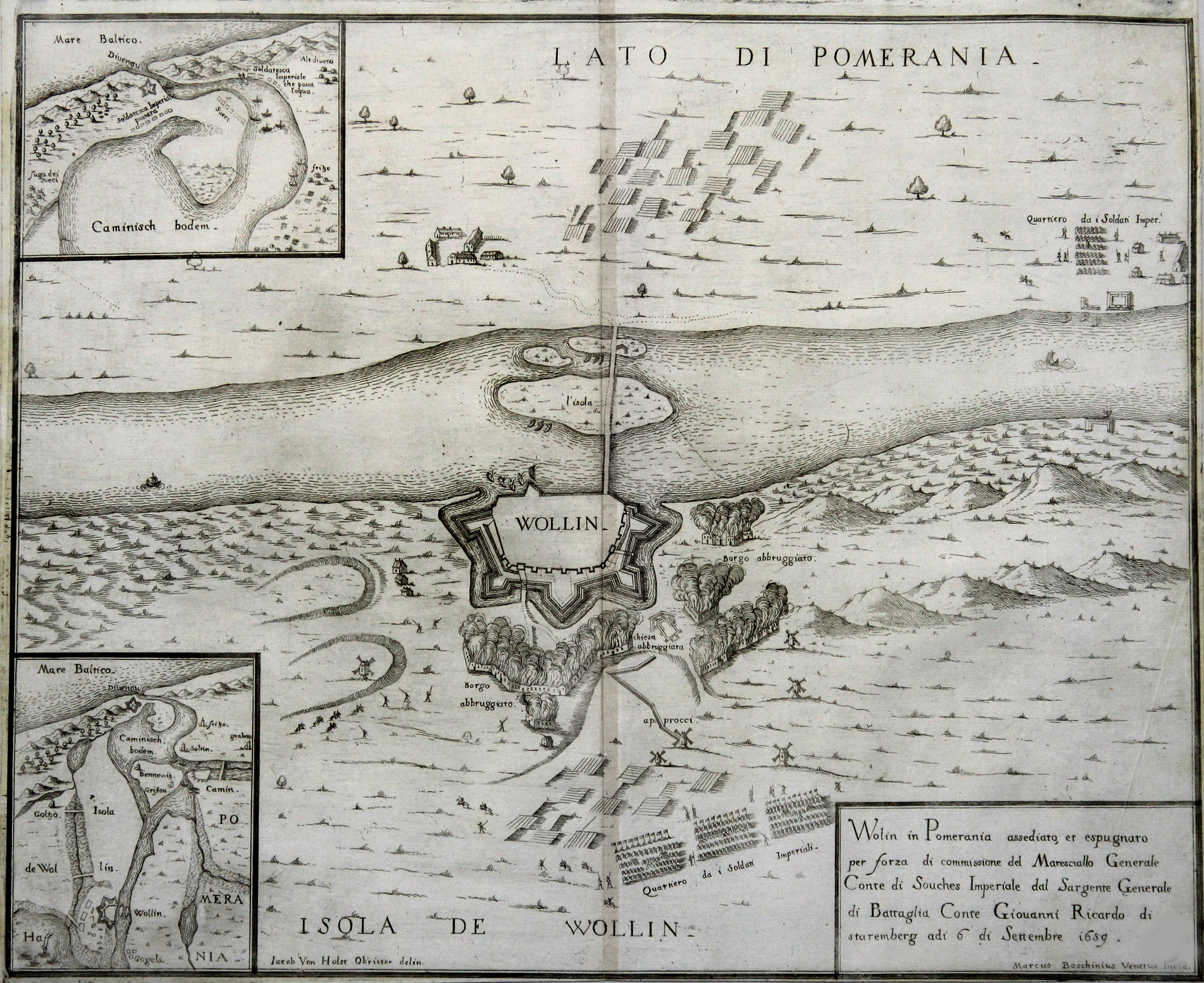
Miedzioryt przedstawiający oblężenie Wolina w 1659 roku. Na obrazie widnieje opis:

Zgodnie z przedstawionym planem miasto Wolin posiadało od strony lądu pięć bastionów. Działania zbrojne rozciągały się od ujścia Dziwny aż po samo miasto. W rejonie Kamienia Pomorskiego znajdowały się szwedzkie okręty, które zostały stamtąd wyparte ogniem artyleryjskim. Na tzw. Wollinschen Werder doszło następnie do starcia pomiędzy piechotą i jazdą szwedzką oraz cesarską, zakończonego wycofaniem się wojsk szwedzkich do miasta. Siły cesarskie podążyły za nimi bezpośrednio. Wycofujący się Szwedzi podpalili przedmieścia znajdujące się poza linią umocnień, jednak ogień przeniósł się także do wnętrza miasta, powodując zniszczenie zamku oraz spalenie połowy zabudowy miejskiej. Oddziały cesarskie prowadziły szturm na wały od strony południowej i zachodniej; zdołały wedrzeć się przez mur od zachodu i sforsować południową bramę, zdobywając miasto po intensywnych walkach. Pomimo militarnego sukcesu, wyspa Wolin nie pozostała w rękach brandenburskich – na mocy postanowień pokojowych została przywrócona Szwecji, co było przedmiotem dużego rozczarowania ze strony Fryderyka Wilhelma. Hrabia Schlippenbach, który wcześniej administrował  urzędem domenalnym w Wolinie, ponownie objął urząd. W roku 1666 zginął tragicznie, topiąc się w Morzu Bałtyckim. Urząd domenalny odziedziczyli jego wdowa i niepełnoletni syn.

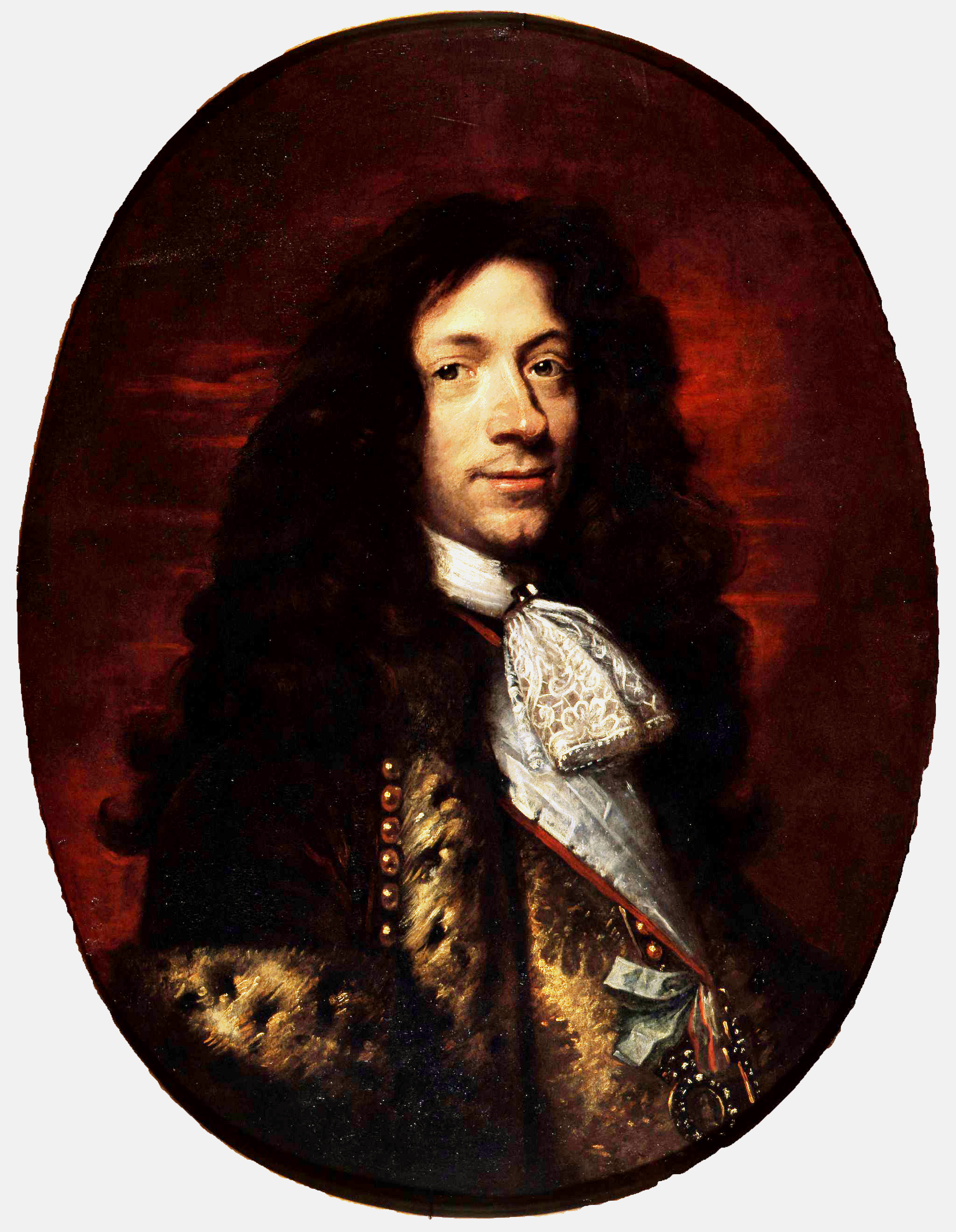
Peder Schumacher Griffenfeld - duński mąż stanu i kanclerz Rzeszy

W latach siedemdziesiątych XVII wieku konflikt pomiędzy Brandenburgią a Szwecją rozgorzał na nowo. Po zwycięskiej bitwie pod Fehrbellin w 1675 roku wojska elektora brandenburskiego Fryderyka Wilhelma wkroczyły do Pomorza Przedniego. Dnia 4 października tego roku oddziały brandenburskie pod dowództwem generała von Schwerina zdobyły szturmem  miasto Wolin. Podczas walk doszło do masakry: żołnierze zabili znaczną część szwedzkiej załogi oraz mieszkańców, którzy stawiali opór. Początkowo Fryderyk Wilhelm przekazał wolińskie starostwo jako lenno dziedziczne duńskiemu kanclerzowi królewskiemu, hrabiemu Peder Schumacher Griffenfeld, lecz wkrótce cofnął ten przywilej. W akcie darowizny z dnia 30 maja 1676 roku elektor przekazał całą Wyspę Wolin wraz z przynależnościami swojej drugiej żonie Dorocie i jej potomkom. Motywacją aktu miała być – według zawartych w dokumencie słów – chęć wynagrodzenia jej za poniesione straty w wyniku zniszczeń dóbr w Schwedt i Vierraden oraz okazanej lojalności. Zastrzeżono jednocześnie, że przekazanie nie obejmuje zwierzchnictwa książęcego ani należnych danin i powinności ze strony poddanych. Znaczenie dokumentu darowizny zostało jednak wkrótce unieważnione postanowieniami pokoju zawartego w 1679 roku w Saint-Germain-en-Laye, na mocy którego wyspa Wolin wróciła pod władzę szwedzką.
Po przejęciu Wyspy Wolin przez Brandenburgię w 1675 roku, Fryderyk Wilhelm I, w celu jej ochrony, polecił wybudować wieżę strażniczą nad cieśniną Świną oraz przeprowadzić modernizację fortyfikacji miejskich Wolina. W okresie krótkotrwałego panowania elektora odnotowano spór kompetencyjny pomiędzy brandenburskimi a szwedzkimi władzami rybackimi. W maju 1679 roku brandenburski urzędnik administrujący Wolinem, von Flemming, zgłosił zwierzchnikowi dworu, von Knesebeckowi, że mistrz rybacki ze Szczecina wzywał przed swoje zwierzchnictwo miejscowych rybaków z Wolina, czym naruszał jurysdykcję księżnej Doroty, formalnej właścicielki dóbr. Wspomniani rybacy, osiedleni na terenach dóbr wolińskich, od dawna zobowiązani byli do pełnienia służb zamkowych i żniwnych w majątku Recław (Hagen). Na mocy obowiązujących regulacji (tzw. „Haffordnung”) chcąc łowić na Zalewie Szczecińskim, musieli uzyskać specjalne pozwolenie od lokalnego administracji. Działania szczecińskiego mistrza rybackiego, który nie tylko sprzeciwiał się tym procedurom, ale próbował również osadzić rybaków na wartę za zbrojny opór wobec egzekucji przepisów, nie zostały poparte przez komendanta, odmawiającego działania bez specjalnego rozkazu. Do rozwiązania sporu nie doszło, ponieważ w czerwcu 1679 roku, na mocy traktatu pokojowego w Saint-Germain, Fryderyk Wilhelm zmuszony był zwrócić wyspę Szwecji. W rezultacie dobra wolińskie, z których księżna Dorota w 1678 roku uzyskała dochód w wysokości 7000 talarów, powróciły do rodu Schlippenbachów. Skalę zniszczeń i regresu gospodarczego, jakiego doświadczyło miasto Wolin po wojnach XVII wieku, ilustruje spis majątkowy (Hufen-Profession) z 1681 roku, przechowywany w archiwum szczecińskim. Wynika z niego, że w tym czasie w mieście istniały zaledwie 23 budy, 36 pełnych, 33 pół-, 7 ćwierć- oraz 9 ósmo-kondygnacyjnych piwnic, uznanych za „użyteczne i podlegające opodatkowaniu” miejsca zamieszkania, obok duchownych, urzędowych i wolnych kwater. Wymieniono także 25 nowo wybudowanych budynków mieszkalnych oraz dwie „nowo wzniesione chaty ogrodowe”. W trudnych warunkach społeczno-gospodarczych końca XVII wieku sytuacja mieszkaniowa w Wolinie była wyjątkowo trudna. Według sprawozdania z 1681 roku, część mieszkańców osiedlała się w prymitywnych schronieniach: „pozostali złożyli sobie szałasy z gałęzi i ziemi oraz wznieśli budki, w których mieli jedynie miejsce do spania, i nie mogą zostać uwzględnieni w opodatkowaniu”. Poza murami miasta, przed Wieck'schen Tor, znajdowało się sześć chałup (każda klasyfikowana jako ćwierć-piwnica), a także sześć gospodarstw należących do tzw. "społeczności wieckiej". Te ostatnie również były wyłączone z ewidencji podatkowej, ponieważ ich mieszkańcy prowadzili koczowniczy tryb życia, utrzymywali się wyłącznie z rybołówstwa i opłacali jedynie czynsz zwierzchniemu właścicielowi, nie przyczyniając się w żaden sposób do miejskiej kontrybucji. Ocena zasobów leśnych w okolicy była równie niekorzystna: „to tylko nieużyteczny krzew zwany bagnem, który nie nadaje się do niczego; poza tym nic tam nie ma”. Także działalność rybacka nie przynosiła miastu realnych dochodów. Choć Wolin posiadał nadane przez księcia prawo połowu na odcinku cieku wodnego między kamieniem granicznym poniżej Sibina a tzw. Lentzbusch, na wysokości końca Roves, a ryby sprzedawano zarówno lokalnym mieszkańcom, jak i przyjezdnym, miasto czerpało z tego jedynie „gołe prawo” – bez zysków. W tej wyjątkowo trudnej sytuacji, już w kolejnym roku – w 1682 – Wolin nawiedził kolejny kataklizm. Wielki pożar zniszczył znaczną część miasta.

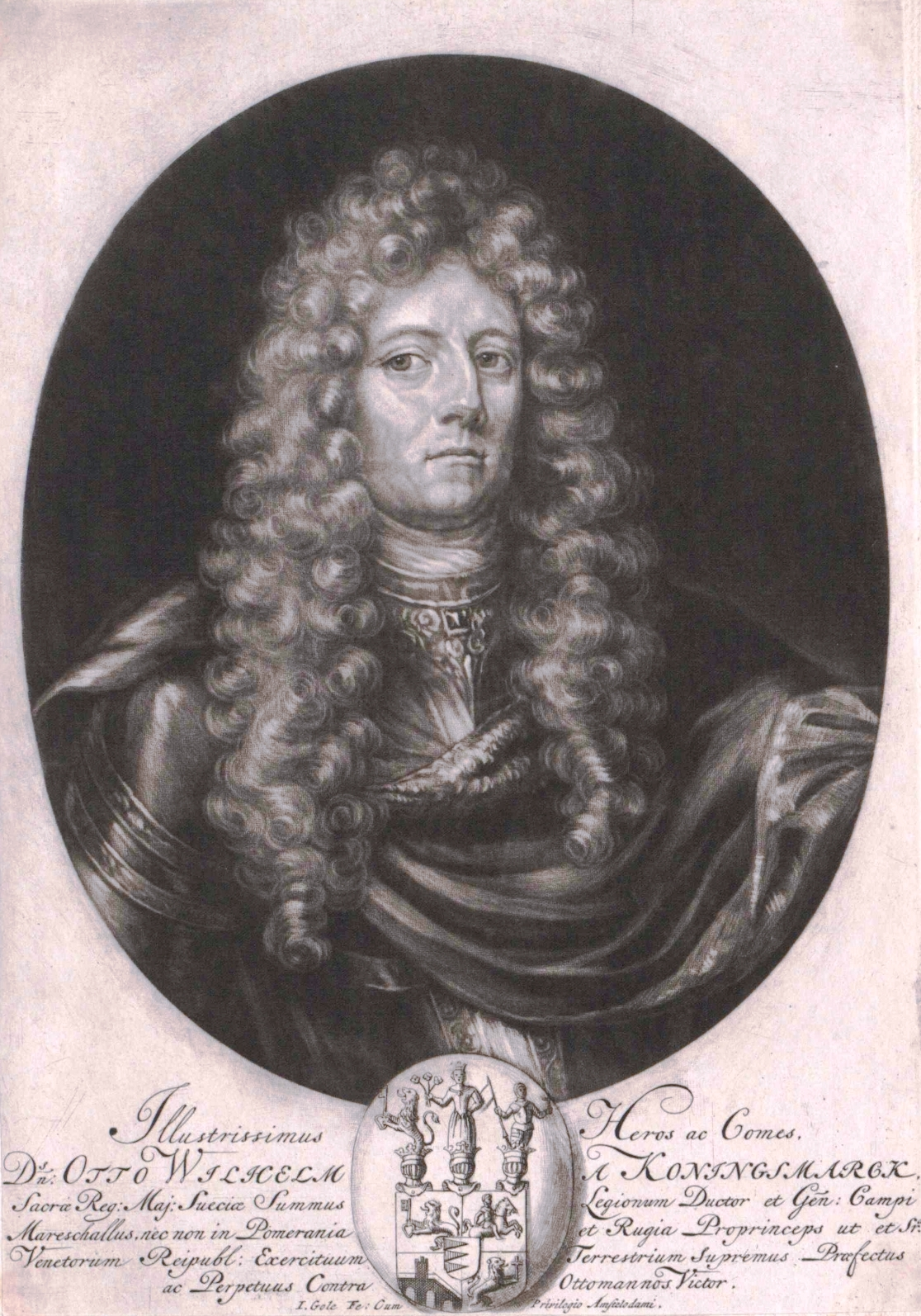
Hrabia Otto Wilhelm von Königsmarck

Dobra wolińskie, osłabione przez wojnę, zniszczenia i zubożenie, w 1686 roku ponownie zmieniły właściciela. Hrabia Königsmarck, szwedzki feldmarszałek, przejął je od rodziny Schlippenbachów jako formę spłaty ich długu wobec Korony Szwedzkiej. Równocześnie objął majątek we własne posiadanie, powołując się na przysługujące mu roszczenia wobec państwa. W późniejszym czasie Königsmarck zrezygnował jednak ze swoich praw do majątku, ponieważ otrzymał rekompensatę w postaci dóbr ziemskich w Schoonen. W rezultacie Korona Szwedzka przywróciła własność rodziny Schlippenbachów, zabezpieczając sobie jedynie prawo pierwokupu za kwotę 40 000 talarów. Nowym właścicielem został syn poprzedniego, tragicznie zmarłego posiadacza. Osiedlił się on w Wolinie i wybudował obok starego, zniszczonego urzędu miejskiego nową, mniejszą rezydencję. Układ własnościowy nie zmieniał się aż do czasu wybuchu wojny północnej. W międzyczasie, w 1680 roku, szwedzki garnizon przeprowadził częściową demilitaryzację miasta. Zlikwidowano wały ziemne, palisady, strażnicę wraz z redutą oraz bramę mostową nad Świną, która została rozebrana kilka lat później. Przez blisko dwie dekady Wolin pozostał miastem nieufortyfikowanym, aż w 1710 roku władze szwedzkie uznały konieczność odbudowy systemu obronnego. Już rok wcześniej w Wolinie stacjonowały oddziały szwedzkie.
Nowe umocnienia, oddane do użytku w październiku 1710 roku, zostały w znacznej mierze wzniesione dzięki pracy przymusowej oraz finansowemu wkładowi mieszkańców miasta i wyspy. Obejmowały one m.in. redutę na Górze Wisielców przed Wolinem, umocnienia ziemne wokół miasta, redutę w Recławiu a także szereg mniejszych obiektów obronnych wzdłuż Dziwny. Odnowiono również fortyfikacje przy ujściach Dziwny i Świny. Równolegle działania prewencyjne podejmowały władze pruskie, które w wyniku pokój w Saint-Germain-en-Laye (1679) przejęły kontrolę nad terytorium na prawym brzegu Dziwny. W 1711 roku, pod pretekstem zapobiegania rozprzestrzenianiu się dżumy, utworzono w przygranicznej wsi Recław punkt kontrolny – ustawiono szlaban i rozlokowano posterunek wojskowy. Jego zadaniem było uniemożliwienie niekontrolowanego przekraczania mostu przez Dziwnę. Sytuacja ta była niekomfortowa dla mieszkańców Wolina, którzy bez zgody straży nie mogli przemieszczać się poza granice miasta. Protesty rządu szwedzkiego przeciwko wzniesieniu szlabanu granicznego nie przyniosły rezultatów.
W 1710 roku Wolin po raz trzeci został nawiedzony przez epidemię dżumy. Najbardziej dotkniętym obszarem była dzielnica Wieck, gdzie odnotowano 80 ofiar śmiertelnych. Epidemia pochłonęła życie obu duchownych posługujących w kościele św. Mikołaja oraz wielu mieszkańców miasta.
Zacięte walki Wielkiego Elektora o  Pomorze w latach 1675–1679, mimo pewnych sukcesów militarnych, nie przyniosły dynastii Hohenzollernów trwałego zdobyczy terytorialnych — Pomorze Przednie oraz wyspy na Odrze pozostały pod kontrolą Szwecji. Taki stan utrzymał się również za panowania jego następcy, Fryderyka I, pierwszego króla Prus, który prowadził politykę ścisłej neutralności w obliczu licznych konfliktów pomiędzy państwami nordyckimi. Fryderyk I zmarł w roku 1713, a jego syn i następca, Fryderyk Wilhelm I, początkowo wydawał się skłonny do kontynuowania tej polityki. Sytuacja międzynarodowa uległa jednak zmianie, co doprowadziło do wciągnięcia Prus w działania wojenne na północy Europy. Dodatkowym impulsem była ambicja nowego monarchy, by pozyskać Pomorze dla korony pruskiej. W pierwszej kolejności Fryderyk Wilhelm I próbował osiągnąć ten cel na drodze dyplomatycznej — zaoferował królowi Karolowi XII przejęcie przez Prusy pieczy nad szwedzkimi twierdzami w Pomorzu do czasu zakończenia wojny pomiędzy Szwecją a jej przeciwnikami. Gdy propozycja ta została odrzucona, monarcha przystąpił do sojuszu z Rosją, Danią i Polską, przygotowując się do otwartej wojny ze Szwecją.

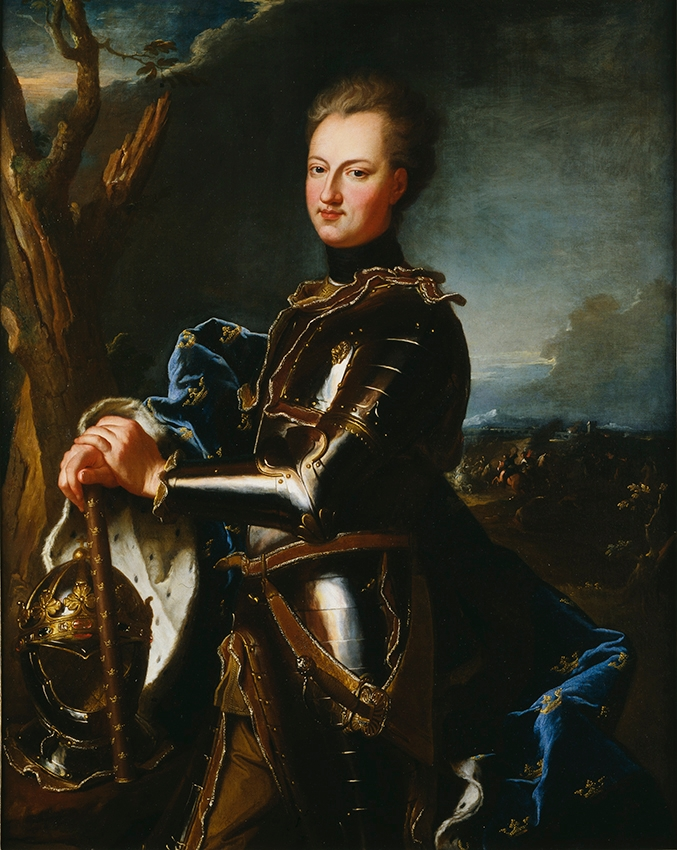
Karol XII

W czasie trwania tego konfliktu miasto Wolin odegrało istotną rolę jako punkt strategicznego oparcia dla wojsk pruskich. Pod koniec kwietnia 1715 roku Szwedzi zajęli Uznam, biorąc do niewoli stacjonujące tam oddziały pruskie. Szwedzi, po zajęciu Uznamu, wypuścili wzięte do niewoli oddziały pruskie i nie stawiali przeszkód ich wycofaniu się do Wolina. Dowódcą pruskim na wyspie i w mieście był wówczas generał major von Schwerlich, który niezwłocznie po otrzymaniu wieści o zajęciu Uznamu przez Szwedów sprowadził dodatkowe siły piechoty i kawalerii w celu wzmocnienia pozycji. W działaniach wspierał go także dowódca sił pruskich na Pomorzu, generał major von Borcke, stacjonujący w Szczecinie.
Po ataku Szwedów na szaniec nad Świną na wyspie Wolin, do miasta skierowano także regiment kirasjerów z Kamienia Pomorskiego oraz znajdujący się w marszu z Pomorza Tylnego do Szczecina regiment dragonów. Wolin, zgodnie z relacjami, był wówczas silnie zmilitaryzowany i przygotowany do obrony. Generałowi Schwerlichowi nakazano utrzymać miasto za wszelką cenę — do jego dyspozycji pozostawało sześć batalionów i siedem szwadronów w obrębie miasta oraz trzy bataliony i trzy szwadrony w jego najbliższym otoczeniu. Zajęcie Uznamu stało się sygnałem dla Fryderyka Wilhelma I do podjęcia zdecydowanych działań militarnych. O kampanii pomorskiej roku 1715 szczegółowo pisał dr Hermann Voges w „Baltischen Studien” (nowa seria, tom 7). Z relacji tych wynika, że pod koniec kwietnia 1715 roku generał porucznik von Arnim zastąpił Schwerlicha na stanowisku dowódcy wojsk pruskich przy Wolinie. Jego zadaniem było utrzymanie kontroli nad wyspą Wolin, obserwowanie ruchów wojsk nieprzyjacielskich na Uznamie, przeciwdziałanie ich ewentualnym posunięciom oraz ograniczenie działalności szwedzkich okrętów kaperskich na wodach Zalewu Szczecińskiego.
Równocześnie siły pruskie wokół Wolina zostały dodatkowo wzmocnione, a miasto – zgodnie z rozkazem królewskim – przystosowano do obrony. Prace fortyfikacyjne wykonano przy pomocy 400 chłopów i 120 żołnierzy, zaś z Kołobrzegu przysłano 21 dział artyleryjskich. Po zakończeniu prac fortyfikacyjnych w mieście, 400 chłopów zostało skierowanych do budowy ciągłej linii umocnień oraz dwóch redut między morzem a Kamieniem Pomorskim. Gdy zagrożenie szwedzkiego ataku na Wolin minęło, część stacjonujących tam wojsk została wycofana. Wkrótce siły szwedzkie zostały wyparte przez wojska koalicji z Pomorza Przedniego oraz Rugii.
Śmierć króla Karola XII w 1718 roku podczas oblężenia Fredriskhald doprowadziła do zmiany sytuacji politycznej. Jego następczyni, królowa Ulrika Eleonora, zawarła w 1720 roku pokój ze stronami konfliktu w Sztokholmie. Na jego mocy Prusy weszły w posiadanie długo upragnionych wysp na Odrze oraz części Pomorza Przedniego, w tym miasta Wolin. Król Fryderyk Wilhelm I, który osiągnął to niewielkim kosztem w porównaniu do wysiłków i walk prowadzonych wcześniej przez jego dziada, wykupił następnie od hrabiego Schlippenbacha Wolin za sumę 70 000 talarów i przekształcił go w państwową domenę.

### Wojny prusko-szwedzkie
Szwedzi władali wyspą i okolicą pomorską do 1720 roku , gdy w wyniku układu sztokholmskiego kończącego część zmagań Wielkiej Wojny Północnej, Szwedzi odsprzedali Wyspy za 10 milionów talarów w złocie Królestwu Prus, a następnie Rzeszy Niemieckiej  . W rękach niemieckich pozostawał Wolin następnie do 1945 roku, czyli przez 225 lat.
Po przejęciu wysp na Odrze na mocy pokoju sztokholmskiego w 1720 roku, głównym celem polityki króla Fryderyka Wilhelma I stało się podniesienie sytuacji gospodarczej nowo nabytych terytoriów. W ciągu dwóch dekad, jakie pozostały mu na tronie, podjął on szereg działań zmierzających do rozwoju rolnictwa, handlu oraz rzemiosła. Po jego śmierci w 1740 roku władzę objął jego syn, Fryderyk II, którego panowanie – zarówno w czasie pokoju, jak i wojny – przeszło do historii jako epoka wielkich osiągnięć państwowych. Także Wolin i okolice zawdzięczają mu znaczne wsparcie kulturowe i gospodarcze. Do najważniejszych inicjatyw należało sprowadzenie kolonistów, osuszenie Uskoku Domysłowskiego (Dannenberger Bruch) oraz wprowadzenie uprawy ziemniaka w obrębie miasta Wolin.

#### Wolin w czasie wojny siedmioletniej

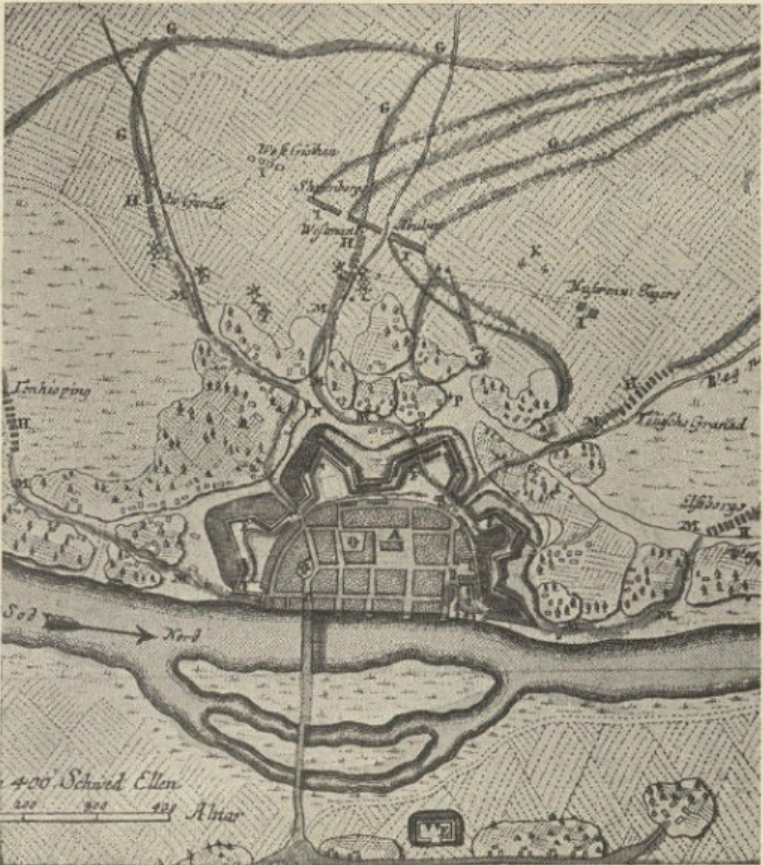
Plan zdobycia Wolina przez Szwedów 16 września 1759 roku
Opis: Kreskowane linie przedstawiają podejście różnych szwedzkich oddziałów w kierunku miasta. Znaczenia symboli są następujące:
A – ratusz miejski,
B – Brama Świny,
C – Wiecker Tor,
D – Brama Królewska (Königstor),
E – szańce pod Hagen,
F – pozycja wyjściowa wojsk pruskich na miejskich wałach,
G – kierunek natarcia wojsk szwedzkich,
H – miejsce oczekiwania na sygnał do ataku,
I – odwód,
K i L – baterie haubic,
M – miejsce szturmu,
N, O, P, Q – kolejne stanowiska baterii haubic.

Wojna siedmioletnia (1756–1763), podczas której Fryderyk II musiał bronić swojego państwa przed koalicją europejskich potęg, dotknęła również Wolin. W związku z zagrożeniem ze strony Szwecji, 1 stycznia 1759 roku król nakazał skierowanie wojsk pod dowództwem generała hrabiego Dohny do Szwedzkiego Pomorza Przedniego. Pomimo zadania przeciwnikowi znacznych strat, sytuacja zmieniła się po oddelegowaniu Dohny na teatr działań wojennych na Śląsku. Szwedzi odzyskali inicjatywę, wysłali flotę na Zalew Szczeciński i podjęli próbę ponownego opanowania wysp na Odrze. Z inicjatywy Dohny kupiec Daniel Schultz ze Szczecina sfinansował wyposażenie niewielkiego eskadry złożonej z dwunastu statków i załogi liczącej 603 ludzi. Eskadrą dowodził kapitan morski Schwartz. 10 września 1759 roku doszło do starcia na zalewie. Szwedzi zaatakowali flotę pruską około godziny dziewiątej rano. Mimo przewagi liczebnej przeciwnika, Prusacy stawili zacięty opór. W wyniku walki, która trwała siedem godzin, dwie pruskie galery dostały się w ręce wroga, a reszta eskadry została zmuszona do odwrotu. Przy braku wiatru udało się uciec jedynie trzem statkom, pozostałe zostały przejęte przez Szwedów. Mimo to Prusacy odnieśli sukces taktyczny – trzy szwedzkie okręty, trafione ogniem artyleryjskim, poszły na dno. W tym samym czasie szwedzkie siły lądowe, dowodzone przez generała hrabiego Versena, zdobyły w dniach 6–7 września umocnienia w Świnoujściu oraz na Warszowie (Ostswiner Hasenschanze), a następnie ruszyły na Wolin. Miasto zostało zdobyte szturmem. Szwedzi zaatakowali z czterech stron, wspierani ogniem artylerii rozmieszczonej na okolicznych wzgórzach. Pruska załoga stawiła zacięty opór na murach obronnych, jednak wobec przewagi liczebnej nieprzyjaciela została zmuszona do odwrotu. Z tego wydarzenia zachowała się mapa przedstawiająca szwedzki szturm na Wolin, przechowywana była jeszcze przed wojną w ratuszu miejskim.
Po zdobyciu Wolina przez siły szwedzkie oddziały pruskie wycofały się do pobliskiej wsi Recław, gdzie zajęły pozycje defensywne, mające na celu uniemożliwienie przeciwnikowi przeprawy na prawy brzeg Dziwny. Pod koniec 1759 roku Szwedzi opuścili wyspę, a do miasta ponownie wkroczyły wojska pruskie. W roku 1761 wojska szwedzkie po raz kolejny pojawiły się na wyspach odrzańskich. Dowodzący nimi generał Ehrensvärd bez walki zajął Wolin, a następnie zbudował mosty przez Dziwnę, zamierzając przemieścić swe siły w kierunku Kołobrzegu, który znajdował się wówczas pod oblężeniem armii rosyjskiej. Plan wsparcia Rosjan nie został jednak zrealizowany dzięki interwencji pruskiego generała księcia von Bevern, który wysłał do Wolina oddziały oraz środki przeprawowe. Prusacy spalili mosty i zablokowali możliwość przekroczenia rzeki przez wojska szwedzkie.
Szwedzka flota ponownie wkroczyła na wody Zalewu Szczecińskiego. W rejonie Trzebieży (Ziegenort) stacjonowało sześć pruskich szalup, stanowiących część umocnień brzegowych. Gdy ich dowódca, porucznik Müller, uzyskał informacje o zbliżającej się flocie szwedzkiej, 5 września 1761 roku przeprowadził śmiały atak na jedną z galer przeciwnika, zdobywając ją wraz z jeszcze jednym okrętem nieprzyjaciela. Mimo iż załoga pruskich szalup liczyła zaledwie 60 żołnierzy, zdobyto łącznie 20 dział oraz inne wyposażenie wojskowe, a także wzięto do niewoli 64 żołnierzy szwedzkich, w tym dwóch oficerów. Pod koniec listopada 1761 roku szwedzka flota opuściła Zalew Szczeciński, a ich siły lądowe wycofały się z wysp odrzańskich – nie powracając już więcej w ten rejon. W dniu 22 maja 1762 roku w Hamburgu zawarto pokój między Prusami a Szwecją, na mocy którego obie strony zrzekły się wszelkich roszczeń odszkodowawczych. Po zakończeniu wojny siedmioletniej rzeka Peene pozostała granicą między Pomorzem Szwedzkim a Pomorzem Pruskim, a Wyspy Uznam i Wolin nadal znajdowały się w posiadaniu Prus. Dopiero po upływie pół wieku, na kongresie wiedeńskim w 1815, udało się całe Pomorze ostatecznie podporządkować pruskiemu zwierzchnictwu.

## Wolin pod panowaniem Pruskim i Niemieckim
W okresie panowania Fryderyka II Wielkiego Wolin posiadał, jak wynika z zestawienia majątku miejskiego z roku 1743, nadal dwa wsie oraz trzy dobra rycerskie. W czasach pruskich nastąpiło ożywienie działalności budowlanej w mieście. O ile w roku 1721 w obrębie murów miejskich istniały jeszcze 37 opuszczone działki, to do roku 1743 ich liczba zmalała do zaledwie sześciu. W tym czasie w mieście znajdowało się 200 domów z dachami pokrytymi dachówką, 105 domów krytych strzechą oraz 70 stodół. Ostatnie dziesięciolecia XVIII wieku nie przyniosły Wolinowi wydarzeń o szczególnym znaczeniu. Miasto stopniowo podnosiło się z licznych wcześniejszych udręk i jego ogólna sytuacja ulegała poprawie. Pruska część Pomorza została w tym czasie objęta nowym podziałem administracyjnym na powiaty. Powiat woliński (niem.  Wollinscher Kreis) obejmował wyłącznie wyspę Wolin o powierzchni 4,25 mil kwadratowych. Powiat ten do zakończenia II wojny światowej dzielił wspólnego landrata z powiatem uznamskim. Miasto posiadało wówczas trzy bramy: Królewską, Świnoujską i Wiecką. Cztery jego przedmieścia nosiły nazwy: Ratswieck, Scheunhöfe, Gärten i der Hagen (Recław).
W 1777 roku w mieście i przedmieściach istniało łącznie 200 domów z dachami pokrytymi dachówką, 167 domów krytych strzechą oraz 81 stodół. W roku 1789 liczby te wynosiły odpowiednio 208, 162 i 85. Dla roku 1791 podano te same dane statystyczne. W tym samym roku miasto posiadało 68 studni, zarówno publicznych, jak i prywatnych. Na potrzeby przeciwpożarowe dysponowano dwoma metalowymi oraz 370 drewnianymi sikawkami, 161 drabinami, 370 skórzanymi wiadrami, 370 hakami oraz 10 beczkami na wodę.
W roku 1791 magistrat miasta Wolin składał się z kierującego burmistrza sądowego (Justizbürgermeister pełniącego jednocześnie funkcję syndyka), burmistrza policyjnego (Polizeibürgermeister), skarbnika, dwóch senatorów oraz sekretarza. Do majątku miejskiego należały w tym czasie dwa wsie, trzy folwarki, cztery wiatraki, jedna młyn koński oraz jeden "młyn korowy" (Lohmühle), a także 34 paleniska i 13 gospodarstw chłopskich.
Państwowa domena królewska (niem. königliches Amt Wollin) obejmowała w 1791 roku 21 pełnych wsi, jedną wieś współdzieloną, 6 folwarków, jedno gospodarstwo czynszowe, młyn wodny, 6 wiatraków, wapiennik, 2 smołownie i 4 leśnictwa. W jej skład wchodziły ponadto 388 palenisk, 3 parafie, jeden wolny sołtys (niem. Freischulze), 76 chłopów pełnorolnych, 60 półrolnych, 3 kaznodziejów oraz 7 kościelnych i nauczycieli.
Dzierżawcą domeny przez długi czas był niejaki Ladewig, w którego rodzinie dzierżawa pozostawała przez ponad sto lat. Później przeszła ona na jego zięciów: Rosenfelda i Ferno. Na początku XIX wieku, w roku 1802, właściciele gospodarstw chłopskich i zagrodniczych należących do urzędu królewskiego wykupili obowiązek świadczenia robocizny ręcznej i zaprzęgowej, a mniej więcej w tym samym czasie sprzedano stare budynki urzędowe w Wolinie. Siedziba dzierżawcy została przeniesiona do folwarku Kodrąb, od którego wzięła nazwę późniejsza domena. Nabywcą dawnych zabudowań urzędowych został sprzedawca soli von Below; zakupił on dom mieszkalny, dwie stajnie i wozownie, ogrody, dziedziniec zamkowy oraz trzcinowisko za 3000 talarów oraz roczny czynsz w wysokości 12 talarów i 18 groszy.
W początkach XIX wieku Wolin pozostawał miejscowością spokojną, rozwijającą się w warunkach względnego pokoju i stabilizacji gospodarczej. Jednak już wkrótce wydarzenia związane z wojnami napoleońskimi, zapoczątkowane dążeniem cesarza Napoleona Bonapartego do dominacji w Europie, objęły również ten region. Po klęsce Prus w kampanii 1806–1807 roku terytorium Pomorza, w tym Wolin, ponownie znalazło się w zasięgu działań wojennych.

### Wolin w czasie wojen napoleońskich
Wraz z rokiem 1806 rozpoczął się dla Prus i szerzej – dla Niemiec – okres głębokiego kryzysu militarnego i politycznego. Armia, uformowana jeszcze przez Fryderyka II Wielkiego, lecz niedostosowana do warunków nowoczesnej wojny, poniosła druzgocącą klęskę w bitwie pod Jeną. Wśród licznych przejawów patriotycznego żalu i rozczarowania, które ogarnęły społeczeństwo pruskie, szczególne znaczenie miały postawy mieszkańców Pomorza. Obok przykładów zniechęcenia i rezygnacji odnotowano również liczne akty poświęcenia i niezłomnej wierności sprawie państwowej. Symbolem oporu wobec napoleońskiego okupanta stała się bohaterska obrona Kołobrzegu, która na trwałe wpisała się w historię pruską i niemiecką. Z Kołobrzegu rozprzestrzeniały się działania wojenne obejmujące również Wolin. Tam właśnie udał się ciężko ranny w bitwie pod Jeną Ferdinand von Schill, by kontynuować walkę przeciwko Francuzom. Zorganizowany przez niego oddział kawalerii, mimo niewielkiej liczebności, zdołał uratować zapasy z królewskich magazynów wojskowych znajdujących się w Kamieniu Pomorskim i Wolinie, przed nadciągającymi oddziałami francuskimi. W Wolinie cennego wsparcia w tej operacji udzielił miejscowy sekretarz wojenny Kaiser, którego zasługi zostały odnotowane z uznaniem. Sukcesy Schilla przyniosły mu zgodę komendanta twierdzy Kołobrzeg, Lucadou, na utworzenie własnego oddziału kawalerii w sile początkowo 40 ludzi, złożonego z tzw. „rancjonowanych”, z którym podejmował kolejne wypady zbrojne. Wkrótce jednak Lucadou ponownie zatrzymał go w obrębie murów Kołobrzegu, a do zmiany postawy komendanta mogła przyczynić się nieudana wyprawa kapitana von Waldenselsa na Wolin 6 stycznia 1807 roku, w której Schill nie brał udziału. Opis tej ekspedycji zachował się m.in. w publikacji Hermann Petricha Pommersche Lebens- und Landesbilder.
Pomimo że kawaleria Schilla została w dużej mierze zdziesiątkowana podczas nieudanego przedsięwzięcia, śmiały dowódca – który w tym samym czasie przebywał chory w Gryficach z powodu dawnych ran – nie uległ zniechęceniu. Nadal organizował oddziały tzw. „rancjonowanych” i zadawał wrogowi wymierne straty. Jeden z jego podkomendnych, podoficer Poppe, udał się ponownie w kierunku Wolina, który został już wcześniej opuszczony przez wojska francuskie i obsadzony jedynie słabym oddziałem sześciu żołnierzy. Poppe pojmał ten oddział i wraz z większością uzbrojenia utraconego 6 stycznia, przewiózł je do Gryfic. W następstwie tych wydarzeń Wolin obsadzony został przez nowy garnizon włoski, który podjął nieudaną próbę rozbicia 25-osobowego oddziału strzelców Schilla w rejonie Stepnicy. Po poniesieniu znacznych strat oddział włoski zmuszony był do odwrotu i powrotu do Wolina bez sukcesu. Na początku lutego Schill podjął próbę zdobycia Wolina z zaskoczenia, chcąc przejąć strategiczną kontrolę nad wyspami na Odrze. Wyruszył z Gryfic w kierunku Dziwny, licząc, że przy panującym wówczas silnym mrozie uda się przedostać do miasta po zamarzniętej cieśninie. Zadanie zdobycia miasta miało wykonać nowo utworzone batalion piechoty liczący 400 żołnierzy, podczas gdy od strony Kamienia Pomorskiego planowano przeprowadzić atak wspierający. Podczas postoju w lesie koło Troszyna Schill dowiedział się, że Dziwna w środkowym biegu była wolna od lodu, co uniemożliwiało jej sforsowanie. Dalsze działania wojenne korpusu Schilla w rejonie Pomorza zostały wstrzymane po niepowodzeniach, jakie go spotkały. Późniejsza próba opanowania Wolina i wysp na Odrze przy wsparciu wyzwolonego przez Szwedów Stralsundu również zakończyła się niepowodzeniem, z uwagi na skierowanie z Kołobrzegu do Pomorza Przedniego silnego korpusu francuskiego, który przejął kontrolę nad wyspami odrzańskimi.
Wkrótce potem zawarto pokój tylżycki (1807), co oznaczało zakończenie działań wojennych także na Pomorzu. Ich skutkiem była skrajna nędza – Francuzi całkowicie wyczerpali zasoby regionu, pozostawiając miejscową ludność w głębokim kryzysie. Po latach bezwzględnej okupacji, gdy Prusom ponownie zaświtała nadzieja wolności, mieszkańcy Pomorza odegrali swoją rolę w walkach wyzwoleńczych. Liczne nazwiska umieszczone na tablicach poległych w kościołach Wolina świadczą o tym, że także młodzież i mężczyźni z tej miejscowości gotowi byli przelewać krew i oddać życie za króla i ojczyznę. Na mocy drugiego pokoju paryskiego z 1815 roku Szwecja utraciła ostatnie posiadłości pomorskie, a całe Pomorze Zachodnie znalazło się w granicach Prus. Wolin, który nadal posiadał elementy fortyfikacji, został przekształcony w miasto otwarte. Jeden z obiektów obronnych – wieża prochowa po zachodniej stronie miasta – został rozebrany w 1828 roku, a uzyskany w ten sposób materiał kamienny wykorzystano do budowy nowego gmachu miejskiej szkoły, jak odnotowano w archiwum szkolnym w Wolinie.

### Wolin po 1815 roku
Po zakończeniu wojen wyzwoleńczych, które położyły kres dominacji napoleońskiej w Europie, rozpoczął się proces stopniowego leczenia ran zadanych państwu pruskiemu przez konflikty z Francją. Ożywieniu uległy handel i życie gospodarcze, a także w miejscowościach szczególnie dotkniętych wojną pojawiły się oznaki ponownego rozwoju. Dla Wolina dekady następujące po zakończeniu działań wojennych były okresem spokojnego i systematycznego rozwoju. Miasto nie odzyskało jednak znaczenia, jakim cieszyło się w dawnych wiekach. Pozostało niewielką miejscowością o charakterze prowincjonalnym, która jednak z czasem zyskiwała coraz bardziej przyjazny charakter i stawała się ponownie miejscem cenionym przez swoich mieszkańców. Liczba ludności rosła z dekady na dekadę: w 1740 roku Wolin zamieszkiwało 1621 osób, w 1782 roku – 1908, a w 1794 roku – 2217. Do tego momentu w mieście nie odnotowano obecności wyznawców judaizmu. W połowie XVIII wieku Wolin stał się jednym z kilku miast typowanych do założenia w nich zakładów produkcyjnych . Społeczność żydowska w Berlinie zasugerowała wówczas, by w mieście otworzyć 42 przędzalnie oraz sprowadzić do miasta Żydów. Jednym z atutów miała być możliwość dogodnego budowania nowych domów . W latach 1813–1850 do miasta przybyło około 25 rodzin żydowskich m.in. z Węgorzyna, Reska, Gryfic, Mirosławca, Wałcza, Kwidzyna i Berlina . Prawie wszyscy utrzymywali się z handlu.

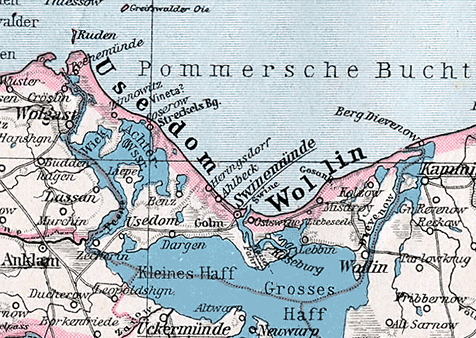
Od 1818 do 1945 roku wolin znajdował się w niemieckim powiecie Usedom-Wollin

Według spisu ludności z 1812 roku miasto liczyło 2614 mieszkańców (w tym 6 katolików i 5 Żydów). W 1816 roku było ich 2524 (5 katolików i 22 Żydów), w 1831 – 3472 (5 katolików i 55 Żydów), w 1843 – 4034 (6 katolików i 98 Żydów), w 1852 – 4591 (9 katolików i 90 Żydów), a w 1861 – 5039 (9 katolików i 106 Żydów). W roku 1864 odnotowano 5200 mieszkańców, w 1871 – 5167, w 1875 – 5336, a w 1880 – 5652. W roku 1849 w Wolinie mieszkało 90 osób pochodzenia żydowskiego, dwadzieścia lat później, w 1871 już 113 osób, a w 1884 aż 141 osób, i była to prawdopodobnie największa liczba żydów w mieście . W latach kolejnych liczba ta się zmniejszała (w roku 1889–96 osób, 1913–69). Największą liczbę ludności miał Wolin w roku 1880. Wkrótce jednak nastąpił ponowny spadek liczby mieszkańców. Dynamiczny rozwój przemysłu doprowadził do gwałtownego wzrostu miast dużych, a dążenie do łatwiejszego zarobku i korzystania z wygód życia miejskiego wywołało zjawisko migracji ze wsi do miast, które obejmowało nie tylko wsie i majątki ziemskie, lecz także mniejsze miasta. Już spis ludności z 1885 roku wykazał, wbrew oczekiwaniom wzrostu, zmniejszenie liczby mieszkańców o 407 osób. W tym roku Wolin liczył jedynie 5245 mieszkańców. W 1890 liczba ta spadła do 4967, w 1895 – do 4899, a w 1900 – do 4679. Oznaczało to ubytek blisko tysiąca osób w ciągu ostatniego ćwierćwiecza.

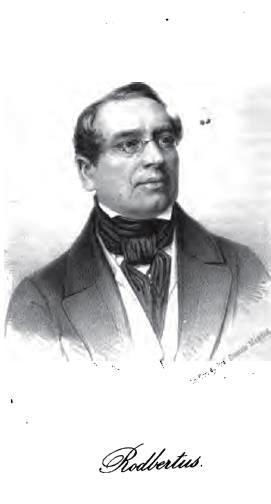
poseł Karl Rodbertus

Na dzień 1 października 1904 w Wolinie znajdowało się 606 budynków mieszkalnych. Ulice nosiły następujące nazwy: Oberstraße, Mittelstraße, Unterstraße, Markt, Heiligegeiststraße, Nikolaistraße, Georgenstraße, Bugenhagenstraße, Zwischen den Brücken, Rosenstraße, Mauerstraße, Vordere Ratswiek, Amtswiek, Hintere Ratswiek, Plantagenstraße, Mühlenstraße, Neuer Weg, Am Heck, Michaelisstraße, Grabenstraße, Wallstraße, Reitbahn, Magazinstraße, Ackerwerkstraße, Schloßstraße, Fließstraße, Wachstraße, Wiesenstraße, Alte Gartenstraße i Neue Gartenstraße.
Ruchy polityczne połowy XIX wieku nie ominęły również Wolina, jednak brak jest szczegółowych zapisów dotyczących lokalnych wydarzeń. W tzw. „szalonym roku” 1848 miało w Wolinie dojść — prawdopodobnie w związku z niezadowoleniem z wyników podziału gruntów wspólnych — do niewielkich zamieszek, skierowanych przeciwko burmistrzowi Goetschowi. Wydarzenia te nie pociągnęły jednak za sobą poważniejszych konsekwencji.
Podobnie jak w innych większych i mniejszych miastach, także w Wolinie magistrat wezwał mieszkańców do utworzenia straży obywatelskiej, która w burzliwych dniach roku 1848 skutecznie zapobiegła dalszym wystąpieniom o charakterze rewolucyjnym. Mimo że w Szczecinie i innych miastach Pomorza ruchy polityczne przybierały gwałtowny charakter, przejście Prus od absolutyzmu do konstytucjonalizmu przebiegło w Wolinie w sposób spokojny. Również wybory polityczne, którymi zajmowano się w 1848 roku, nie przyniosły istotnych napięć. W przeprowadzonych 1 maja wyborach elektorów do Landtagu wybrano obywateli: właściciela browaru Brandta, protokolanta Jahna, farbiarza Dahmsa, kupca Gotthilfa Köppego, Qnatznera Hildebrandta, kapitana Schentza, właściciela młyna Krügera oraz muzyka Wintera. Zadaniem elektorów było 8 maja w Świnoujściu dokonać wyboru posła okręgu. W tym samym dniu wyłoniono również elektorów dla wyboru posła do niemieckiego Zgromadzenia Narodowego: kupca Malkewitza, asesorów sądowych Wendtlandta i Linkego, najstarszego rajcę Lemckego, kapitana Schentza, mistrza szkutnictwa Brüsewitza, właściciela młyna Krügera oraz muzyka Wintera. Wybór posła odbył się w Wolgast. W odezwie wyborczej, rozpowszechnianej przed tymi pierwszymi wyborami parlamentarnymi m.in. w Świnoujściu i Wolinie, wzywano wyborców do wskazywania jedynie „najlepszych i najzdolniejszych obywateli – mężów o niewzruszonym charakterze, którzy posiadają nie tylko odwagę, lecz także siłę, aby to, co raz uznali za słuszne i dobre, jako wolni elektorzy wprowadzić w czyn”.
Jednym z pierwszych posłów okręgu był Karl Rodbertus, znany przedstawiciel konserwatywnego socjalizmu, który później reprezentował okręg Ueckermünde–Usedom–Wollin w pierwszym Reichstagu Związku Północnoniemieckiego.
W roku 1850 rozpoczęto budowę wiatraka. Po roku 1871 gdy powstało Cesarstwo Niemieckie ówczesny kanclerz Otto von Bismarck rozpoczął na terenie Pomorza, a więc i w Wolinie Kulturkampf . Mieszkało wówczas (1875) w Wolinie 5222 mieszkańców. 
W roku 1867, podczas podróży do Międzyzdrojów, miasto odwiedził późniejszy cesarz Fryderyka III wraz z małżonką i dziećmi. Zostali oni entuzjastycznie powitani przez mieszkańców Wolina i okolic. W roku 1880 zaczęto budowę ratusza. W 1885 roku obszar miasta wynosił 11,45 km² i miał 5097 mieszkańców. Mieszkańcy Wolina trudnili się wówczas handlem zbożem i bydłem oraz połowem ryb. Sprzedawali je m.in. do Szczecina, Wrocławia, Poznania czy do Lipska. 
W drugiej połowie XIX wieku nastąpiła znacząca poprawa w zakresie komunikacji. Do lat 40. XIX wieku przewozy osobowe odbywały się głównie wozami, a transport towarów częściowo drogą lądową, częściowo żeglugą żaglową. Od tego czasu uruchomiono jednak regularną żeglugę parową pomiędzy Szczecinem, Wolinem i Kamieniem Pomorskim, utrzymywaną także na początku XX wieku. Od końca lat 80. do końca lat 90. XIX wieku powstały linie kolejowe, które przejęły znaczną część przewozów, jednocześnie zwiększając całkowity wolumen ruchu. Wolin bezpośrednie połączenie kolejowe uzyskał dopiero w drugiej połowie XIX wieku. Początkowo sprawa była odwlekana – Kolej Wrocławsko-Świdnicko-Świebodzicka (Breslau-Schweidnitz-Freiburger Eisenbahngesellschaft, która w latach 70. XIX wieku wybudowała linię Kostrzyn nad Odrą–Szczecin, zobowiązana była do przedłużenia trasy przez Szczecin Podjuchy i Wolin do Świnoujścia-Warszowa (Ostswine). Do realizacji tego zobowiązania jednak nie doszło, a władze państwowe nie zmusiły spółki do budowy. Sytuacja zmieniła się dopiero po wprowadzeniu systemu kolei państwowych i nacjonalizacji spółki. Po wybudowaniu odcinka Szczecin Dąbie–Goleniów–Kołobrzeg podjęto decyzję o budowie linii kolejowej z Goleniowa do Wolina i Cammin. Ostatecznie miasto otrzymało połączenie kolejowe ze Szczecinem w roku 1892. W 1897 linia została przedłużona do Międzyzdrojów, a w 1901 do Warszowa, dzięki czemu wolinianie zyskali pełny dostęp do sieci kolejowej. Rozwój komunikacji drogowej również odgrywał znaczną rolę. Około 1850 roku zbudowano szosę Wolin–Świnoujście, a w drugiej połowie XIX wieku także szosę łączącą Wolin z Kołczewem. Pomimo znaczących inwestycji infrastrukturalnych nie wpłynęło to na popularność miasta i nie udało się powstrzymać spadku liczby ludności miasta. Nadzieje na rozwój przemysłu również nie zostały spełnione. Poza dwiema parowymi tartakami w mieście funkcjonowały jedynie dwie stocznie na Dievenow, podczas gdy dawniej szkutnictwo w Wolinie miało znacznie większe znaczenie. W XIX wieku w Wolinie działało kilka stoczni, m.in. stocznia Brüsewitz i stocznia Schünemann, specjalizujących się w budowie żaglowców przeznaczonych do żeglugi rzecznej, morskiej oraz dla potrzeb rybołówstwa. W drugiej połowie stulecia produkcja większych statków handlowych niemal całkowicie ustała. Z dwóch stoczni działających na przełomie XIX i XX wieku jedna została założona w latach 70. XIX wieku przez mistrza szkutniczego Manthe i zajmowała się budową statków rybackich różnej wielkości oraz łodzi. Podobny profil miała druga stocznia, założona przez Kneistego pod koniec XIX wieku. Żegluga frachtowa oparta na żaglowcach straciła na znaczeniu wobec rozwoju kolei i żeglugi parowej. W 1850 roku – według statystyki Knappego (Statistischer Beschreibung der Insel Wollin) – w Wolinie zarejestrowanych było jeszcze 7 statków morskich (6 szkunerów i 1 slup) oraz 28 jednostek przybrzeżnych (8 lichtug, 6 szkunerów, 3 szalupy, 4 lugry, 6 jachtów i 1 o konstrukcji kraweelowej), obsługiwanych łącznie przez 82 marynarzy. Na początku XX wieku w mieście pozostawało w ruchu jedynie kilka statków frachtowych. Po zaniechaniu rybołówstwa zeesbootowego część dawnych rybaków podejmowała pracę w żegludze, najczęściej morskiej, wychodząc z większych portów.
W tym samym okresie władze miejskie kontynuowały inwestycje komunalne: modernizowano ulice i chodniki, zakładano nowe promenady oraz poprawiano oświetlenie uliczne. W 1903 roku tradycyjne lampy naftowe zastąpiono oświetleniem gazowym typu Auerlicht, dającym jaśniejsze i stabilniejsze światło.
Ochronę przeciwpożarową zapewniała od 1891 roku ochotnicza straż pożarna, której przewodniczył radny A. Krüger. Formacja szybko zdobyła dobrą opinię dzięki zdyscyplinowaniu i skuteczności podczas akcji gaśniczych w mieście i okolicy.

Pod koniec XIX wieku miastem zainteresowano się z powodów jego bogatej przeszłości. Do miasta zaczęli zjeżdżać odkrywcy i poszukiwacze skarbów. 

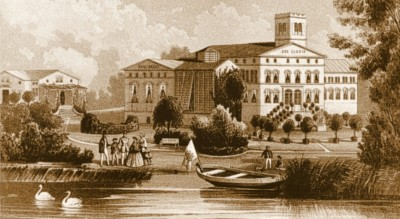
Pałac von Plötzów w Wiejkowie

W tym też roku 2 września do Wolina przypłynął drogą wodną na pokładzie parowca „Wolliner Greif” kolejny przedstawiciel rodu królewskiego książę Albrecht Hohenzollern. Został wówczas uroczyście powitany przez władze miejskie oraz mieszkańców, po czym udał się na uroczystość rodzinną do pałacu von Plötzów w Wiejkowie (Groß-Weckow).
Od 1861 roku w mieście ukazywała się lokalna prasa – najpierw pod tytułem „Wolliner Dampfboot”, następnie jako „Usedom-Wolliner Dampfboot”. Przez pewien czas w Wolinie wydawano również pismo powiatowe zatytułowane „Die Lampe”.
W pierwszej połowie XIX wieku administracja Wolina funkcjonowała na podstawie ordynacji miejskiej z 1808 roku oraz jej zrewidowanej wersji z 1831 roku, a od 1853 – zgodnie z nową ordynacją miejską z 31 maja tegoż roku. Do 1848 roku posiedzenia rady miejskiej odbywały się bez udziału publiczności; pierwsze jawne posiedzenie miało miejsce 22 stycznia 1848 roku pod przewodnictwem radnego Lemckego, w obecności burmistrza Goelscha, członków magistratu oraz licznie zgromadzonych mieszkańców. Siedzibą władz miejskich do 1881 roku było stare ratuszowe budynki na rynku, mieszczące również sąd powiatowy i więzienie. Po jego rozbiórce w 1880 roku, spowodowanej złym stanem technicznym i brakiem odpowiednich pomieszczeń, wzniesiono nowy ratusz przy ulicy Zamkowej Schlossstraße, na terenie dawnego urzędu książęcego. Rozbiórce starego ratusza, podobnie jak wcześniejszemu usunięciu pozostałości dawnego zamku książęcego w latach 70. XIX wieku, nie towarzyszyła dokumentacja fotograficzna. Do czasów współczesnych z dawnych obwarowań miasta zachował się jedynie fragment muru miejskiego od strony lądu. Fragment dawnego muru miejskiego stanowił wschodnie zamknięcie ogrodu ratuszowego. Część detali architektonicznych ze starego ratusza, w tym reliefy, wykorzystano do dekoracji pieca w mieszkaniu burmistrza w nowym gmachu. Nowy budynek administracji miejskiej, wzniesiony z cegły i zwieńczony wysoką wieżą centralną, udekorowaną tarczą herbową miasta, oddano do użytku w 1881 roku. Oprócz pomieszczeń magistratu mieści on salę obrad rady miejskiej, biura policji, siedzibę powstałej w 1881 roku miejskiej kasy oszczędnościowej, dwie sekcje królewskiego sądu obwodowego oraz mieszkanie burmistrza. Więzienie ulokowano w dawnym budynku poczty, położonym przy starej linii murów miejskich, gdy w tym samym roku urząd pocztowy przeniesiono do nowego obiektu przy Schlossstraße.

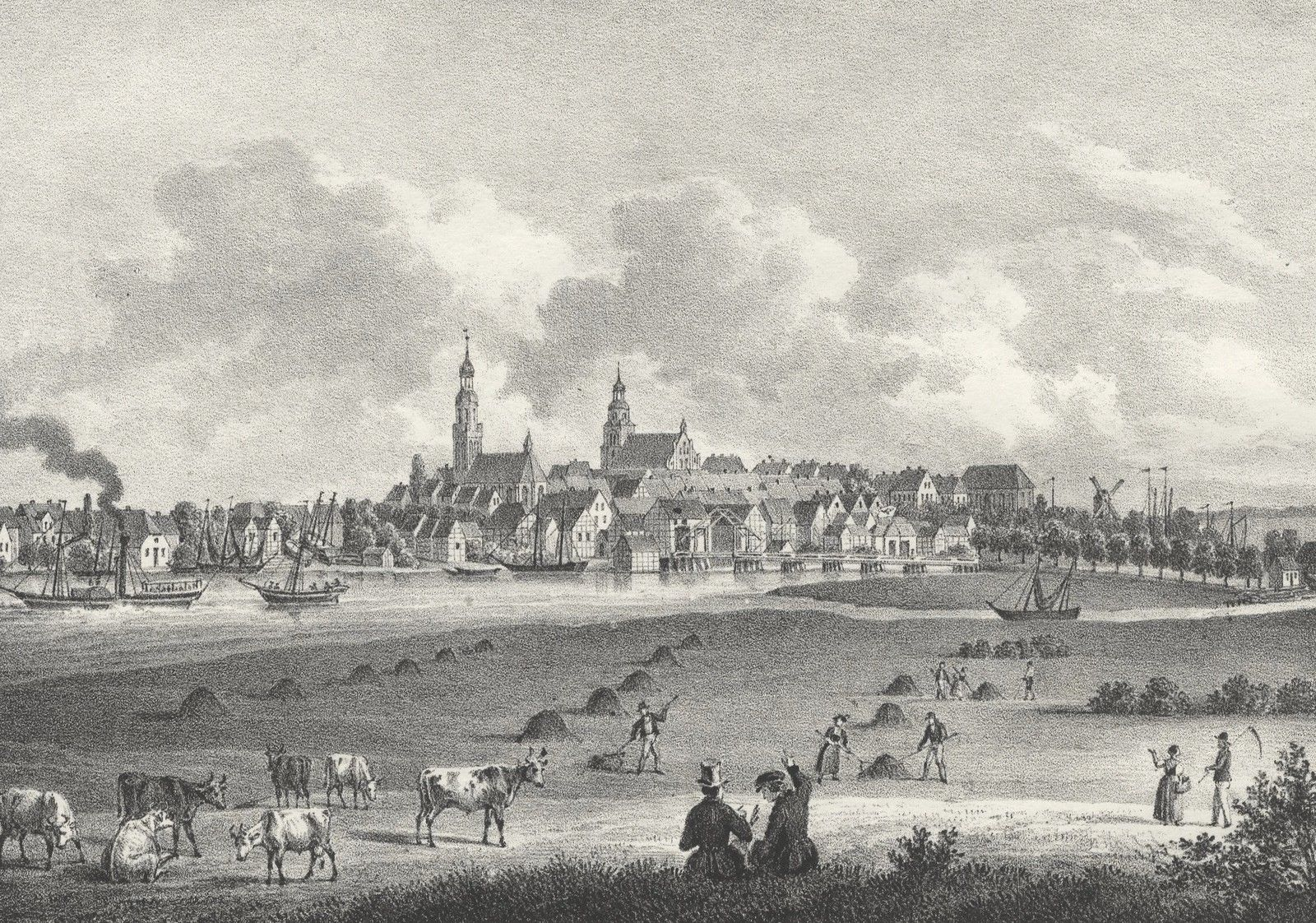
Wolin w XIX wieku

Pod koniec XIX wieku w mieście działały przytułek i szpital. Przytułek spłonął 12 lutego 1893 roku, co zmusiło władze do tymczasowego przeniesienia jego podopiecznych. Szpital znajdował się w północno-zachodnim przedmieściu przy Ackerwerkstraße; dawniej należał do „Bürger-Hospital”, lecz w 1885 roku został zakupiony przez miasto za 5500 marek, a w 1887 roku rozbudowany kosztem 3000 marek. W placówce zatrudniony był lekarz oraz małżeństwo zajmujące się opieką nad chorymi. Liczbę lekarzy w mieście podawano wówczas jako pięciu. Działała kasa chorych obejmująca wszystkich mieszkańców, niezależnie od zawodu.
Pod koniec XIX i na początku XX wieku podjęto działania w celu przekształcenia Wolina w uzdrowisko letnie, wykorzystując jego położenie nad Dziwną i Zalewem Szczecińskim, bliskość lasów, morza oraz korzystny mikroklimat. Miejskie tereny spacerowe obejmowały m.in. obszar wokół Wzgórzu Wisielców , który – pomimo niemieckojęzycznej, utrwalonej historycznie nazwy „Plantage” – pełnił funkcję parku miejskiego. W zadbanym lasku znajdowały się strzelnica i dom strzelecki bractwa kurkowego oraz plac ćwiczeń szkół miejskich. Wzgórze Wisielców z licznymi wzniesieniami był miejscem zabaw dzieci i młodzieży. Zimą do uprawiania sportów na lodzie wykorzystywano zamarznięte łąki oraz pokrywę lodową Dziwny.
W 1904 roku w Wolinie powstało stowarzyszenie o charakterze społeczno-użytecznym, którego celem była poprawa estetyki miasta i jego okolic, a także rozwój ruchu turystycznego i podniesienie ogólnego dobrobytu mieszkańców.
Pod względem pomników Wolin był stosunkowo ubogi. Jedynym monumentem w przestrzeni miejskiej było odsłonięte w 1898 roku na placu pomiędzy Realprogymnasium a rzeką Dziwną pomnik Wilhelma I („Heldenkaiser Wilhelm der Große”). Składał się on z wysokiego, granitowego cokołu ozdobionego wizerunkiem orła i elementami militarnymi, na którym umieszczono realistycznie wykonaną bustę pierwszego cesarza niemieckiego. Na cokole znajdowała się inskrypcja nawiązująca do napisu, który król Fryderyk Wilhelm III kazał umieścić na chorągwi wolinian w 1813 roku: „Wir Bürger von Wollin bewahren den alten pommerschen Mut und bleiben treu unserm Könige mit Gut und Blut” („My, obywatele Wolina, zachowujemy dawną odwagę pomorską i pozostajemy wierni naszemu królowi – majątkiem i krwią”). Pomnik miał przypominać mieszkańcom epokę zjednoczenia Niemiec i pierwsze lata istnienia Cesarstwa Niemieckiego. Drugim monumentem w przestrzeni miasta było grobowiec aptekarza Frankego, określanego mianem „ojca ubogich”, który żył w Wolinie w XIX wieku. Został on ufundowany przez wdzięcznych mieszkańców na miejskim cmentarzu.
Życie społeczne miasta ożywiały liczne stowarzyszenia, m.in. towarzystwo gimnastyczne (Turn-Verein), związek rzemieślniczy (Gewerbeverein), chór męski oraz inne organizacje, których działalność sprzyjała krzewieniu kultury fizycznej, rozwojowi intelektualnemu oraz integracji mieszkańców.
Na początku XX wieku funkcję burmistrza pełnił dr Büttner, jego zastępcą był skarbnik Goeden, a przewodniczącym rady miejskiej od wielu lat – radca sanitarny dr Hafemann. W sądzie obwodowym zatrudnionych było dwóch sędziów, natomiast urząd podatkowy obsługiwało dwóch pracowników. Finanse miasta określano jako stabilne – budżet na lata 1904–1905 zamykał się kwotą 72 352,50 marek, z czego 52 356 marek pochodziło z podatków, a 7915 marek z dzierżaw i innych wpływów. Około 75% dochodów stanowiły wpływy podatkowe, a dopłaty komunalne do podatków państwowych wynosiły w tym okresie 223%. Zadłużenie miasta opiewało na 69 909 marek, a jego obsługa (odsetki i amortyzacja) kosztowała rocznie 5456,80 marek. W roku 1909 miasto spustoszył wielki pożar powodując znaczne zniszczenia. W latach 1924–25 budowano drogę utwardzoną w kierunku Sibina. W roku 1933 populacja miasta liczyła 4943 mieszkańców.

## Badania archeologiczne
Pierwsze wykopaliska archeologiczne niemieccy uczeni przeprowadzili w roku 1871 . Kierował nimi Rudolf Virchow, niemiecki archeolog, antropolog i patolog. Początkowo do badań nastawiony był pesymistycznie, lecz odkrycia skarbów na Srebrnym Wzgórzu, Wzgórzu Wisielców oraz na rynku zmieniły jego nastawienie. Zgodnie z Kampf für Kultur chciał udowodnić, że Wolin miał początki germańskie, jednak mu się to nie udało . Kolejne badania przeprowadzane były w mieście w latach 1897–1898, tym razem pod kierunkiem kustosza szczecińskiego muzeum prehistorycznego . Szczególnie interesowano się Wzgórzem Wisielców. Na podstawie badań wyciągnięto wniosek, że Wolin mógł być legendarną Vinetą. Ich prace i wnioski końcowe były nacechowane tendencyjnością, z uwagi na propagowaną przez Cesarstwo Niemieckie politykę wobec Słowian. Do badań powrócono w dwudziestoleciu międzywojennym. Badaniami kierował Instytut Archeologii Rzeszy Niemieckiej, a pracami interesowali się szef SS Heinrich Himmler oraz minister propagandy III Rzeszy Joseph Goebbels. Wówczas starano się udowodnić, że Słowianie nie mieli swojej kultury.
Kolejne badania którymi kierowali uczeni niemieccy Otto Kundel oraz Karl August Wilde przeprowadzili w latach 1934–1939. Były one na tyle istotne, że kilkakrotnie na teren ówczesnych Niemiec przybywali polscy uczeni .
Po 1952 roku wykopaliska prowadzili polscy archeolodzy pod kierunkiem profesora Władysława Filipowiaka. Przekopano wtedy umocnienia miasta, port, przedmieścia, cmentarzyska, a także szlaki komunikacyjne .

## II wojna światowa

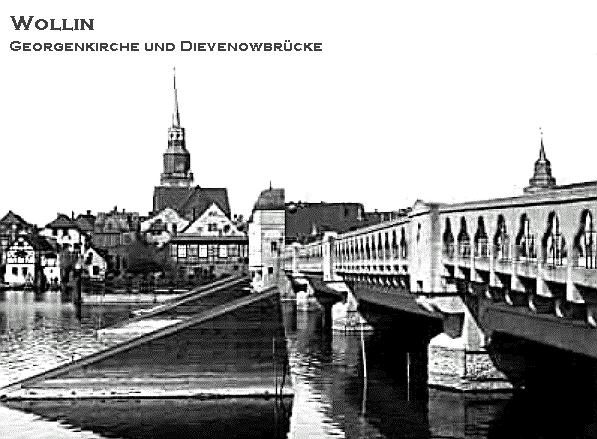
Wolin przed II wojną światową

W czasie II wojny światowej na wyspie Wolin rozmieszczono różnego rodzaju instalacje wojskowe, a w samym mieście istniała 6 Szkoła Łączności Wojsk Lotniczych oraz magazyny broni i amunicji , której wykorzystanie przekraczało możliwości garnizonu wolińskiego.
W Wolinie Niemcy utworzyli podobóz pracy przymusowej obozu jenieckiego Stalag II B, w którym więziono francuskich i belgijskich jeńców. W lutym 1945 r. przez Wolin przeszedł marsz śmierci jeńców alianckich z obozu jenieckiego Stalag XX B.
U schyłku II wojny światowej obszar od wschodniej części wyspy Uznam, przez Wolin, aż po Szczecin stanowił bardzo ważny teren pod względem militarnym. To tutaj przebiegała linia obronna Szczecina przed uderzeniem od morza. W tym czasie przez Wolin prowadził ważny szlak ewakuacyjny wojsk niemieckich oraz ludności cywilnej. W mieście rozlokowano wówczas trzy baterie artylerii lądowej : na cmentarzu, na Srebrnym Wzgórzu oraz na Górach Mokrzyckich. Na północnym krańcu stacji kolejowej postawiono również baterię moździerzy 81 mm .
Walki o zdobycie Wolina rozpoczęły się już w czasie operacji pomorskiej 1 Frontu Białoruskiego. Oddział 9 Gwardyjskiego Korpusu Pancernego 2 Armii Pancernej w wyniku pościgu dotarł do Dziwny i rozpoczął walki o Wolin. Spotkał tutaj opór niemieckiej piechoty morskiej. Tutejsze fortyfikacje okazały się bardzo trudne do pokonania, a tym samym miasto stało się twierdzą trudną do zdobycia. Niemcom bardzo zależało na utrzymaniu pozycji w Wolinie. To tutaj był węzeł systemu obronnego wyspy Wolin i od niego zależało utrzymanie linii obronnej na całej długości wyspy Wolin aż do Dziwnowa. Na tym kierunku dowództwo niemieckie zamierzało złamać ofensywę radziecką i utworzyć front wschodni.
6 marca Rosjanie zdołali przełamać opór Niemców na moście w Wolinie i do miasta dostał się batalion czołgów. Żołnierzami dowodził kapitan gwardii Mikołaj Sanajczew (inne źródła mówią o kapitanie Sanaczjewie). Podczas walk Armii Czerwonej z dwoma pułkami fortecznymi i niemiecką piechotą morską centrum miasta zostało prawie całkowicie zniszczone. Przewaga Rosjan nie trwała długo. Niemieckie dowództwo do walki o Wolin sprowadziło posiadane odwody i rosyjscy żołnierze musieli się wycofać.

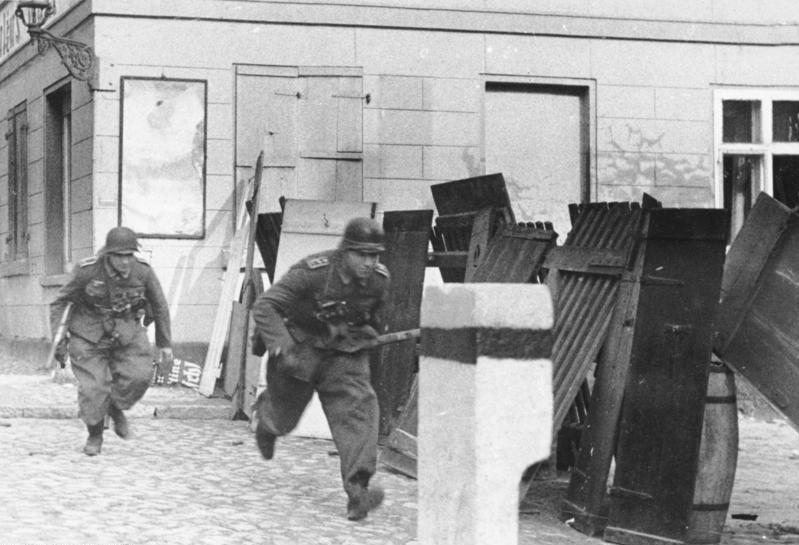

W tym czasie pod Wolin podeszły rosyjskie wojska pancerne 3 Armii Uderzeniowej. 10 marca w okolicach Wolina pojawiły się wojska 1 Armii Wojska Polskiego. Ponowne natarcie na miasto nastąpiło 4 maja 1945 roku. Do ataku po zluzowaniu 2 Armii Uderzeniowej i przegrupowaniu przystąpiły oddziały 19 Armii radzieckiej. Po sforsowaniu Dziwny rozpoczęły się walki o miasto. Wolina broniły niemieckie oddziały 2 pułku fortecznego wydzielone z Dywizji Fortecznej Świnoujście i pododdziały piechoty morskiej. Podobnie jak w marcu walki o miasto były bardzo ciężkie. Wojska niemieckie odparły w ciągu jednego dnia aż 11 radzieckich kontrataków. W obronie miasta brało udział również niemieckie lotnictwo. Dzięki niespodziewanemu i silnemu atakowi armii radzieckiej kilkanaście ze stu bazujących w Wolinie samolotów niemieckich zostało zniszczonych i nie mogły brać udziału w walce. W zaistniałej sytuacji wojska niemieckie zadecydowały o zaprzestaniu obrony miasta i zaczęły wycofywać się w kierunku Świnoujścia. 4 maja 1945 roku mimo niemieckiej obrony miasto zostało zdobyte ). Wraz z wkroczeniem oddziałów niemieckich zdobytych zostało też wiele inntch miejscowości na wyspie: Korzęcin, Jarzębowo, Kodrąb, Ładzin, Wisełka, Dziwnów. W czasie walk miejscowość zniszczona została w 70 procentach . Stare Miasto zostało w 90% zniszczone. Wolin włączony został do Polski, zaś jego dotychczasową ludność wysiedlono do Niemiec. Po wojnie Wolin nigdy nie wrócił do swojej świetności.

## Miasto po wojnie
Do końca wojny Wolin był w niemieckim powiecie Usedom-Wollin. Po zakończeniu wojny miasto znalazło się administracyjnie w powiecie wolińskim.
Polacy, którzy po wojnie osiedlili się w powiecie wolińskim, pochodzili z różnych regionów kraju, a także z dawnych polskich terenów za Bugiem oraz z krajów zachodnich.
Jeszcze w maju 1945 roku wojska radzieckie pod Wolinem wybudowały most pontonowy. Jesienią tego samego roku w mieście utworzono punkt apteczny. 5 grudnia w obecnym gmachu pracę zaczęła Poczta Polska. 1 kwietnia 1946 roku rozpoczęła nauczanie szkoła podstawowa w Wolinie. Również w kwietniu, gdy nie było jeszcze mostu kolejowego nad Dziwną PKP uruchomiły jednowagonowy pociąg dieslowski kursujący pomiędzy Wolinem a Świnoujściem . 18 lutego 1948 roku otwarto miejską bibliotekę publiczną, oficjalnie czynność ta miała miejsce prawie rok później, 16 stycznia 1949 roku . W czerwcu 1949 roku uruchomiono ośrodek zdrowia , a w październiku pracę rozpoczęła szkoła rolnicza w Wolinie. Wiosną 1950 roku działać zaczęło kino „Tęcza” .
W roku 1952 rozpoczęli badania archeolodzy polscy, pod kierunkiem Władysława Filipowiaka. Odnaleziono wtedy pozostałości wraków łodzi klepkowych pochodzących z wczesnego średniowiecza. Poza tym wydobyto dziesiątki zabytków związanych ze szkutnictwem między innymi wiosła, czerpaki do wody, fragmenty lin i sieci. Jednak najbardziej spektakularnym znaleziskiem pozostaje drewniany kompas służący żeglarzom do odnajdywania drogi na otwartych wodach. Jest to jedyny tego typu w całości zachowany egzemplarz z terenów Europy Północnej.

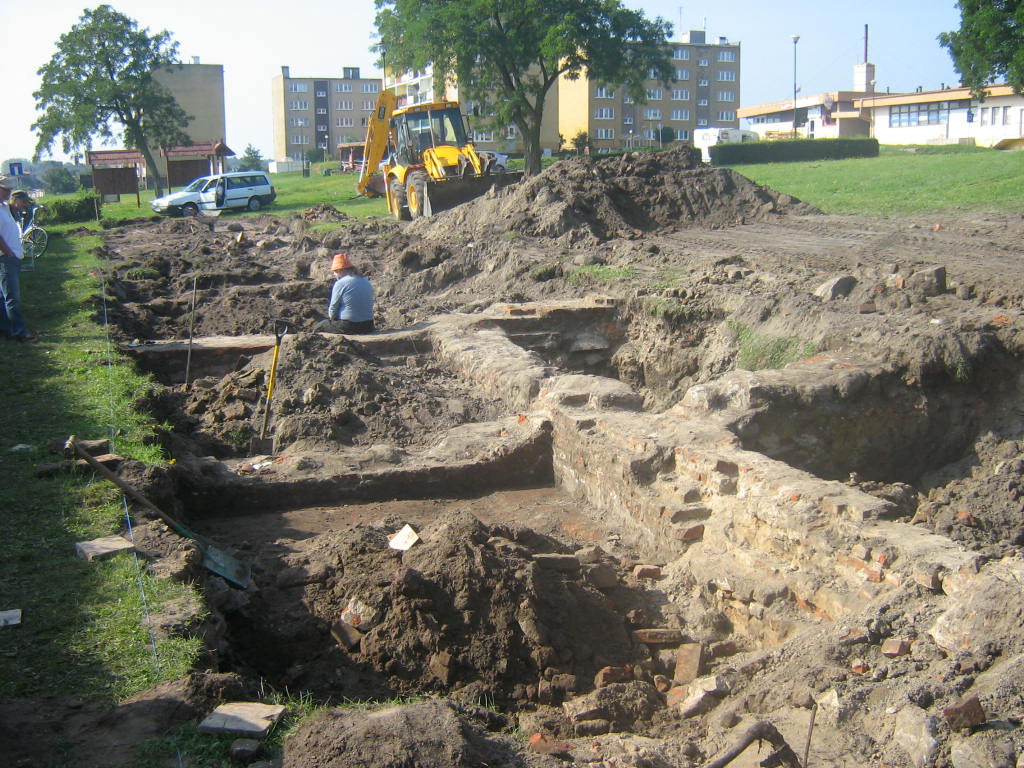
Rewitalizacja miasta. Wrzesień 2008

W roku 1957 powstał Miejski Zakład Gospodarki Komunalnej i Mieszkaniowej, a 22 grudnia 1958 roku oddano do użytku most obrotowy w Wolinie . 27 marca wmurowano kamień węgielny pod halę sportową. We wrześniu 1962 roku zaczęto budowę bloków państwowych bloków mieszkalnych . Od czerwca 1963 roku do sierpnia roku 1965 oddano do użytku siedem bloków o 282 izbach. 23 września 1967 roku w Wolinie obchodzono uroczyście tysięczną rocznicę przyłączenia do Polski. W tym też czasie w Wolinie i Świnoujściu obradowała sesja naukowa poświęcona 1000-letnim dziejom Wolina . 27 grudnia 1967 roku prezydium Wojewódzkiej Rady Narodowej zatwierdziło ogólny plan zagospodarowania przestrzennego Wolina na lata 1965–1985 . Nieco ponad 10 lat później, w sierpniu 1969 roku swoją pracę zaczął nowy dworzec kolejowy .
1 stycznia 1973 roku zlikwidowano powiat woliński, a miejscowość znalazła się w powiecie kamieńskim w województwie szczecińskim. Po reformie administracyjnej w 1999 roku Wolin znajduje się w województwie zachodniopomorskim, w powiecie kamieńskim. Jest siedzibą gminy Wolin. W czerwcu 1993 roku na wolińskich błoniach odbył się pierwszy Festiwal Wikingów. Organizatorem był wówczas konsul duński. 28 czerwca 2003 roku została podpisana umowa partnerska pomiędzy polską gminą Wolin, a Usedom na wyspie Uznam. Ze strony polskiej umowę podpisał burmistrz Bogdan Wilkowski oraz przewodnicząca Rady Miasta Ewa Halicka, ze strony niemieckiej byli to burmistrz Anette Zeng i Grit Kaspereit. 2 grudnia 2003 otwarto most obwodowy nad Dziwną w ciągu drogi krajowej 3. W roku 2007 miasto zamieszkiwało 4916 mieszkańców.
W roku 2008 trwały wykopaliska w Wolinie prowadzone przez Instytut Archeologii i Etnologii PAN oraz Muzeum Regionalne im. Andrzeja Kaubego w Wolinie. W tym tez roku otwarto skansen Wikingów w Wolinie.